# Fate/Grand Orderの登場キャラクター
本項では、ゲームブランドTYPE-MOONによるスマートフォン向けRPG『Fate/Grand Order』（フェイト・グランドオーダー、以下：アプリ版）に登場するキャラクターについて解説する。

## 人理継続保障機関・カルデア

### メインキャラクター
藤丸立香（ふじまる りつか）
声 - 島﨑信長（男性）、関根明良（女性） / イラスト - 武内崇 / 属性 - 中立・善
本作の主人公。プレイヤーが名前や性別を随時任意で設定・変更できる。男性は身長172cm、体重59kg、癖のある黒髪に青い瞳。女性の身長・体重は不明で、左側一房をシュシュで束ねた橙色のセミショートに金色の瞳。
「カルデア」の48人のマスター候補の10人の一般人枠のひとりとしてスカウトされた。魔術回路を起動したことさえない完全な「素人」であり、配属前の訓練も数時間しか受けていない。候補の中では数合わせとされてはいるが、同時にレフは「2015年で霊子ダイブが可能な適性者全てを集めた」とも語っている。
「カルデア」のレイシフト実験のためのオルガマリーの説明会の際に、直前にやっつけで受けたシミュレーションによる脳への負荷のために居眠りして説明会から叩き出され、レイシフト実験から外れることになる。だがそれによって「カルデア」へ仕掛けられた破壊工作を偶然にも免れ、ただ一人の活動可能なマスター候補となった結果、マシュと契約を結び共に人類史を巡る旅を始める。
年齢については未成年である事以外は不明だが、見た目から高校生くらいと推察されている。
ゲーム内ではボイスがない上に、テキストとしてもセリフは少なく、各所の選択肢で一部の心情が出る程度だが、絶望的な状況においても前向きに進んでいこうとする性向で、天運に恵まれていることと、有事の際の決断力に卓越していることを指摘されている。その一方で「成果や結果を得るために冷酷になる」というスタンスがスタンダードな作品世界の魔術師とは違って優しい心根を持っているため、第2部における「異聞帯に根付いた空想樹を切除することは、剪定事象から生まれた異聞帯に住む人々全員を見殺しにすること」という事実を知った際には戦意喪失をしたり、妖精國ブリテンでバーヴァン・シーがモルガンには内緒で持ち出してきた「失意の庭」に巻き込まれた時には心が折れる一歩手前まで追い詰められたこともある。また、召喚したあらゆるサーヴァントと友誼を結び、個別に適度な距離感を保ちながら共に戦うことのできるコミュニケーション能力について、たびたび称賛を受けている。
物語の中では、様々な潜在能力は度々ほのめかされており、奈須きのこによって「脅威のレイシフト適正100％持ち」という設定が明らかにされている。また、呪いを帯びていない毒物や病原菌・通常の人間には毒になるレベルの濃い魔力を含んだ空間・空気などに耐性があり、サーヴァントであるマシュとの契約の恩恵と周囲には理解されているが、当初マシュには該当するスキルがなく、不可解な状況にある。真名判明後は彼女の中の英霊、ギャラハッドの加護による浄化の作用ではないかとロマニは見解しているものの、第2部で彼の力を失ってなおこの作用は持続している。
キャラクター設定
奈須は、『Fate Extra』と同様に、物語のテーマに合わせて主人公のキャラクター性に関する方針は立てているものの、それがユーザのノイズにならないようにしていると、2023年に行われた新納一哉と石川夏子との対談の中で話している。
「藤丸立香」という名前は、アニメ版が初出であり、以降の関連作品で主人公の名前として設定され、男女兼用できる名という意図の元に名付けられている。他に公式の愛称として、それまでも使用されていた「ぐだ男」・「ぐだ子」がある。ただし、1.5部「セイレム」編コミカライズ版の女性主人公の呼び方は「りっか」である。キャラクターデザインは『Fate/stay night』のメインキャラクターである衛宮士郎と遠坂凛をそれぞれ性別逆転させたイメージとなっている。
マシュ・キリエライト / シールダー → パラディーン
声 - 種田梨沙 → 高橋李依 / イラスト - 武内崇 / レア度 - R → SR → SSR（パラディーン） / 属性 - 秩序・善
「カルデア」局員で、エリートマスター候補生で構成された特異点観測の先鋭隊となる「Aチーム」の所属。ただしチームの証でもある大令呪は与えられていない。身長158cm、体重46kg。薄紫色のボブカットに同色の瞳。普段は眼鏡をかけ、ジャンパースカートの上にパーカーのようなものを羽織っている。あまり自分の心情を表に出してこなかったが、「カルデア」を訪れた主人公を「今まで出会った人間の中で最も人間らしい人間」「無害な人」と感じて積極的に友好関係を結びたがったため、色々と世話を焼くようになり、「先輩」と呼んで親近感を表現している。「先輩」という呼び方は彼女にとって同年代だが自分より年上の人間に対する敬称である。主人公に好意を抱いており、異性として積極的なアプローチを主人公へと行うサーヴァントに対し嫉妬を見せる事もある。
最初のレイシフト実験に立ち会うため中央管制室にいたところ、「カルデア」を襲った破壊工作による爆発に巻き込まれ致命傷を負うが、自分を助けに来た主人公だけでも何とか救おうと、己の中に潜むシールダーのサーヴァント・ギャラハッドと取り引きを交わして人間とサーヴァントの融合体「デミ・サーヴァント」となり、契約を結び主人公のサーヴァントとなる。
「シールダー」となった後は、眼鏡が不要となり（これ以降の眼鏡はファッションのための伊達眼鏡）、軽装鎧を纏い身の丈ほどもある巨大な盾をもつ姿へと変化する。装備の盾は実は盾の形をした円卓という概念であり、彼女の武器・宝具であると同時にサーヴァントや概念礼装を召喚するための装置としても使用されている。
ギャラハッドはマシュに能力を引き渡した段階で消滅しており、第6章直前までの間はマシュ自身にも自分の真名が分からない状態が続いたため、仮の宝具を用いていた。また、第6章でシールダーの真名がギャラハッドであると判明した後は、彼の実父にあたるランスロットとは疑似的な親子関係にある一方、ランスロットの不貞行為並びにそれに近い言動が露見するとギャラハッドの影響で反抗的な言動をとることがあるが、その態度はセイバークラスにのみ向けられており、バーサーカークラスの彼とはむしろ良好関係にある。
その正体は「デミ・サーヴァント」となるためにカルデアが設計したデザイナーベビーであり、人と英霊の融合のために人為的に遺伝子を改良されている。このため、細胞の劣化が早いため寿命が短く、本編開始前の段階で残り1、2年の命しかない状況である。実験によりサーヴァントとの契約自体は行われていたが、宿ったギャラハッドがマシュの生命維持を優先していたためにストーリー開始直前まではその力を十分に発揮できなかった。マリスビリーの意向で無垢であることを強いられて育てられたため、ベリル・ガットに一目惚れされて執拗に狙われたりリリスから一方的に憎まれて殺されかけている。
終章にて、宝具で魔神王ゲーティアの攻撃を防ぐが、その代償として彼女自身の肉体は耐えきれず消滅する。その後フォウの力によって復活し、残り僅かだった寿命も人並みのものにまでなっている。しかし、人理修復後の時点でギャラハッドの加護が失われたことにより、サーヴァントとしての力を発揮できなくなったため、しばらくの間、一部の例外を除き、カルデアにて主人公のバックアップに専念していた。
第2部では、異聞帯からの襲撃に対処するための緊急措置として、失った力を補うための霊基外骨骼「オルテナウス」を装着する形で戦線に復帰する。さらに、大西洋異聞帯よりゼウスを始めとしたオリュンポスの神々を倒すため、シオンがアトラス院から持ち出した「ブラックバレル」のレプリカをオルテナウスの追加兵装として装備し、妖精國ブリテン以降はハベトロットのサポートも得ている。第2部での「オルテナウス」獲得後、ストーリークエスト上に限り以前の状態での運用はできないようになっていた。妖精國ブリテンにおいてギャラハッドの宿主という素性と妖精騎士という要素（円卓の騎士の名を使ってギフトを与える仕組み）が合致したことで力を取り戻すことに成功する。
キャラクター設定
元々シールダーの設定とキャラクターデザインは『Fate/stay night』の没となった第4ルートに登場予定だったサーヴァントで、スタジオディーン版テレビアニメとその後の劇場版に登場予定だったキャラクターのタチエのリデザインである。

フォウ
声 - 川澄綾子 / イラスト - タイキ
マシュと共に主人公と出会う動物。白い毛むくじゃらのリスのような大きさの四足歩行動物で、兎に似た長い耳を持ちケープを羽織っている。主に「フォウ」と鳴くことから、マシュにフォウと名付けられた。主人公が来るまではマシュ以外の誰にも懐かなかった。普段はカルデア内を気ままに徘徊しているが、オーダー遂行時は主人公やマシュに勝手に同行し各時代へレイシフトする。
本当の飼い主はマーリンであり、「本当に美しいものに触れてきなさい」と言われアヴァロンの塔の上から放り出された事から飼い主とは全く思ってはおらず、よく罵倒する。
正体は人類悪「プライミッツ・マーダー」であり、詳細は#人類悪を参照。

ロマニ・アーキマン
声 - 鈴村健一 / イラスト - 武内崇
「カルデア」の医師。主にレイシフトに備えて霊子筐体に入ったマスター候補たちのバイタルサインチェックを任務としている男性。職員からは「Dr.ロマン」と略されて呼ばれる。
「カルデア」を襲った破壊工作で「カルデア」の8割が壊滅し、主人公とマシュとオルガマリーが2004年の過去へレイシフトした時点で生き残っていた職員の中で一番階級が上であったために指揮を執ることになった。各時代へレイシフトした主人公とマシュを、通信機を通して「カルデア」からオペレーティングする。普段はいい加減な態度をしているため、主人公やマシュにぞんざいな扱いをされるほか、レイシフト先のサーヴァントからは悪印象を持たれやすい傾向がある。一方で、「カルデア」に残された者としての重責は承知しており、シビアな事実も臆することなく告げる事が出来る。また、医療だけではなく様々な分野の知識も豊富であり、様々な場面でダ・ヴィンチと共に解説や考察でサポートしているだけでなく、カルデアの様々な仕事や問題を責任者として片付けるなど寝る間も惜しんで激務に身を投じている。
「マギ☆マリ」というネットアイドルの大ファンで、何かとマギ☆マリの発言を引き合いに出している。
小説『DDD』に同じ愛称のキャラクターが登場しているが、同一人物ではない。
その正体は、カルデアの前所長「マリスビリー・アニムスフィア」によって冬木の聖杯戦争に参加するために召喚されたサーヴァント・ソロモンであり、ダビデとは実質的な親子関係に当たる。聖杯戦争に勝利した際、自由を求め「人間になる」という願いを聖杯で叶えロマニとして生まれ変わったが、英霊としての力を手放す寸前に世界が滅ぶ未来を千里眼で見てしまい、その回避のために人知れず行動していた。テレビアニメ版「絶対魔獣戦線バビロニア」の第0話にて、2010年ごろに再会したマリスビリーに頼み込んで医療スタッフとしてカルデアに参加したことが明かされた。
ソロモン / キャスター
声 - 鈴村健一 / イラスト - 武内崇 / レア度 - SSR / 属性 - 秩序・善
ロマニの本来の姿にして冠位を持つサーヴァント。
彼の弟子は時計塔院長のブリシサン、キシュア・ゼルレッチ・シュバインオーグがいる。
神からの恩恵である全能の指輪を天に返還した逸話を再現する第一宝具『訣別の時きたれり、其は世界を手放すもの（アルス・ノヴァ）』をもつ。
キャスティング・演技
ロマニ・アーキマン役の鈴村健一は、起用された時点で正体や結末を知らされており、各種媒体でロマニを演じる際も、『FGOソロモン』に向けて演じているという感覚で収録に臨んでいたと、レフ・ライノール他を演じた杉田智和との対談の中で明かしている。これらの作品群におけるロマニは気の抜けたムードメーカーとして描かれていた一方、TVシリーズ『Fate/Grand Order -絶対魔獣戦線バビロニア-』の序章「Episode 0 Initium Iter」で彼の過去が描かれる場面において鈴村はロマニにとっての最終回だと思いながら演じていたと語っており、アニメ映画『Fate/Grand Order -終局特異点 冠位時間神殿ソロモン-』(以下：『FGOソロモン』)で収穫できたことが感慨深かったと振り返っている。
鈴村は、現実には不可能な場面であっても自分の身近な事柄に置き換えて感情を乗せるように演じてきたが、ロマニの「神から授けられた力を捨てて人間になろうとした矢先、世界の終末を垣間見てしまう」という体験を、自分の体験に置き換えるのは非常に難しかったと話しつつも、誰かのために生きるという感覚をいかに増幅するかを考えて演じたと述べている。
また、『FGOソロモン』でロマニがソロモンとしての正体を現した際は演技を変えるべきかと考えたが、宝具を用いる場面の収録前テストの際に神々しい感じで演じたものの鈴村自身も違和感を感じたため、演出担当者からの助言を得て、演じ分けをしないことにした。

レオナルド・ダ・ヴィンチ / キャスター
声 - 坂本真綾 / イラスト - 下越 / レア度 - SSR / 属性 - 混沌・善
ルネサンス期を代表する芸術家で、ダ・ヴィンチちゃんと呼ばれることが多い。「カルデア」が過去に召喚に成功したサーヴァント3体のうちの1体で、技術開発部部長として常駐していた。並外れた才知に溢れるが性格には難がある変人。生前の性別は史実と同様に男性だが、モナ・リザへの愛好が高じて、サーヴァントとなった際に自らの全身をモナ・リザを模した美女へ作り変えたという経歴をもつ。
主人公とマシュが回収した聖杯などの管理・分析を担当しているほか、ゲームシステムとしてはショップ画面での案内役でもある。劇中ではロマニと共にカルデアから通信などで頭脳面でのサポートをしている。人理修復後の2017年はロマニの後任としてカルデアの司令官を代行していたが、12月31日に言峰綺礼に霊核を破壊されて消滅し、以降は下記の予備の少女体（ライダー）が役割を担うことになる。
期間限定イベント『ダ・ヴィンチと七人の贋作英霊』の間のみサポート枠のNPCとして使用可能だったが、第六特異点では主人公らと共に遂に聖杯探索に赴くことを決め本編に参戦。それ以降、期間限定ガチャでのみ召喚可能なキャラクターとして実装。
レオナルド・ダ・ヴィンチ / ライダー / ルーラー
声 - 坂本真綾 / イラスト - 下越 / レア度 - SSR（アプリ版） / SR（Arcade）
第2部におけるダ・ヴィンチ。真名はグラン・カヴァッロ。ダ・ヴィンチが万が一の事態を想定して作成した人工サーヴァントであり、シャドウ・ボーダーの中枢を担い、技術顧問の肩書をもつ。元のダ・ヴィンチとは別個の存在だが、消滅時点までの記憶をそのまま引き継いでいる。ゲームのプレイ進行で第2部を開始すると以降はゲーム内ショップなどの案内役がこちらの姿に変更される。
『Arcade』にて先行して配布のプレイアブルキャラクターとして実装。アプリ版では期間限定サーヴァントとして実装されている。

シャーロック・ホームズ / ルーラー
声 - 水島大宙 / イラスト - 山中虎鉄 / レア度 - SSR / 属性 - 中立・善
第六特異点より登場。名前自体は第四特異点から言及されている。『シャーロック・ホームズシリーズ』の主人公。探偵という概念の結晶であり、「賢き者」「明かす者」の具現とも言える英霊。当初はキャスターとして現界していたが、カルデアの召喚システムを介したことで霊基がルーラーに変化している。
第四特異点で接触したバベッジが導き出した「大きな取りこぼし」の調査のために数々の特異点を単独のレイシフトで渡り歩いており、亜種特異点I終盤で合流するまでの間に霊基は損耗し尽くされていた。亜種特異点Iが解決した後は霊基の修復も兼ねてカルデアに居着くことに決め、主人公が人理修復の立役者であることを隠蔽するためなどの工作と並行してシャドウ・ボーダーの製造に取りかかっており、第2部ではゴルドルフによって経営顧問に就任している。
第六特異点でトライヘルメスに接触し平然としていることを知ったシオンから奇異の目で見られているほか、北欧異聞帯で遭遇したシグルド（スルト）には「余計な物が入った混ざり物」と呼ばれている。
ダ・ヴィンチ同様に期間限定ガチャでのみ召喚可能。
その正体は第2部6.5章「死想顕現界域 トラオム」の終盤で、ロンドンで異星の神に召喚された一騎めの「異星の神」の使徒であることが明かされた。詳細は#カルデアの監視・誘導担当を参照。

ゴルドルフ・ムジーク
声 - 伊丸岡篤 / イラスト - BLACK
第2部より登場するカルデアの新所長。錬金術の名家であるムジーク家の嫡子。このFATE作品世界の枝分かれした一つである『Fate/Apocrypha』に登場したゴルド・ムジーク・ユグドミレニアの息子であり、数多存在する並行世界における同一存在の別人物という扱いである。口ひげを蓄えた恰幅のよい男性で、初登場時の2017年末の時点で28歳であり、2019年1月には29歳になっている。時計塔の法政科出身。
人理修復後のカルデアを買い取り新所長に就任するはずであったが、コヤンスカヤに体よく利用された挙句にカルデアスタッフごと処分されかけたところを、主人公たちに救出され共にシャドウ・ボーダーに乗り込みカルデアから逃れる。
当初は尊大で嫌味な態度で主人公たちに接してきたが、実際には小心ながらも人情味のあるお人好しである。提案や命令なども、一見利己的な思考に寄った言い方をしているようで、上に立つものとしての責任や公正さを伴っており、状況的にみて合理性のある判断であることが多い。社交方面の経験から話術に長けている。家が没落した経緯を間近で見た所以か、現実を見ずに楽観的に考える輩に対して厳しい口調になることもある。また自身の生命に関わる危機に直面しても大義を優先に取り、自身の命を投げ打つ度量も併せもつ。他にも全員分の健康管理も一人でこまめにチェックするなど、裏方としても優秀な一面を見せている。また、カルデアを買い取る際にも、本来魔術協会へ部門毎に売却される予定だったのを手回しして阻止してまとめて買い取ったり、スタッフ全員の再就職先まで斡旋したりとアフターケアも手抜かりがなく、「経営者としては非常に優秀な反面、魔術師にはあまり向いていない」と評されている。また、ペペロンチーノも「窮地に立たされれば立たされるほど逆にリーダーシップと火事場の馬鹿力的な能力を発揮するタイプ」と評価している。
第二部最初の脱出後より長く共に旅をしてきた結果、今では完全に新所長として主人公らに信頼されており、第6章では神霊であることを誇り人間を見下すカイニスさえも彼を認めて力を貸すなど活躍シーンが多い。レイシフト適正値も基準値より高く、ノウム・カルデア到着後に何度かイベント特異点にレイシフトをさせられたが、その度に酷い目に遭ったため基本的には同行を拒否するようになる（だが聞き届けられることは無い）。
カーレースを趣味としており、ボーダーでは時たま運転手を担当する。錬金術にたけているほか、魔銃や魔除け、「鉄の拳」など護身用の魔術をそれなりに行使できるが、本格的な戦闘自体は不得手。
イベント「妖精双六虫籠遊戯 まだ見ぬ完璧なあなたへ」ではボイスが使用されている。

ジングル・アベル・ムニエル
声 - 地蔵堂武大
初出は亜種特異点IIで、本格的に登場したのは第二部より。カルデアでの仕事は管制室のオペレーターとコフィン、シャドウ・ボーダーでは観測を担当。デオンやアストルフォといった中性的なサーヴァントが特に好みで、キャプテン・ネモにも魅力を感じているというちょっと変な奴。第二部ではメインメンバーの一人として活躍しており、名前が設定されているカルデアスタッフ三人の中で最も強い個性を持つ。ほとんど立ち絵も名前も出る事のない他の二人と異なり、多くのセリフと立ち絵差分が用意されている。また概念礼装の絵柄にも登場している。ゴルドルフ所長とセットで扱われることが多く、お互い気安くかつぞんざいなやり取りが見られる。

カドック・ゼムルプス
#クリプターを参照。

### その他のカルデア職員
オルガマリー・アースミレイト・アニムスフィア
声 - 豊口めぐみ（ドラマCD『First Take』）→米澤円（テレビアニメ『First Orde』以降） / イラスト - 武内崇
「カルデア」の所長。愛称は「オルガ」もしくは「マリー」。時計塔（魔術協会）12学部の一つ天体科を管理する名門貴族「アニムスフィア家」出身の若い女性。物語開始の数年前に初代所長であり当主であった父が急死したため、若くしてその座を引き継いだ。魔力は高いもののマスター適性が無く、同時にレイシフトも不可能という、父の始めた事業を遂行するためには不備な体質をもつ。事業に専念していた父からの愛情をあまり感じていなかったため承認欲求が強く、マスターでなくても実績を示せる「カルデア」所長という職務を全うすることで周囲に自分の存在を認めさせようと躍起になっている。しかし課せられた役目である人類史の未来保証に反して「カルデアス」の未来観測によって2016年の人類滅亡が証明されてしまい、上層部やスポンサーからの厳しい追及を受けて精神的に追い詰められる。
年齢の割に優れた洞察力や分析力を持ち、真面目で重責をこなしてゆくだけの政治力もあるが、卑屈で小心な面があり、それを隠すために尊大で傍若無人なキャラクターを必死で演じている。また、自分に解決不可能な問題が起きても側近のレフ教授が何とかしてくれるものと思い込んでおり、彼に利用されていることに気づかないまま精神的にも強く依存していた。
第1部序章での「カルデア」中央管制室におけるレイシフト実験中に起きた爆発事故により肉体的な死を迎え、死んだことに気づかないまま残留思念のみが主人公らとともに2004年の冬木へレイシフトする。その後、レフ教授によって擬似天体「カルデアス」に接触させられて残留思念も消滅してしまう。
第2部中盤では、彼女に酷似した人類悪・U-オルガマリーが登場する。第2部終盤のオルガマリークエストで、元々「カルデアス」の頭脳体としてマリスビリーが生み出した人工生命体であることが、ダ・ヴィンチ（ライダー）の会話で判明する。

Aチーム
マスター候補生の中でも特に高いマスター適正をもつエリートグループ。第一部序章にて特異点Fへのレイシフトに向かうためにコフィンに中に居た際に管制室の爆破に巻き込まれ、瀕死状態のまま救命可能状態になるまで、そのまま凍結された。
マシュ以外のメンバーについては#クリプターを参照。

マリスビリー・アニムスフィア
声 - 野島健児
時計塔天文科のロードで、「カルデア」の創設者であり初代所長である魔術師。故人。作中世界における2004年に冬木市で開催された唯一の聖杯戦争における勝者で、キャスター（ソロモン）のマスター。
ホームズやコヤンスカヤからは「正義の人」と評されているが、その「正義」は魔術師としてのものとも言われている。
テレビアニメ版「絶対魔獣戦線バビロニア」の第0話 にて、作中の時系列から「前所長」としてキャストおよびビジュアルが初めて公開された。デイビットにカルデアスを止めるよう脅迫されたため、拳銃自殺をした。
外見は、オルガマリーの父親とは思えないほど若く、まるでオルガマリーと瓜二つである。

シルビア
声 - 帆風千春（バビロニア・ソロモン）→千春（謎丸）
「序 / 2017年12月26日」より登場。カルデア管制官スタッフ。ゴルドルフによるカルデア買収の際は時計塔のある一派からスカウトされ栄転する予定であったと語っている。

ダストン
声 - 藤井隼
「序 / 2017年12月26日」より登場。カルデアの技師。ゴルドルフによるカルデア買収の際は引き続き残る予定だったと語っている。

セレシェイラ・エルロン
イラスト - ReDrop
「奏章I」より登場。カルデア記録書記スタッフ。ポルトガル出身の魔術師で記録に関する魔術を使う。
2017年12月26日にゴルドルフ、コヤンスカヤ、言峰らがカルデアを訪れた際は査察ゲート係の補助を担当していた。

## アトラス院
シオン・エルトナム・ソカリス
声 - 青木志貴
アトラス院の「六源」の一つエルトナム家の錬金術師にしてトリスメギストスとペーパームーンの制作者。元々は『MELTY BLOOD』の登場人物であるが、死徒ではなく吸血種であるなどの差異がある。
人理修復後の2017年に2018年より先の人理が確認できないと結論づけ、12月31日よりも前に「彷徨海」にいち早く待避し、カルデアから脱出するであろう主人公たちを迎えるための準備を進めていた。
キャプテン・ネモ / ライダー
声 - 花守ゆみり / イラスト - DANGERDROP / レア度 - SSR
シオンがカルデアの召喚術式を模倣して召喚したサーヴァント。ターバンを巻き水兵服を着た少年の姿をしている。主人公たちが出会ったころは当人の意向から、シオン以外にはクラスおよび真名を伏せており、「キャプテン」とシオンからの愛称で呼ばれている。
幻霊であるキャプテン・ネモをベースに海神の息子トリトンなど海にまつわる伝承と神秘の要素が組み込まれたサーヴァント。シャドウ・ボーダーを依代とする事により、かつて彼が船長を務め、幾多の冒険を潜り抜けた潜水艦「ノーチラス号」の能力をシャドウ・ボーダーに発現する事ができ、溶岩内でも活動できるほどの強度と機動性をもつ事ができる。シオンとの契約で分割思考が取り込まれており、マリーンズ、エンジン、プロフェッサー、ナース、ベーカリーなど役割に応じた分身を運用している。
期間限定イベント「虚数大海戦イマジナリ･スクランブル 〜ノーチラス浮上せよ〜」からは恒常排出サーヴァントとしてガチャに追加された。
黙示記録帯で確認されたネモについてはFate/Grand Order Arcadeを参照。
ネモ・マリーン
声 - 花守ゆみり
ノーチラス号およびストーム・ボーダーの運用を担当する分身体。性格面は各個体で微妙に異なる。
召喚当初は24人いたがアトランティスで4人、妖精國ブリテンで1人、南米異聞帯で泣き虫のネモ・マリーンが失われ現在は18人。
ネモ・エンジン
声 - 花守ゆみり
ノーチラス号およびストーム・ボーダーの機関室を担当する分身体。
ネモ・プロフェッサー
声 - 花守ゆみり
ノーチラス号およびストーム・ボーダーで解析を担当する分身体。
ネモ・ベーカリー
声 - 花守ゆみり
ノーチラス号およびストーム・ボーダーで食事を担当する分身体。
ネモ・ナース
声 - 花守ゆみり
ノーチラス号およびストーム・ボーダーで医療を担当する分身体。

## ソロモンとその配下たち
ソロモン・ゲーティア / グランドキャスター
声 - 杉田智和 & 鈴村健一 / イラスト - 武内崇 / レア度 - SSR / 属性 - 秩序・善
紀元前のイスラエルの王であり、魔術世界・最大にして最高の召喚士である魔術王。マーリン曰く、彼の死によって神秘の衰退が加速したと言われている。全能の十の指輪を所持し、彼の使役した72柱の魔神の召喚術は始まりにして頂点だと言われている。彼の父親であったダビデ曰く、基本的に残酷で悪趣味でろくでなし、愚者ではあったが正直者だったという。
ダビデは「人類史焼却をするに至るとすれば、隠れて交際していた10人の愛人全てに裏切られるくらいでないとそう考えない」と、ホームズの語るところによれば「鏡のような性質をもつとされ、対面した者によってその性質を変化させている」としている。
この彼は聖杯戦争の原型となった決戦魔術・英霊召喚による存在のためにサーヴァントとしての器（クラス）が既存のサーヴァント達よりも一線を画しており、通常のサーヴァントたちを一瞬で塵屑のように屠るなど絶大な力をもつ。
その正体はソロモンの死後、彼の使役する72柱の魔神たちがソロモンの遺体を支配した存在である。詳細は#人類悪を参照。
レフ・ライノール・フラウロス / 魔神柱フラウロス
声 - 杉田智和
「カルデア」の幹部の一人にして、近未来観測レンズ「シバ」の制作者である。周囲からは「レフ教授」と呼ばれている。
その正体はソロモンが使役した72柱の魔神の一柱・フラウロスであり、「カルデア」の破壊および幹部とマスター候補の抹殺を謀った。
なおゲーム『魔法使いの夜』の関連小説『2015年の時計塔』に「レフ・ウヴァル」「ライノール・グシオン」という別人格をもつ三重人格者の魔術師「フラウロス」なるキャラクターが登場、死亡が確認されている。結果としてこれまでのTYPE-MOON作品では未然に人理焼却が回避されていたという事が示唆されている。間桐（ゾォルケン）家やアマデウス・モーツァルトの家系「モーツァルト家」同様、三千年以上続く冠位指定（グランドオーダー）の家系でソロモン王の子孫であり、魔神柱の依り代となる存在である。

## クリプター
カドック・ゼムルプス
声 - 赤羽根健治 / イラスト - 荒野
Lostbelt No.1/ロシア異聞帯のクリプター。キャスター / アナスタシアのマスター。ポーランド出身。担当するロシア異聞帯の王はイヴァン雷帝。
銀髪に卑屈な金色の瞳の青年で、平凡な魔術師であるものの、高いレイシフト適正を持っていたためAチームに抜擢された。目の下にある濃い隈は、受け継がれている魔術が獣に関するものであるためだと語っている。
本家の意向で対獣魔に特化した魔術を託された歴史の浅い分家の魔術師の家の出身であり、本人も凡人であることから時計塔では散々な扱いを受けていた過去を持っているため、才覚に対して強いコンプレックスをもつ。しかしそれゆえに抜け目なく周到で、油断することなく「効率」を重視した行動で差を埋めようと奮心する様は他のクリプターからも一目置かれ、キリシュタリアからも「平凡であるがゆえの資質」の持ち主と評されている。
大西洋異聞帯でキリシュタリアが残していた資料によって、人理白紙化や異星の神に関する真実を突き止めたが、これを背信行為と見做した蘆屋道満によって致命傷を受けてしまう。だが、あらかじめアナスタシアから彼の身柄保護を頼まれていたラスプーチンによってカルデアに担ぎ込まれ、今際に資料を託した後は治療のため回復ポッドに運ばれることになる。
道満との決着、妖精國ブリテン、コヤンスカヤとの和解を経て「2017年の彷徨海」が異星の神からの直上砲撃により壊滅しストーム・ボーダーで世界中を飛び回る中で治療は完了。6.5章にあたる「死想顕現界域 トラオム」から交渉により主人公をバックアップするマスターとして協力する。エリア51で発生した特異点では逃走防止のため遠隔操作で首から上を爆破する首輪をつけられていたが、解決後は信用できるということで外されている。
魔術回路に深く絡みついた大令呪によって寿命は短くなっており、最後のオーディール・コールの最中に命が尽きることを承知の上でレイシフトを敢行する。控訴裁判の場で自らの罪と向き合うために大令呪を使い判決を受け法廷から退出しアショカ王に看取られ消滅した。

オフェリア・ファムルソローネ
声 - 種﨑敦美 / イラスト - La-na
Lostbelt No.2/北欧異聞帯のクリプター。セイバー / シグルド（スルト）のマスター。ドイツ出身。担当する北欧異聞帯の王はスカサハ＝スカディ。
時計塔降霊科において秀才と呼ばれ、『現代の戦乙女』と称されている、赤茶色の長髪に青色の瞳の凛とした女性。
「宝石」ランクの「遷延の魔眼」を有しており、魔眼である右目を眼帯で覆い隠している。対象の未来における可能性を知覚することができ、任意の可能性を「ピン留め」して固定、発現を遅延させるという能力をもつ。使用する際には「事象・照準固定（シュフェンアウフ）。私は、それが輝くさまを視ない」と詠唱する。母は古ノルドの家系、父は作曲家ワーグナーの愛好家である為、北欧神話に縁深く育った。両親の事は敬愛していたが、二人から寄せられる後継者としての過剰な期待と重圧、さらに自身の真面目な性格と心優しい内面から、合理的かつ結果を全てとする魔術師の在り方についていけず精神が押し潰されかかっており、その象徴として家族が自宅に揃っている日曜日が大嫌いであった。
Aチームに所属していた時期のマシュに自分の姿を重ねていたのか共感を抱いて気に掛けており、主人公達と出逢って成長した彼女の姿に心から喜んでいた。また、カルデア陣営との戦闘時にも、セイバーにマシュを傷つけないように命じている。
レイシフト実験破壊工作被害にあった際に、魔眼を通して異星の神とキリシュタリアの交渉の一部始終を目撃していた。キリシュタリアが他のチームメイトの命を助ける為に多大な苦痛を受け入れた事等から彼を「キリシュタリア様」と崇拝していたが、魔眼と大令呪の反動で事切れる今際にマシュから指摘されるまで、その想いが『恋』であると自覚出来ないでいた。

芥ヒナコ（あくた ヒナコ）
声 - 伊瀬茉莉也 / イラスト - toi8
Lostbelt No.3/中国異聞帯のクリプター。セイバー / 蘭陵王のマスター。日本出身。Aチーム在籍時はライダーを希望していた。担当する中国異聞帯の王は始皇帝。
時計塔植物科出身。長い焦茶色の髪を二つに結び茶色の瞳に眼鏡をかけている。元はカルデアの職員だったが、マリスビリーの意向によりAチームにスカウトされた。常に何らかの本を読んで顔を隠しており、「今度こそ最期まで共に居る」と希望して異聞帯を維持しているだけで、クリプター間の競争には全く興味を示さず、また関わろうともしない。
虞美人（ぐびじん） / アサシン / ランサー
声 - 伊瀬茉莉也 / イラスト - toi8 / レア度 - SR
芥ヒナコの正体。汎人類史における項羽の愛妾。さらに、その正体は人間ですらなく、星の精霊が受肉した不老不滅の存在「真祖」に類する存在だが、アーキタイプ：アースには遠く及ばない。大令呪は彼女だからできた方法で除去している。外見は瞳が紅くなる以外、ヒナコの時と差異はない。
レイシフトの成否を不安視したマリスビリーに被検体として招かれ、その取り引きにてカルデアに所属するための偽装として、芥ヒナコの素性を与えられた。もともと「真祖」という種族が人類に対して敵対的であることに加え、過去の経験から「人間という種」を嫌悪していたため、実際は読書という体裁で視線を隠し周囲を警戒・観察し距離をとっていた。
中国異聞帯で一行と対決する中で虞美人としての本性を現し、始皇帝から下賜された項羽を主人公に撃破された怒りのあまり、空想樹と一体化して異聞帯そのものを破壊しようとするが、あろう事かその一連の流れを見ていた始皇帝が主人公とカルデア側に味方してしまった結果失敗に終わり、その後は彼の説得を受けて主人公側のサーヴァントとなった。カルデアでは主人公に先輩風を吹かせたり、ランサーの霊基でサマーキャンプの舞台となる特異点に行こうとしたら間違えてArcadeの世界に行ってしまうなど、ポンコツを遺憾なく発揮している。
実は徐福と蘭陵王とは面識があり、前者は項羽と出会う前の知り合い、後者は生前最後の会話相手であった。

スカンジナビア・ペペロンチーノ
声 - 河西健吾 / イラスト - pako
Lostbelt No.4/インド異聞帯のクリプター。アーチャー / アシュヴァッターマンのマスター。担当するインド異聞帯の王は神たるアルジュナ。元は放浪の魔術師で、襟足を刈り上げた薄ピンク色の髪に青色の瞳をもつ、すらりとした体格の美形のオネエ。
名前は偽名であり、かつては妙漣寺鴉郎（みょうれんじ あろう）という名の修験道に関係する魔術家系の出身だが、一族の存続方法が現代ではあり得ないほど歪つと判断したため、出奔の折に全員を皆殺しにした。その後、旅先の欧州にて、戦闘経験を評価したマリスビリーによってカルデア入りし、Aチームではサバイバル指導と監査を担当していた。魔獣の急所を見極め一撃で斃すほど体術にも秀でている。
人懐っこく寛容で面倒見のよい性格をしており、癖のあるクリプターたちから信頼を勝ち得るほどの人格者である。また、Aチームに所属していた時期のマシュとも交流があり、彼女からは「ペペさん」と呼ばれ親しまれている。一方で自分の来歴に水を向けられると顔を曇らせる。運命的なものを好み、それゆえインド神話には一方ならぬこだわりがある様子をみせる。
担当するインド異聞帯においては、神たるアルジュナのバックに付いたキャスター・リンボのせいで憚らずも共闘戦線を張ることになった為、マシュや主人公達との関係は良好だが、あくまでクリプターとして生きることを選択して割り切っており、必ずしも協力的であるとは限らない。だが、大西洋異聞帯でベリルが私利私欲からキリシュタリアを謀殺した事に激怒した為、続くブリテン異聞帯にて『ベリルを倒す』という共通目的の下完全協力関係となり、特に終盤における彼が取った捨て身の行動と遺した言葉は、マシュと主人公への大きな手助けとなった。

キリシュタリア・ヴォーダイム
声 - 斉藤壮馬 / イラスト - こやまひろかず
Lostbelt No.5/大西洋異聞帯のクリプター で、7人のクリプターたちのまとめ役を務める。ランサー / カイニス、セイバー / ディオスクロイ、アトラスのマスター。イギリス出身。異星の神とされる存在と接触し、汎人類史に宣戦布告する。
長い金髪に碧色の瞳をもつ貴族然とした青年。家柄は魔術回路も千年以上続く名門ヴォーダイム家の出身であり、「時計塔の至宝」の異名で呼ばれるなど、周囲から高く評価されているが決して奢ることはない。時計塔天体科においては「次代のロード」「真の後継者」と目されたマリスビリーの一番弟子で、後継者については辞退しているものの彼を死後も師と仰ぐほどに尊敬しており、彼の意志の一つである「机上の理論」を継ぐことを行動原理としている。
各科のロードも認めるほどの才と魔術を持ち、とりわけ彼が得意とする「空間構築」により、構築した空間そのものを魔術回路に変換する事で高位の魔術を扱うほか、彼が担当する異聞帯のギリシャの宇宙観と天体魔術理論との相性がよいことから、魔術の根源であり宇宙に魔術が満ちていたころの「理想魔術」を扱う事ができ、天体の配列を魔術回路に変換して行使する「冠位指定/人理保証天球（グランドオーダー/アニマ・アニムスフィア）」(別名：惑星轟）は神々をも屠れるほどである。
異星の神によって死を免れた際には、本来自身だけ救命するとの申し出にもかかわらず、他のクリプター全員も復活させることを要求し、そのための条件として「シミュレーションではあるがカルデアが行った人理修復の旅を6回繰り返す」を提示され完遂している。実際に人理修復を成し遂げた主人公に内心では期待している。シミュレーションでの回想から本来の性格はノリがよく大真面目で天然ボケであることがうかがえる。
ナポレオンはオフェリアから伝えられた人物像から「人を導くことはできるが、人を救うことはできない」と評している。また、自らの異聞帯に君臨する最高神・ゼウスとは盟友であると称しているが、真の目的は「全人類を神にする」ことであり、本人の目的がゼウスと一致していなかったことをペペロンチーノから見抜かれている。また一方で、ベリルの『殺しに対する価値観』に全く気付けなかった。
少年の頃から「美しいもの」を求めるために生きていたが、15歳の頃に、祖父からの指名により次期当主の座を奪われる形になった父が放った刺客によって魔術師として再起不能になりかけている。この時に浮浪者の少年・ピノが自分の命を犠牲にしてまで救ってくれたことをきっかけに、少年が見せてくれた本当の美しさを求めると決意している。その一方で、ピノに出会う前の時点から、「様々な方面に理解を示している」という見栄を張るため、天体科だけでなく、降霊科にも通うなど、見聞を広めようとしていた。

ベリル・ガット
声 - 石谷春貴 / イラスト - 佐々木少年
Lostbelt No.6/ブリテン異聞帯である妖精國ブリテンのクリプター。ルーラー / モルガンのマスター。グレートブリテン出身。担当する妖精國ブリテンの王はバーサーカー / モルガン。
オールバックにした黒髪と黒眼に眼鏡をかけ、尖った耳をした軽薄そうな男。魔術世界では人間として扱われることのない「文明社会に埋没した魔女」の末裔であり、母は息子を産まされた事で自身の容姿が醜くなったのはマインスターの末裔に騙された所為だと称し強い恨みを持っていた。医療室で当時はまだ寝たきり状態だったマシュに一目惚れするも、自分なりの愛情表現としてわざと指の骨を折る等の大怪我を負わせ、苦痛に泣き叫ぶ彼女を真摯に労るという虐待じみた行為をやっており、露見するとロマニからは激昂の末出禁をくらい、彼伝いに事情を知ったダ・ヴィンチからも警戒されていた。仲間に対しては挑発的で嫌味な口調ながらも、自身は親愛の情を示していると語っている。
親離れをした後は殺し専門の魔術師として活動していたが、やりすぎたため干されかけたところをマリスビリーにスカウトされる。Aチームでは始末屋として緊急時の対応や脱走者の始末を請け負う予定で、大令呪の本来の使用法と、他者が持つ大令呪を強制行使する方法を知っているが、最愛のマシュの分だけは免除する様に取り計らっている。
威勢のいい兄貴分とした性格だが、その本性は「美しいもの」を自分の手で無惨に叩き壊すことで初めて『美しい』と感じる価値観と、自らの快楽と楽しみのためだけに殺しを行う、凶悪で残虐な殺人鬼そのものであり、常に面白いことを第一とし、そうでなければ「面倒くさいから」の一言で自分はおろか人の命を奪うことすら厭わない刹那主義。その為キリシュタリアの『目標』には最初からのり気ではなく、協力していると見せかけて独自の策略を練っており、『真の目的』を知った際にはそれを利用した『罠』を用いて彼を謀殺してしまった。
実の所彼が担当するブリテン異聞帯は、召喚したサーヴァントのモルガンが『自身の願望』を優先させた事による独断行動によってとっくの間に破綻した世界となっており、ベリルも不必要な存在となっていたのだが、本人はマシュ以外に興味がなかったため、運営は異聞帯の王に取って変わったモルガンに任せっきりにして半放置していた。そしてマシュが主人公達と共にやって来ると、さながら『遊び飽きた玩具を解体して廃棄する』かの如く、裏々で手を回して王と国の崩壊を早める一端を作った上に、彼女以外の全員をそれに便乗して排除しようと企んでいた。
だが、一枚上手だったペペロンチーノの報復という、捨て身の呪詛返しをくらって瀕死の重傷を負い一度は逃亡、その後はマシュが油断している隙を狙うが今度は主人公に阻まれ、今際に思いを告白するも当人から「それがどれほど本気であっても、暴力を伴う愛情など自分も誰も理解出来る訳がない」とハッキリした拒絶の言葉を受け、何処か満足げに笑いながら死亡した。

デイビット・ゼム・ヴォイド
声 - 石川界人 / イラスト - 高橋慶太郎
Lostbelt No.7/南米異聞帯のクリプター、アメリカ出身。ルーラー / テスカトリポカのマスター。担当する南米異聞帯の王はククルカン。
無造作な金髪に紫色の瞳の青年。常に冷徹で険しい表情を浮かべており、その様は生きる為だけに行動する狩猟動物と評される。時計塔の伝承科から追放されたという過去を持ち、カルデア内外から危険視されていた。サーヴァントとの意思疎通を放棄しているのでバーサーカーの召喚を希望していたのは、10歳の時に父親に連れられ時計塔の伝承科で管理されていた「天使の遺物」が起動した事故が関係している。なお彼の一族は魔術師の家系ですらなく、「天使の遺物」を管理するために迎え入れられたセム族の一般人である。
実は現在のデイビットの肉体と記憶は本人のものだが本人ではない…いわゆるスワンプマンにあたる存在で、物の見方がどこか宇宙的な視点になるなど事故前の彼とは決定的に異なるものであると自覚している。事故の影響で140億光年以上離れた外宇宙とリンクし、ビッグバンによってそこに弾き出された暗黒星の端末を召喚、使役する事が可能となった。また、事故後「1日の記憶は日を跨ぐごとに初期化される」という記憶障害のようなものが残るが、必死の抵抗により「必要なものだけを保存し、決して忘れ去られることがない『思い出』として残すための5分間」を獲得している。キリシュタリアが残した記録を見ていたカドックによると、彼の人理修復シミュレーションに参加していなかったのは一人で完遂できたためではないかと推測している。彼と共に「天使の遺物」が起動した現場にいた父親は染みとなり世界から忘れ去られたが、「人は本能的に善い事をしたがる」と教えており、それが彼の行動原理となっている。
宇宙的な視点と行動理念が重なった結果「バビロニア」第0話でマリスビリーにカルデアスを止めるよう脅迫をしたが、彼の自殺により失敗に終わっている。脅迫をした理由は、マリスビリーの目的を見過ごすと人類は「この宇宙に産まれた最悪の生命体」という汚名を被ることになる為と語っている。
ディノスとオセロトル両勢力に顔が利き、汎人類史の言語を教える、サッカの儀式にルールを設けるといったことをしている。コヤンスカヤに依頼してインド異聞帯に来訪した際はテスカトリポカを連れていたが、戻ってきた後は別行動を取っている。真の目的はORTを目覚めさせることで、本来その役割を担うはずだったイスカリが死亡した為、代わりにU-オルガマリーの心臓を移植した自分自身を生贄として捧げ、魂はミクトランパに送られた。

## 異星の使徒
U-オルガマリー / アンビースト
声 - 米澤円 / イラスト - 武内崇 / レア度 - SSR
与えられた役は「神」。
大西洋異聞帯に根を張り満たされた空想樹マゼランに体を得て降臨する。空想樹マゼランは成熟していたものの、根繋がりであるブリテン異聞帯(妖精國ブリテン)の空想樹セイファートがモルガンのロンゴミニアドに焼き払われた影響で自身の予定より貧弱な相となって顕われてしまう。その後は言峰の進言に従い南米異聞帯に移動、ORTを取り込む方法を調べるのと並行してノウム・カルデアの位置の特定も進めていた。ツングースカ特異点から帰還したのと同時に上空に出現し、疑似ブラックホールを生成し2017年の彷徨海ごとノウム・カルデアを壊滅させた。
ストーム・ボーダーが南米異聞帯に突入した直後に三度目の遭遇および決戦となるがククルカンの介入により中断。この直後にテスカトリポカに生きたまま心臓を抜かれた衝撃で記録の一部に障害が発生し名前と目的以外を再生できなくなっていた。近くにいた主人公と泣き虫のネモ・マリーンとの交渉により護衛として同行し、記憶を取り戻した後は別行動を取っている。
容姿はカルデア前所長のオルガマリーと酷似しており、自ら「地球国家元首・U-オルガマリー」と名乗るが、オルガマリーとしての記憶を持っている様子は見られない。ホームズはソロモンの遺体を使用したゲーティアと類似したケースと想定するが、主人公とマシュは「オルガマリー自身」と感じている。
デイビットが奪われた心臓とともにORTを目覚めさせるための生贄となったことで、ORTとの上下関係が成立してしまい取り込む計画は失敗に終わっている。最後はORTと相打ちになる形で消滅した。その後のロマニ(仮称)と言峰の会話によると彼女もまた本来のビーストVII（人理保障天球）が召喚した7騎のサーヴァントのうちの一騎であり、「神」の役割と他の使徒を束ねるリーダー格として用意されたという。
2025年8月より期間限定排出のサーヴァントとして、アンビースト（ビースト）クラスでガチャに実装された。
E-オルガマリー
残滓として残ったものをカリオストロがかき集め復元したもの。
声は全て米澤円。立ち絵はU-オルガマリーの色違いだが、セイントグラフはそれぞれ専用のものが用意されている。
恒熱遺分體フレアマリー（こうねついぶんたい フレアマリー） / 哀 / ビースト
セイントグラフイラスト - 竹之内佳和（Studio BB）
かつて大西洋異聞帯が存在していた辺りで邂逅したE-オルガマリー。喜怒哀楽の「哀」の記録を元に構成された。
関係者による言及
奈須はフレアマリーのキャラクター性について、「騎士道精神を重視するタイプであり、戦うに値する敵だから戦ったまでである。相手に対する憎しみはないので、ちゃんと会話できていたら仲間になっていたかもしれない」と2024年のファミ通とのインタビューの中で説明しており、残りの3体は相手の話を理解しても自らの立場を優先するため仲間にはなりえないだろうと語っている。また、フレアマリーのみ右の角の一部が欠けているのは武内崇による提案である。
零潮遺分體アクアマリー（れいちょういぶんたいい アクアマリー） / 楽 / ビースト
セイントグラフイラスト - いちご煮
カリブ海のバミューダトライアングルで邂逅したE-オルガマリー。喜怒哀楽の「楽」の記録を元に構成された。
雄大遺分體グランマリー（ゆうだいいぶんたいい グランマリー） / 喜 / ビースト
セイントグラフイラスト - 塗壁
アメリカのラシュモア山で邂逅したE-オルガマリー。喜怒哀楽の「喜」の記録を元に構成された。
星禍遺分體ステラマリー（せいかいぶんたいい  ステラマリー） / 怒 / ビースト
セイントグラフイラスト - 萩谷薫
地球の大気圏で邂逅したE-オルガマリー。喜怒哀楽の「怒」の記録を元に構成された。

異星の巫女
第2部「Cosmos in the Lostbelt」から登場した謎の存在。
フォルムは人間の女性のようだが、真っ白で所々が青い金属質な肌の色を持ち、明らかな人外の存在の雰囲気を漂わせている。第2部第一章の終盤で見えた背面には、薄紅色の模様とも出血ともとれる何かが髪の間から見え隠れしている。
ペペロンチーノからは「Uちゃん」と呼ばれていたが、当人はこの呼び名が嫌いらしい。
ダヴィンチによれば、その正体はカルデアスにおける観測記述装置（アカシックレコード）と思われる。

### クリプターの監視・先導担当
言峰綺礼（ことみね きれい） / グレゴリー・ラスプーチン / アルターエゴ
声 - 中田譲治 / イラスト - 武内崇 / レア度 - SSR
異星の神と契約した英霊で、「異星の神」の使徒。与えられた役割は「神父」。
帝政ロシア末期の祈祷僧・ラスプーチンが言峰綺礼の遺体を介して召喚された疑似サーヴァントでゾロアスター教のアジ・ダハーカ 、ガミララーイ神話のバールーが組み込まれている。
当初は、聖堂教会から派遣された査問団の代行者を名乗っていたが、その実体はカドックが担当するロシア異聞帯の監督官である。Lostbelt No.1終盤にて、「英霊ラスプーチン」はアナスタシアがツァーリとなったことに満足して去る。以後は言峰の意志で行動し、カドックを単騎で奪還した後は大西洋異聞帯に移動する。U-オルガマリーが降臨した後は、更なる依代として南米に眠るORTに興味を持ち南米異聞帯に移動。そこでも最後まで生き残りロマニ(仮称)にカリオストロの話をして行方をくらます。
なお、作中本世界における言峰は2004年に死亡し遺体は焼却されている。
2023年1月より期間限定排出のサーヴァントとして、アルターエゴクラスでガチャに実装された。
蘆屋道満（あしや どうまん） / アルターエゴ
声 - 森川智之 / イラスト - 古海鐘一 / レア度 - SSR
異星の神と契約した英霊で、「異星の神」の使徒。歴史上は平安時代に暗躍していた陰陽師。与えられた役割は「悪性化身」。
1.5部の「英霊剣豪七番勝負」にて宿業「一切嘲弄」を抱えた英霊剣豪キャスター・リンボとして主人公と宮本武蔵達を亜種並行世界「下総国」にて待ち受ける。
第2部では、インド異聞帯の王である「神たるアルジュナ」を唆してユガの周期を僅か10日弱まで早めさせたことにより、異聞帯の管理者であるペペロンチーノの恨みを買う。後に報復として本体と式神（分身）の接続を断たれたことにより、式神による介入ができなくなる。異星の神が降臨した後は別行動を取り、第2部第5.5章「地獄界曼荼羅 平安京」にて本物の芦屋道満を依代にして主人公たちと対決する。その後はカルデアに召喚され悪巧みをしようとすると何となく察した清少納言や他のサーヴァント達に阻止されるという日々を送っているが、大半は態とやっている確信犯でもある。
その実体は、アステカ神話の女神・イツパパロトル、スラヴ神話の悪神・チェルノボーグ、平安日本の怨霊・悪霊左府を取り込んだハイ・サーヴァントである。クラスはアルターエゴであるため、生前の蘆屋道満の一側面を拡大解釈した存在であり、同一存在ではない。どちらかというとあらゆる人の悪意や負の想念を集め、そこへさらに『稀代の陰陽師・安倍晴明の対極たる悪役』という第一印象を肥大化させたような存在であり、平安京にて描写された蘆屋道満本人は、その晴明曰く都を愛し依代にされて犯した罪の数々を思って悔恨の涙を流すなど、アルターエゴの道満とはまるで異なる人格だったとしているが、スピンオフ漫画では規模が違うだけで本性はさほど変わらないことがほのめかされている。
第2部第5.5章「地獄界曼荼羅 平安京」からは期間限定排出のサーヴァントとしてガチャに追加された。
千子村正（せんじ むらまさ） / セイバー / アルターエゴ
声 - 杉山紀彰 / イラスト - 武内崇 / レア度 - SSR
異星の神と契約した英霊。初登場は1.5部の「英霊剣豪七番勝負」。与えられた役割は「アトラス殺し」。
亜種並行世界ではセイバーとして登場。刀匠であり、自身によく似た人物であるとされる衛宮士郎を依代として召喚された「疑似サーヴァント」。肉体外見は若々しいが、精神や性格は老齢時の村正であり、他の登場人物からは「お爺ちゃん」と呼ばれている。
第1.5部では抑止力として下総に召喚されており、主人公と武蔵に協力している。また、「 ”縁を切り、定めを切り、業を切る”。”怨恨を精算する” 究極の一刀」を打ち上げることを己がためすべきこととしている。それにより終盤に「宝具『都牟刈・村正』」を解放する。
Lostbelt No.5からは異星の神と契約したアルターエゴとして登場。神霊2柱を組み込まれた「神殺し」に特化した能力を与えられている。性格面はセイバー時とはあまり変化がなく、異星の神に対しても雇われた傭兵といったスタンスを取っている。続くLostbelt No.6では異聞帯の王に奇襲をかけた所を返り討ちにあって捕らえられてしまい、そこを主人公達に助け出される形で行動を共にする事になり、終盤にて自らの霊基を犠牲にカルデアを必勝に導く『切り札』を錬成した。
2021年1月より期間限定排出のサーヴァントとして、セイバークラスでガチャに実装された。

### カルデアの監視・誘導担当
シャーロック・ホームズ / キャスター
ロンドンで異星の神に召喚された一騎めの「異星の神」の使徒で、この時点でのクラスはキャスター。与えられた役割は「探偵」。
獅子王と円卓がエルサレムの地にキャメロットを築いた特異点に顕界した当初は異星の神に従いトライヘルメスに向ったが、ホームズの性質上、異星の神の協力を好まないため、自らの記憶を消し善悪に寄らない推理を行う冷徹で、カルデアに好まれる「善」に寄った推理をする人格を作りあげた。この後1999年の新宿の特異点に向かっている。なお北欧異聞帯ではスルトより「混ざりもの」と評されているが、他の使徒のように何らかの神霊、あるいは別の因子が組み込まれているのかは不明。
カルデアにおけるホームズに関しては「#シャーロック・ホームズ」を参照。
ジェームズ・モリアーティ / ルーラー
声 - 伊東健人 / イラスト - 本庄雷太 / レア度 - SSR
第2部6.5章「死想顕現界域 トラオム 或る幻想の生と死」に登場する「異星の使徒」。与えられた役割は「教授」。
異星の神に召喚され力を与えたられたが、神の持つ機構(システム)と契約した「異星の使徒」のため「異星の神の使徒」とは異なる存在で異星の神に従ってない。北米神話に属する「運命の三女神」のウルズ、ヴェルザンディ、スクルドの神霊三柱が組み込まれている。
奏章IVの煉獄でダンテとコンビで弁護士として活動しているモリアーティは別の個体であり、異星の使徒としてのモリアーティはトラオムで敗北を認めて退去している。
アレッサンドロ・ディ・カリオストロ / プリテンダー
声 - 竹内良太 / イラスト - 兎ろうと / レア度 - SR
最後の異星の使徒。与えられた役割は「伯爵」。18世紀後半のヨーロッパで暗躍した詐欺師で、フランス革命の遠因となった首飾り事件への関与や、時計塔の現代魔術科創設の遠因となった男。
「地獄界曼荼羅 平安京」の天覧聖杯戦争では卜部季武がマスターとなり、キャスタークラスとして召喚されていたが、渡辺綱に倒されたことが語られている。その後は南米異聞帯で消滅したU-オルガマリーの残滓をもとに、4体のE-オルガマリーとして復元したり、とある特異点では森宗意軒が鋳造した由井正雪の第二宝具を実現させるといった悪趣味に走っている。本人によると道満の真似事であるという。
「不可逆廃棄孔 イド」でアヴェンジャークラスの「オルタ」として本格的に姿を現し、当初は七つの試練における第三の試練として立ち塞がる。
実は地獄界曼荼羅において、道満によって招かれた上でプリテンダークラスの偽装能力を用いてキャスタークラスを装っていた。更に道満から不可逆の霊基改造を施されて悪性情報に変換されており、天覧聖杯戦争ではこの過程で消滅したと見なされていた。そして悪霊払いと称して主人公の潜在意識の内側にある、『廃棄孔』と呼ばれる恨みや怒り等の呪詛が吐き溜められた場所に植え付けられ、淀みを溢れさせて人格を内側から破壊しようと目論んでいた。上述する能力や一部の言動が道満に似通っていたのは、元々詐欺師という在り方故に所有していた『虚』の性質に、道満の術式（＝式神）が混ざったため。
だが、『廃棄孔』の実質的管理人で生前でも因縁があった巌窟王ことエドモン・ダンテスがあらかじめこの事態を予測しており、自らの残りの霊基を削って創り出した「巌窟王 モンテ・クリスト」との連携によって倒された。

## 人類悪
ビーストI / 魔神王ゲーティア
声 - 杉田智和 / イラスト - 山中虎鉄 / 属性 - 混沌・悪 / 固有スキル - ネガ・サモン
72柱の魔神の集合体。ソロモンの死後、人類総エネルギー化事業に乗り出す。七つの人類悪のひとつ、『憐憫』の理をもつ獣。
ソロモンに使役していたころより人類の「死」を観測し、ソロモンの身体を得た後も観測し続けた末に、生と死の矛盾を改善すべく人類を根絶した後、死の無い世界を創造しようと人理焼却を決意した。
儚い短命と死に臆することなく真摯に向き合ったマシュに対してはフラウロスなど他の魔神と共に敬意を払っており、「彼女に賛同されて、初めて我々の存在意義が正定される」と、最後の人類として、命の尽きる瞬間まで彼女だけは生かしておこうと他の魔神たちと協議し、彼女に提案しているが本人には拒否されている。
他者言及
ライターの杉本穂高は「アニメ!アニメ!」の連載コラムの中で、敵役という立場から、人類と人類史の在り方への問いかけを見事に表現したとして、キャラクターとしての完成度の高さを評価している。一方、「インサイド」のタカロクは、ゲーティアがモノローグの中でマシュをただの女の子だと思っていたと語ったのに驚いたと話しており、マシュを一番理解していたのはゲーティアとレフかもしれないと述べている。
ビーストII / ティアマト
声 - 悠木碧 / イラスト - 山中虎鉄 / 属性 - 混沌・悪 / 固有スキル - ネガ・ジェネシス
メソポタミア神話における創世の神のひとりであり、七つの人類悪の一つ、『回帰』の理をもつ獣。
生態系が確立した後に人類に拒絶され、虚数世界で元の地球に戻るチャンスを待ち続けた。人理定礎の崩壊、そして魔術王に与えられた聖杯の力によりついにメソポタミアの世界に帰還。マーリンの魔術によって未だ眠りについていたが、カルデアの攻撃によりその眠りから目覚めた後は本能に従って人類掃討に乗り出し、再び地球の生態系を塗り替えすべての母に返り咲かんとする。
ラーヴァ/ティアマト / アルターエゴ
声 - 悠木碧 / イラスト - 山中虎鉄 / レア度 - SSR / 属性 - 混沌・悪
『Fate/Grand Order Arcade』にて登場。アプリ版にて倒されたティアマトが、『Arcade』の「黙示記録帯」に召喚された姿。
アプリ版では『Arcade』とのコラボイベントに合わせ、期間限定サーヴァントとして実装された。
ビーストIII
七つの人類悪の一つ、『快楽』の理をもつ「LとR」の対の獣。Rが「自己愛」、Lが「他者愛」にそれぞれ偏っており、互いに相容れない存在と認識している。
ビーストIII/R（ラプチャー） / ヘブンズホール / 須弥霊掌快楽天魔性菩薩
声 - 田中理恵 / イラスト - ワダアルコ / 属性 - 混沌・悪 / 固有スキル - ネガ・セイヴァー
『愛欲』を担う獣の片割れ。
真言立川流の尼である殺生院キアラの変生。もともとはカルデアの海底油田基地セラフィックスに勤務するセラピストだったが、魔神ゼパルの手により『Fate/EXTRA CCC』の同一人物と同期され、「己の快楽のために周囲の人々を徹底的に踏み台にする」という同じ道を歩む定めとなり、やがてゼパルを逆に支配し返す。
殺生院キアラ / アルターエゴ / ムーンキャンサー
声 - 田中理恵 / イラスト - ワダアルコ / 属性 - 混沌・悪
ビーストIII/Rが羽化に失敗し消滅する間際に英霊の座へ権能の一部を送り込んだ分身。カルデアのサーヴァントとしての契約が終わるまでは禁欲を誓っている一方、「単独顕現」スキルを用いてノウム・カルデアに潜り込んでいると示唆されている。現在は大奥特異点と「サーヴァント・サマーキャンプ」を経てカルデアに危険を及ぼす可能性が高いと判断され、常時監視下に置かれている。
ビーストIII/L（ラプス） / カーマ / マーラ
声 - 下屋則子 / イラスト - ReDrop / 属性 - 混沌・悪 / 固有スキル - ネガ・デザイア
『堕落』を担う獣の片割れ。
インド神話においてカーマと同一視される魔王。男性神ではあるが、本作ではカーマの依代となった少女・間桐桜の陰の部分と混ざり合って疑似サーヴァントとして顕現しているため女性形である。
汎人類史ではインド神話の神々がカーマの監視を続けているためマーラの顕現は不可能であり、本作で顕現できたのは濾過異聞史現象が関わっていることが示唆されている。
江戸時代の大奥に特異点を生み出した後、主人公を誘い込んで堕落させようと目論み、一時はビーストIII/Lとして主人公一行を圧倒するが、最終的に主人公と協力した春日局らによって撃退される。
カーマ / アサシン / アヴェンジャー / アーチャー(Arcade)
声 - 下屋則子 / イラスト - ReDrop / 属性 - 混沌・悪
事態解決後にキアラから罰として座に登録されたカーマ。適性クラスはアーチャーだが本編ではアサシン、アヴェンジャーで登録されている。アーチャーはArcadeオリジナルとして登場。
自らを魔王や獣と称し尊大に振る舞おうとするが、実際はだまされやすい性格をしている。
2021年12月2日に実装された幕間「愛神様は働かない」で少年、青少年、青年といった男性形にもなれることが判明している。
ビーストIV / キャスパリーグ
フォウの正体。七つの人類悪の一つ、『比較』の理をもつ獣で、人々の競争による闘争心や嫉妬・憎悪などを吸収して成長する。“災厄の獣”「プライミッツ・マーダー」とも呼ばれる。
第1部ではマシュや主人公たちと旅路を共にしつつも、彼らの善性のおかげで悪い感情を吸収して覚醒することなくフォウの姿のまま旅を終えることができた。ずっと善きものを見せてくれた礼として、終章にて自らのすべてを犠牲にゲーティアの宝具を防ぎきったマシュのため、数百年溜め込んだ魔力を放出し自らの知性を失う代わりに彼女を蘇生。更に生まれに起因する短すぎる寿命を人並みにまで延長させ、主人公と共に人生を送れるようにした。
知性を失った1年後にコヤンスカヤおよびシオンから再学習が始まっていることを仄めかされており、第二部6章時点でかなり以前に近い行動（ツッコミや特定キャラへの罵倒）を行うようになっている。最後のオーディール・コールの作戦を始める前の日の夜の時点で第一部終章時点の知性まで取り戻していた。
ビーストIV：L（Lost） / タマモヴィッチ・コヤンスカヤ
声 - 斎藤千和 / イラスト - ワダアルコ / 属性 - 混沌・悪 / 固有スキル - ネガ・セルフ、ネガ・ウェポン
ゴルドルフの警備を担当するロシアの民間警備サービス会社「NFFサービス」の職員を名乗ってカルデアに近づいた美女。
その正体は、1907年にツングースカ大爆発の衝撃エネルギーのために「理不尽な死」を迎えた大量の生物と土地の残留思念が時空間の歪みへと変じ、特異点収束体となったサーヴァント。玉藻の前の霊基をベースとして顕現したため基本的な姿や性格などは似ているものの、根本的には別の英霊である。
キャスパリーグが人類悪として覚醒しなかった状態のため、その空位を狙った七つの人類悪の一つ『愛玩』の理をもつ獣に至る。「単独顕現」スキルを用いて召喚式を経ることなく異聞帯間や自身と縁のある事物がある場所に移動できるため、クリプターと接触したり、各異聞帯に点在する魔獣を回収し自身の尾に取り込み使役するなど独自の意思で行動している。また、人間や他者を弄び虐げることを好むが、約束や契約は違えないとしている。実は妖精國ブリテンでムリアンからの最期の依頼を遂行中にケルヌンノスの呪いを受け、僅かではあるが弱体化をしていた。
自身の誕生時、たまたまその場に抑止力として召喚されていたドブルイニャ・ニキチッチによって、退去までの僅かな時間の間だけ育てられていた事があり、この時名付けられたロシア語で俺の娘という意味の「ヤースカヤ」という名前を聞き間違えたのが「コヤンスカヤ」の由来である。そのため特性上サーヴァントを含めた人間全般を嫌っているが、養親に当たるニキチッチにだけは友好的に接している。また、光のコヤンスカヤと闇のコヤンスカヤは、後に太公望によって封印されたコヤンスカヤからこぼれ落ちた二つの欠片が、サーヴァントとしてそれぞれ召喚された姿である。
ビーストVI
アーサー・ペンドラゴン〔プロトタイプ〕がかつて召喚された世界で討伐し、今もなお追い続ける獣。繁栄した都市を喰らうために顕れる。『Fate/Prototype 蒼銀のフラグメンツ』にはビーストとして黙示録の獣が登場し、その際に「第六の獣」との記述が為されている。
「LとR」が揃うとどこかに「SとG」も顕れるとされ、『Arcade』にてビーストVI/Sが登場した。
ビーストVI/S / ソドムズビースト / ドラコー
声 - 丹下桜 / イラスト - ワダアルコ（ドラコー）、山中虎鉄（ソドムズビースト） / レア度 - SSR / 属性 - 混沌・悪 / 固有スキル - ネガ・メサイヤ
七つの人類悪の一つ、『堕落』の理をもつ獣。
詳細は『Fate/Grand Order Arcade』を参照。『Arcade』ではSSR ・アルターエゴ、アプリ版では『Arcade』とのコラボイベントに合わせSSR・ビーストとして実装された。
魔獣ルクスリア、アワリティア、インヴィディア
声 - 丹下桜
ドラコーの眷属。『Arcade』の時点では知恵を持たない魔獣赫として存在していたがいつしか自我を持つようになった。
ビーストVII / 人理保障天球
異星の神の正体。疑似地球環境モデル・カルデアスのもう一つの呼び名。
カマソッソ
声 - 檜山修之 / イラスト - 兔ろうと
ミクトランの人類圏限定のビースト。戦闘時の名称ビーストの紋章及びビーストIの「I」の字の一部が崩れたような表示となっている。
かつて南米異聞帯に存在していたカーン王国の王であり「勇者王」と呼ばれた男。600万年前に目覚めたORTに対し、苦肉の策として1億以上の王国の民の命をその身に宿したうえで肉体を不死の身体に変えて勝利。心臓を抉り取り本体はシバルバーよりも下の階層に沈めた。代償として彼以外の人類は失われ、前述の通り不死となったので死ぬこともできず未来永劫苦しみ続けることになり、全てを忘却する事で自我と精神を保っている。後に抉り取った心臓は太陽遍歴となり、異聞帯の王の一人であるククルカンが誕生している。そのため生前行った兄弟達への報復という正当な所業を罪と認識し、同時に国民の名を全て記憶した上で死霊として召喚する能力をもつニトクリスを、自身が成せなかった理想の姿とみて執着する様になり、彼女があえてその信念を捨てたもう一つの可能性（ニトクリス・オルタ）に至った事が打倒のトリガーとなる。
主人公が黒のテスカトリポカに復活の対価として渡したはずの令呪を使い、カルデアが召喚したキングプロテア、紅閻魔、エレシュキガルをオルタにする。デイビットと黒のテスカトリポカがORTを目覚めさせようとしていることについては、無知の罪だと批判する。
キャラクター設定
『「Fate/Grand Order」Spotlight Lostbelt No.7 (後編)』にて、奈須から以下の裏設定が明かされた。
- 至近距離でないと相手の顔を視認できないほど視力が弱い半面、嗅覚や温度、魂の輪郭で相手を認識している。
- カマソッソの伴侶だった女性は他のカーン人と同じくアルビノだったが、肉体改造によって肌の色が変化した彼に寄り添う中で肌の色が白と褐色のまだらになった。本人は覚えていないが、そのような過去が本人に影響を与えているのかもしれない。

アンキ・エレシュキガル
声 - 植田佳奈 / イラスト - 森井しづき
蒼輝銀河におけるビーストの一体で、『保存』の理を持つ獣。その空間操作能力から、作中ではブラックホールの化身にたとえられている。
キャラクター設定
元々武内はエレシュキガルを2023年のイベント「サーヴァント・サマー・フェスティバル2023!」に水着サーヴァントとして登場させようかと考えていたが、そのためには彼女を物語の中心に据える必要があったため見送られた。待たせてしまったお詫びも兼ねて、水着且つより強い意味合いを持たせるために、「奏章III」に先駆け2024の9周年記念サーヴァントとして実装された。
一方、奈須は周年のキャラクターのインパクトが年々強くなっているため、もうビーストしかないと考えていたと2024年のファミ通とのインタビューの中で明らかにしている。
武内は2024年のファミ通とのインタビューの中で、検討ラフの段階でデザイナーの森井しづきからたくさんのアイデアを提供されただけでなく、詰める段階でもどんどんキャラクターが変化していったと話している。また、プレイアブルユニットとしてのアンキ・エレシュキガルにおける「好感度」システムも森井の提案であり、最初の提案では宝具演出のみの変化である一方、武井は隠しパラメータ程度かと考えていたが、最終的には宝具演出の変化も込みで戦闘システムとして実装された。

## その他の人物

### メインストーリー

#### 第1部
マキリ・ゾォルケン / 間桐臓硯
イラスト - 武内崇（老人）
『Fate/stay night』に登場した間桐臓硯の若かりし頃の姿。第四特異点『死界魔霧都市 ロンドン』ではロンドンにて、特異点破壊のための計画『魔霧計画』を遂行する3人の首謀者の一人『M』として登場。理想を抱いていた頃の姿であるはずが、何者かに未来の自分の姿を見せつけられ、それが元で狂ってしまった。抵抗を諦めきってしまっており、命令のままに人類史焼却に加担している。
イベントシナリオなどでは『stay night』と同じ老人姿でも登場する。また、後述のマキリ・ゾォルケンは、彼の人格をモデルにしたA.Iである。
シータ
声 - 沢城みゆき（Arcade） / イラスト - 輪くすさが
第5章に登場。『ラーマーヤナ』に登場するラーマの妻。生前ラーマが受けた離別の呪いにより、英雄の座をラーマと共有せざるを得なくなり、通常であればラーマの別側面として召喚されるため、夫婦同時に召喚されることはない。人理焼却など特殊な要件で同時に召喚された場合も、出会った時にはどちらかの感覚が遮断されているという宿命を負っている。
Lostbelt No.4では自身の登場はないものの、同シナリオに登場したラクシュミー・バーイーに宿る神性と関係があるとして言及されている。
『Fate/Grand Order Arcade』ではアーチャーのサーヴァントとしてプレイアブル実装されている。
アグラヴェイン
声 - 安元洋貴 / イラスト - 武内崇
第6章に登場。円卓の騎士の1人。モルガンの息子でガウェインは兄、ガレスと(父親違いの)モードレッドは妹に当たる。
人間嫌いの冷徹な性格をしているが、獅子王に最期まで仕える。内政においては獅子王に一任されるほど優秀であり、ランスロットも彼が居たからこそ王国が栄えたと、他の円卓の騎士同様認めている。
シドゥリ
声 - 内山夕実
第7章に登場。ウルク市の祭祀長であり、ウルクを治めるギルガメッシュ王の補佐を務めるかたわら、任務遂行中の主人公一行のフォローをする。ティアマトがメソポタミアに回帰して初めてのラフムの襲撃で拉致され生死不明となる。ウルク市で主人公たちの前に現れ無抵抗で白旗を振る仕草をして、その後聖杯を抜かれたキングゥを助けたラフムとなったことが示唆されている。
イベント「バトル・イン・ニューヨーク2019」ではドゥムジと共に商品交換担当として登場する。

#### 第1.5部
ダユー / ライダー
声 - 高乃麗 / イラスト - ワダアルコ
亜種特異点IIに登場。別名は「イースのライダー」。「伝説都市イース」の支配者を名乗る女海賊の頭領。
カルデアに召喚されていて、アガルタへのレイシフトの際に行方不明になっていたフランシス・ドレイクの霊基が、シェヘラザードの宝具「千夜一夜物語」により細工され、ダユーの役割を与えられている。
戦闘では専用の霊衣を纏うが、2019年時点で実装されておらず、ダユー専用の宝具もない。
おぬい、田助（たすけ）
亜種並行世界に登場。千子村正が保護し養育している幼い姉弟。おぬいは武蔵に憧れるしっかり者の少女で田助はまだ赤子。怪異に巻き込まれるとおぬいは年相応に怖れ田助は泣かずに我慢する。
黒縄地獄と衆合地獄に誘拐された際に黒縄地獄に母親の面影を見出した。全ての英霊剣豪と黒幕を倒し平和を取り戻した後、おぬいは芸妓のおたまに対して武蔵のような侍になりたいと誓った。
佐々木小次郎 / セイバー
声 - 三木眞一郎 / イラスト - 武内崇
亜種並行世界に登場。妖術師・天草四郎に仕える剣士。
プレイアブルキャラクターの佐々木小次郎とは異なるイラスト・バトルグラフィックが使用されている。
ランドルフ・カーター / 時空を旅する紳士（じくうをたびするしんし）
亜種特異点IV、北斎体験クエスト、アビゲイルの幕間に登場。セイレム村にてアビゲイルの伯父として振舞う学者。セイレムでは魔神ラウムがカーターの精神と肉体から離れている間に肉体を強奪し活動している。
事態解決後はカーターの精神が肉体に戻り、外なる神の巫女となったアビゲイルを連れて星を巡る旅に出る。
普段は外なる神が現世に降臨しないよう監視の目を光らせており、その中で邪神に魅入られた生前の葛飾北斎と接触している。
ラヴィニア・ウェイトリー
イラスト - 黒星紅白
亜種特異点IV、アビゲイルの幕間に登場。頭部に角のようなものをもつアルビノの少女で、アビゲイルと親友になっている。
その正体は小説『ダンウィッチの怪』の登場人物である成人女性であり、本作においては6度目のセイレムに招かれた際にラウムがアビゲイルの希望に応える形で12歳の少女の姿に変えられ、親友という偽りの記憶を与えられた。しかし、本人は偽りの記憶であることに気付いていた。

#### 第2部
デイヴィット・ブルーブック
カルデアスが観測していた地球で生き残った人間の一人。漂白した理由を知るため、地表で唯一漂白されていないと言われているネバダ州のエリア51を目指して旅に出る。
手持ちの食糧も尽き衰弱死寸前になりながら長い旅の末に目的地に辿り着くも、そこで待っていた赤黒い影の形をした何かの手で射殺された。
被検体E
エリア51に秘匿されていた施設の最下層にある手術台に横たわっていた人の形をした何か。張角のマスター。
2016年に飛来するも程なく死亡した為エリア51に身柄を移送され、そこで研究と称した様々な残虐かつ凄惨な生体実験を受けており、その復讐として地球白紙化という侵略を起こしたとされているが、デイヴィッドからは疑問視されている。
南米異聞帯攻略後に解析が完了し、カルデアスが観測していた地球の人間であったことが判明した。また、同異聞帯のある場面にてU-オルガマリーが、この人物との関連を連想させる台詞を呟いている。
カルデアの者 / ロマニ・アーキマン（他称）
未来を視る目を持ち、それぞれの異聞帯で主人公一行に助けられた異聞帯の人々から語られる謎の人物。ロシア異聞帯では魔獣に襲われたヤガを助け、北欧異聞帯ではスカサハ＝スカディが張った村の結界を修復、中国異聞帯では始皇帝の怒りを買った住人に隠れる必要はないと教え、インド異聞帯ではアスクレピオス先んじて病人を治療して落胆させ、大西洋異聞帯では宮本武蔵に「先が視えない」と忠告、妖精國ではモルガンに謁見した後はそのまま退去する。
人間でありながらサーヴァントすら圧倒するキリシュタリアに殺されかけた主人公を救出、厳しい言葉を投げ大西洋異聞帯から去る。フードを外したその姿は終局特異点で消滅したロマニ・アーキマンそのものだが、人の好い青年だった面影は無く荒んだ雰囲気を纏い、ノウム・カルデアの知らない何らかの情報を元に行動している。居なくなったはずのロマニ・アーキマン本人なのか、その正体だったソロモン王なのか、それらとも全く違う別の存在なのかは不明。南米異聞帯で当人の口からロマニ本人ではないと明かされたが、主人公達は便宜上ロマニと呼ぶことにしている。
パツシィ
イラスト - しもかわ（DELiGHTWORKS）
Lostbelt No.1に登場。ロシア異聞帯の人類に相当する獣人種「ヤガ」の成人男性。弱者を切り捨てていくことが常識の社会にあって、老いて衰える母親を見捨てられず世話をするなどから異端者と呼ばれていた。また、死んだ父の影響もあり、自分の属する社会の過酷なあり方に疑問を抱いている。
主人公が初めに出会った住民で、しばらくの間行動を共にした後、主人公一行から離脱するも、終盤で汎人類史世界を救うには、異聞帯世界を住民もろとも滅ぼさなければならない現実をカドックから知らされ、戦意喪失した主人公の前に現れ他のヤガの銃撃から庇うと、今際に発破をかけて没する。
ゲルダ
イラスト - TAa
Lostbelt No.2に登場。北欧異聞帯に存在する第23集落の住人の少女。主人公に助けられた際、同行していたマシュを神の御使いであるワルキューレと勘違いする。異聞帯崩壊においても最後の瞬間まで無垢なままで、何も知らず一切の悲しみと無縁のまま消えていった。
スルト / スルト・フェンリル / エンシャント・ジャイアント / セイバー
声 - 津田健次郎 / イラスト - シャカP（DELiGHTWORKS） / 属性 - 混沌・悪
北欧異聞帯に封じられていた炎の巨人であり、本来は世界の終末「ラグナロク」を起こすための存在である。封じられる前にフェンリルを喰らった為、その能力も引き継いでいる。本作においてはこの所為で、北欧はおろか星一体の大地全てを焼却という暴走を起こし、大神オーディンに相打ちの末太陽に封じ込められていたが、オフェリアの魔眼を通してシグルドの霊基に入りこむ形で登場。この時自分を見つけた彼女に特別な感情を抱くも、それが愛だとわからぬままその望みを自身のやり方でもって叶えようとしていた。
ゲーム内ではシグルドと同様セイバーのクラスとして扱われるが、設定では「エンシャント・ジャイアント」の特殊クラスとなっている。
韓信（かんしん）
イラスト - サテー
Lostbelt No.3に登場した中国異聞帯の始皇帝の配下の人間。知の国士無双。
丸眼鏡を着用しており、小太りな体型。狂的な戦争好きであり、異聞帯では軍師として世界中の列強を滅ぼしてきた実力者。本人は直接戦闘に参加せず、兵士を手足のように指揮し、陳宮をして「諸葛亮よりも上手」と言わしめるほどの才覚である。
アーシャ
イラスト - 桐原小鳥
Lostbelt No.4に登場。インド異聞帯の町「ビーチュ」で父アジャイと飼い犬ヴィハーンと共に暮らす少女で、主人公一行と親しく交流する。
主人公一行が初体験したカリ・ユガの日にヴィハーン、次の周期のカリ・ユガの日にアジャイが怪我をしたという理由で「神たるアルジュナ」から「不出来」として存在だけでなく、記憶からも切り捨てられてしまったが、なぜか大切なものが居たという感覚だけが消えずに残っており、理由不明の欠乏感を抱いたまま消えていった。
クリア後に獲得できる礼装「家族の肖像」には、作中で登場した父親以外の母親・兄弟姉妹が描かれている。
アデーレ、マカリオス
イラスト - hou
Lostbelt No.5 オリュンポスに登場。大西洋異聞帯を支配する神を打倒する「破神同盟」のメンバーである双子の姉弟。ノウム・カルデアの行動の結果自分たちがどうなるかを知ったうえで、それでも変わらない今日ではなく変化する明日を選んだ協力者。神妃エウロペと共に最後までノウム・カルデアと行動を共にするが、全てが終わり主人公たちを脱出させた後、崩壊する神殿と運命を共にした。
関係者による言及
「 Lostbelt No.5 オリュンポス」の担当ライターは、2022年秋のトーク番組「Spotlight Lostbelt No.5 オリュンポス」の中で、彼らが使う魔術は「神代の魔術」であると認めた一方、汎人類史のメディアやキルケが用いる魔術とは細部が異なると述べている。
ゼウス / ルーラー
声 - 木下浩之 / イラスト - Azusa
Lostbelt No.5 オリュンポスに登場。大西洋異聞帯を支配する主神。全知全能とされ、天空における自然現象を支配し、神器クロノス＝クラウンを以ってオリュンポス十二神の全権能を奮うことができる。
デメテル / キャスター
声 - 久川綾 / イラスト - okojo
Lostbelt No.5 オリュンポスに登場。豊穣と大地の神。生産と再生の権能を担当しており、住民に異聞帯社会の食料であるアンブロシアを供給し、疑似不死を司る。娘であるペルセポネを失った出来事で人間で言う精神を病んだ状態にあった事が明かされる。
アフロディーテ / アサシン
声 - 日髙のり子 / イラスト - ワダアルコ
Lostbelt No.5 オリュンポス、アキハバラ・エクスプロージョンに登場。美と愛を司る神。精神操作の権能を持ち、精神攻撃が戦闘手段である。
アキハバラ・エクスプロージョンでは汎人類史の彼女が秋葉原のアイドル秋葉ねろとして振る舞いながら聖杯を取り込んだガラテアを見守っていた。
アレス
イラスト - huke
Lostbelt No.5 オリュンポスに登場。戦を司る神。
ローマ神話のマルスと同一視されるため、ローマ側の神格として、ゼウスたちへのカウンターとして召喚される。彼を触媒にしてクィリヌス神と一体化した息子にあたるロムルスが召喚された。
カオス
Lostbelt No.5 オリュンポスに登場。原初の神。
ゼウスが倒された後に空間を裂いて現れたが、境地に至り己の霊基を燃やし尽くしながら放った全てを断つ武蔵の一刀により現世への降臨は阻止された。だがこのことでカルデアの霊基グラフにあった武蔵のデータが喪失することになる。
ピノ
イラスト - 武梨えり
Lostbelt No.5 オリュンポスに登場した浮浪者の少年。何一つ持たない貧者でありながら、暗殺されかけ瀕死の重傷を負ったキリシュタリアを助けるために己の命すら投じた。その献身が何よりも美しいと感じたキリシュタリアはこれまでの己の価値観を一変させ、全ての人が報われるべく行動することを己に定めた。
藤原道長（ふじわらの みちなが）
イラスト - 渡れい
地獄界曼荼羅 平安京に登場。時の左大臣にして、天覧聖杯戦争の主催者。野心溢れる陰謀家だが、本性を露にした蘆屋道満を前にしても動じないなど肝の据わった人物。
玖賀耳之御笠 / ランサー
地獄界曼荼羅 平安京に登場。蘆屋道満が召喚したサーヴァントであり、身の丈三丈を超す大土蜘蛛。
オーロラ
声 - こおろぎさとみ / イラスト - TAa
Lostbelt No.6に登場。妖精國における6つの氏族の1つ「風の氏族」の長であり、ソールズベリーの領主。妖精としては珍しく成長しており、妖精暦以前は16歳頃の容姿であったが、現在は20～24歳頃の容姿となっている。
側近にコーラル（イラスト - TAa）がおり、妖精騎士ランスロット（メリュジーヌ）とは愛人関係にある。コーンウォールの名無しの森にいたハロバロミアは彼女の側近であった。主人公や「予言の子」に協力はするが、モルガンからの粛正を回避するため表立って動いてはいない。
端から見れば慈愛に満ちた美女だが、本性はノンポリかつ自己愛と承認欲求の権化であり、善悪の呵責や嘘をついている自覚は一切なく、たとえその場かぎりであっても『自分が一番賞賛を得ている環境』が欲しい故に、危険な行為にも平気で手を染めるばかりか、「自分よりも輝いている」者が現れれば足を引っ張って蹴落とし、同じ様に「自分を顧みなくなった」者も容赦なく見捨てるか粛清してしまう等、大多数の犠牲も全く厭わない。
女王暦2011年の鏡の氏族の滅亡、2017年の一連の騒動および妖精國ブリテンの終焉を招いた遠因の他、救世主トネリコが方針を転換することになった妖精暦400年のロンディニウムでのウーサー毒殺にも関わっている事がほのめかされているが、上述の通り本人に確固たる信念はなく、汚れ仕事は全て他の誰かが行うように誘導している。作中ではその実情を知っている者たちから「無垢の簒奪者」・「愚かで自分の邪悪さに無自覚」と評されている。だが、最期はその在り方がネックとなって生き恥を曝し苦しむ事を慮ったメリュジーヌの手で介錯された。
またつけ加えると、妖精國ブリテンの住民たる妖精の大半は似た様な思考と価値観を持った極めて悪質な存在に変貌してしまっており、彼女はその中でも一際突出した人物だったというだけに過ぎない。
スプリガン
イラスト - 坂本みねぢ
Lostbelt No.6に登場。妖精國における6つの氏族の1つ「土の氏族」の長であり、ノリッジの領主。
かつては「キャップレス」という名前の妖精であったが、現在は「スプリガン」を襲名している。マネーゲームによってかつての領主であったボガードからノリッジを乗っ取り、妖精を唯一追撃出来る鉄製武具等の鋳造の傍ら、強固に造り変えた金庫城の中に多くの美術品を収集している。
実は取り替え子（チェンジリング）によって妖精國ブリテンに迷い込んだ人間であり、変装と妖精を研究して作った不老薬で正体を隠して妖精のフリをしていた。本来は切望して渡英した江戸時代末期の人物で、ナカムラという名前である。
元より諸外国の芸術品や文化にしか興味がなかった為、発展が『人間の模倣』以外全く無い妖精國ブリテンの有り様には早々に馴染めなくなり、自分が安心していられる場所を作る事しか考えておらず、モルガンの事も自身が引きずり込まれた恨みを含め、国が歪化した一連の元凶だと思い込み内心憎んでいる。そのため同じく彼女が邪魔なオーロラと連携し謀殺には成功するが、その直後、オーロラは戴冠式で次代の王ノクナレアまでも排除してしまった事から、本質を察知して見切り自領へ逃走。『大厄災』で崩壊する城の瓦礫に消えた。
ウッドワス
イラスト - 村山竜大
Lostbelt No.6に登場。妖精國における6つの氏族の1つ「牙の氏族」の長であり、オックスフォードの領主。亜鈴と呼ばれる先祖返りで、各氏族の始祖妖精に匹敵する強大な力を持ち妖精騎士をも上回る戦士。
妖精國の王モルガンに絶対の忠誠を誓っており、かつて同胞が犯した「翅の氏族惨殺」という過ちを二度と起こさないため、菜食主義による力と凶暴な本能の抑圧を図り理知的であろうとする等、ある程度の分別を併せ持っているが、驕りが強く単純な性格は他者に利用されやすく、ベリルに霊核たる心臓を奪われ傷心していた所をオーロラに篭絡され、最後まで己の愚かさで場を掻き回してしまう事になる。だが、それでもモルガンは最期まで彼を見捨てず、今際にかけられた感謝の言葉に謝罪の涙を流し、モースから解放され消滅した。
ムリアン
声 - 山下七海 / イラスト - ワダアルコ
Lostbelt No.6に登場。妖精國における6つの氏族の1つ「翅の氏族」の長であるが最後の生き残りでもある。グロスターの領主。コヤンスカヤとはビジネスパートナーではあったものの、同時に事実上の友人関係にもあった。
好奇心と探究心が一際強く、ありとあらゆる娯楽を提供しているが、翅の氏族は学びを主とする事から理知的な性格も兼ね備えている。また、数少ない亜鈴の能力たる妖精領域によってグロスターはモルガンをも退化させる程、強固な力差逆転の結界が張られている。
実はその裏で、弱いという理由から自分以外の翅の氏族を殺戮した牙の氏族への復讐計画を密かに練っており、モルガンの事も嫌ってはいるが内心どうでも良く、「予言の子」についても復讐の足利りに必要な、牙の氏族長ウッドワスを排除させる為都合よく利用したに過ぎない。そして彼が斃れたタイミングを見計らい、残っていた牙の氏族全員をグロスターに呼び寄せ、妖精領域で創り出した『箱庭』に閉じ込めて弱体化した所を、文字通り握り潰して皆殺しにしたが、不快と嫌悪感しか湧かなかった上に、熱が冷めた故の意気消沈した反動で精神崩壊を起こしてしまう。だが、それでも氏族長としての矜恃からか、『大厄災』に向けた妖精國の呪いについて独自に調べ上げるも、その実態に愕然としていた所を黒幕に暗殺されてしまい、コヤンスカヤに看取られながら自分達の愚かさを嘆きつつ、妖精國ブリテンを案じる願いを託して死亡した。
関係者による言及
容姿はBBから分かたれたアルターエゴの一人「カズラドロップ」と似ているが、奈須によると妖精ムリアンの伝承はカズラドロップを構成する要素として組み込まれていたので、そこからデザインを依頼したとしている。
また、奈須はコヤンスカヤがムリアンと親しくなった理由として、「地上で最後の一人ながらも、優れた頭脳で町や組織を作ってきた」という共通点から同族意識を抱いていたのではないかと2022年のファミ通とのインタビューの中で指摘している。
ボガード
イラスト - 下越
Lostbelt No.6に登場。シェフィールドの領主。
「牙の氏族」の出身であり、かつてウッドワスと一族の長の立場をかけて争い、敗北している。さらに拠点であるノリッジもスプリガンに奪われており、シェフィールドの地にて再起を図っている。
かつてモースの呪いにより、牙の氏族でありながら人の姿をもって誕生した故に迫害を受けていた妖精騎士ガウェイン（バーゲスト）の親代わりをしていた事があり、彼女がモルガンに召し抱えられ敵対してもなお気にかけている。
ロブ達から主人公とはぐれ、記憶を失ったマシュを「予言の子」として差し出されるが、『人間の血』が混ざっている事を見抜き袖にするも、彼等を庇い気丈に振る舞う様を気に入って代わりに自分の「花嫁」として召し上げる。だが、この事で裏から『マシュを奪われた』と考えたベリルの怨みを買っており、女王軍襲撃の最中、妖精騎士トリスタン（バーヴァン・シー）をけしかけられ凄惨な拷問を受けるも、助けに来たマシュを連れ這う這うの体で領民と共に脱出し、彼女にノリッジへの思いを吐露すると力尽きて死亡した。
ロブ、ワグ、ウィンキー
イラスト - BLACK
Lostbelt No.6に登場。記憶喪失のマシュを拾い、「アニス」と名付けてボガードに引き渡した妖精たち。普段は行商をしながら各地を巡っている。
ロブとワグは妖精國ブリテンの出身ではなく、別の世界から迷い込んだ「漂流物」の兄弟。
そのうちロブとワグはマシュを案じてそのままシェフィールドに逗留し、女王軍の襲撃から彼女とボガートを逃がす為の策を講じた事で妖精騎士の手にかかり、ウィンキーはボガートへの当てつけから、マシュの知り合いと称して近づいて来たベリルに一連の情報を提供するも、証拠隠滅に加え彼女と仲良くなった事への妬みと逆恨みで殺害された。
キャラクター設定
奈須きのこは、プロットの時点ではこの三人組が名前のみの登場とする予定だったと2022年12月に配信された生放送「Spotlight Lostbelt No.6」に寄せたコメントの中で明らかにしている。
奈須は彼らを登場させた理由について、妖精國の妖精たちは人間社会を知らないため、現実世界の童話に出てくる陽気な妖精たちを出したいと思ったことと、「 “元いた社会” でも “いまいる社会” でも爪弾きにされた彼らだからこそ作られるドラマがあるだろう」という考えがあったと振り返っている。
マイク
イラスト - 下越
Lostbelt No.6に登場。ソールズベリーで酒場件宿屋を経営している土の氏族の妖精。記憶喪失で倒れていたダ・ヴィンチを介抱・保護し、主人公達が探しに来るまでの間店を手伝って貰っていた。両者の合流以降、彼の店は妖精國ブリテンにおけるカルデア一行の拠点の一つとなる。
自分に料理の仕方を通して生きがいを与えてくれたダ・ヴィンチに対し崇拝にも似た情を抱いているが、その割には名前の発音が上手く言っておらず「ダビンチ」と呼んでいる。また同時に、身体の性質はホムンクルスと同じである彼女の寿命が残り少ない事を悟っており、『大厄災』発生後はダ・ヴィンチを永久に失う事を恐れ手にかけようとしたが、モースに呑まれる間際、限りある時間を精一杯生きる事こそが彼女の目的でありアイデンティティだと理解もしていた事から、モース化の呪いを撥ね退け涙を飲みつつ感謝の言葉と共にその背中を見送った。
ホープ
声 - 井上ほの花 / イラスト - すみす
Lostbelt No.6に登場。慎ましく生きていたが自分の名前と『妖精としての目的』を忘れてしまったために住む場所を追われ、コーンウォールの名無しの森に辿り着いた妖精。
暴徒化した他の妖精から主人公とトリスタン、アルトリア・キャスターを逃がす手助けをするも、一行の目の前でモース化し現れたオベロンによって討伐された。本来の名前は「ホープ」といい、終盤のアルトリア・キャスターの回想で明かされた。
正体は妖精たちの最後の自浄作用として用意されたモノで、皆から願いを叶えるのに都合のいい存在として散々弄ばれ使い潰されたショックから、名前と記憶を失ってしまっていた。だが、名無しの森でアルトリア・キャスターから当人の名前を与えられた事が今際にて自身の『希望』となり、同時に「恩人を助けたい」という新たな目的が生まれ、身体が消えてもなお彼女を『悪意の嵐』から必死に守っていた。
ケルヌンノス / バーサーカー
イラスト - 竹之内（studio BB）
Lostbelt No.6に登場。ケルト神話における冥界神。
「はじまりのろくにん」と呼ばれる6翅の妖精たちの怠慢によって世界が滅んだ際に、妖精たちを改心させるために現れた。しかし妖精たちは口うるさいケルヌンノスを嫌い、お祭りと称して毒酒を盛って殺害し、その遺体を大地（ブリテン島）にした。また、ケルヌンノスに仕えていた人間の巫女には不死の呪いをかけ、死なないようにした上で体をバラバラにし、玩具や労働源となる新しい人間を作る為の材料とした。そしてケルヌンノスが死に際に残したこの一連の仕打ちへの怒りから、妖精國では生きる目的を失った妖精にとり憑き魂を蝕むモースという呪いと、定期的に災厄・大災厄と呼ばれる災害が吐き出されるようになった。
女王暦2017年、オーロラに扇動され蜂起した多くの妖精と籠絡されたウッドワスによってモルガンは惨殺され、大穴に投げ捨てられた瀕死のバーヴァン・シーの身体を取り込んだ事で復活し姿を現すが、これはケルヌンノスが怒りの中でも、妖精達がいつかは罪を反省し改心してくれると信じてたにもかかわらず、バーヴァン・シーという “善良な者” を平気で自己満足の贄にした事から、もはや妖精は誰の手にも負えない邪悪な生物と化し、これ以上はどうしようも無いと見切りを付け、異聞帯の外へ出して被害を拡散させない為にも、全員をこの場で抹消しようと考えた為である。また同時に、一連の真の黒幕たる奈落の虫が外に出るのを防ぐための蓋の役割を担っていた事も判明している。
なお、これらはあくまで「異聞帯のケルヌンノス」であり、汎人類史における本来のケルヌンノスは『サーヴァント・サマー・フェスティバル2023！』のイベントによれば、文明の発展に伴って人間が森林から離れた事で長い眠りについていた事が明かされている。
制作背景
ケルヌンノスのデザインを担当したstudio BBの竹之内は背景のコンセプトアートを担当しているが、ケルヌンノスのようなモンスターデザインを手掛けることもあった。ケルヌンノスの初期デザインラフは現在よりもまがまがしく、色も暗かった。奈須より「よりかわいく。ブリテンの脅威となる最大級の呪いだが、邪悪にしないでほしい」という指示があったため、竹之内は初期のデザインラフをより毛むくじゃらにしたものを2つ提出した。そこで奈須が出した「色を白くしてほしい」という注文に応じた結果、ケルヌンノスのデザインが仕上がった。
2023年のイベント「サーヴァント・サマー・フェスティバル！」は第2部第6章のセルフパロディと言う側面からウミヌンノスをはじめとするケルヌンノスをモチーフとしたキャラクターが登場した。
受容
2021年に行われた『コミックマーケット99』で、ケルヌンノスのコスプレイヤーがいたことが報じられている。
2022年のリアルイベント「Fate/Grand Order Fes. 2022 ～7th Anniversary～」では、ケルヌンノスの大型立像が展示された。
ORT（One Radiance Thing） / フォーリナー
イラスト - PFALZ
Lostbelt No.7に登場。南米の水晶渓谷に眠る生命体。U-オルガマリーが取り込む方法を探っている。本項では原典である『鋼の大地』、月姫世界および汎人類史のORTを原種と、南米異聞帯のORTを亜種とする。
600万年前にカマソッソによって倒され心臓を抜かれ、機能を停止する前に空想樹クエーサーを取り込んだ個体にU-オルガマリーの心臓を埋め込んだデイビットが生贄となることで復活。デイビットの持つ「地球およびカルデアスの破壊」の意思を行動指針として刻まれたものの復活直後の段階では正確に理解しきれておらず、原種のような攻撃性は見られなくなったかわりとして、ORTの固有能力である水晶渓谷が変化し樹木を空想樹に変える能力を得ている。以上のことから南米異聞帯のORTは亜種であると結論づけている。
なお、デイビットらの本来の計画では最後に行動指針を刻むための生贄は後述のイスカリであり、テスカトリポカの事象交差で一時的に呼び出されたORTはこの当初の計画通りに復活した場合のものと推察されているが作中では明言されていない。
既に刊行されているTYPE-MOONの関連資料で出ていた蜘蛛の形を本作でも踏襲しているが、本作にて蜘蛛の部分は老廃物が蜘蛛の形となったものであること、本体は背部の円盤であることが明かされた。
オルト・シバルバー / フォーリナー
イラスト - PFALZ
南米異聞帯にてカルデア召喚式を解析したORTが、取り込んだサーヴァントと空想樹の力を用いて自身に都合の良い仮想未来を構築し、強引に英霊の座に登録して召喚した姿。蜘蛛型をベースに人間に近づいたフォルムをしており、体躯自体も人間を僅かに上回る程度に収まっている。トリスメギストスIIによると「グランドサーヴァント：クラス　フォーリナー」と認定している。一度は主人公達とU-オルガマリーの連携によって撃破されるも、観測期間を146億年へと定義した仮想空間を構築し直して再出現。このまま倒すのは不可能かと思われたが、カルデアの皆を助ける為、真名解放し「オルト・ククルカン」の正体を現した異聞帯の王ククルカンが割って入り、自分ごとORTの心臓たる人工太陽を宝具としてぶつけた事で異聞帯と共に完全消滅した。
テペウ、ワクチャン、ヴクブ
声 - 金本涼輔（テペウ） / イラスト - 中央東口
Lostbelt No.7に登場。この異聞帯の人類に相当する、恐竜の姿をした生命体「ディノス」達。
テペウはディノスでは異質な存在で、他のディノスとは物の見方が異なっており、ある理由でコミュニティから離れ隠棲していた。以前は第七層の観測所で働いていたためイシュキックとも面識があり、彼女を『外の世界』へ連れ出してあげたいと願っていた。ラスプーチンによると微弱だが直死の魔眼を持っている。
ワクチャンはディノスから英雄として敬われる存在で、U-オルガマリーを大層気に入っている。
ヴクブはチチェン・イツァーの神官として恐竜王の補佐をしており、他のディノスとは異なり翼竜の姿をしている。また、人類に近いとも言える感性と生存本能を持っている。
その後ワクチャンはORTに取り込まれかけたU-オルガマリーを助けるべく自ら犠牲となり、ヴクブは言葉を話せるようになっていたオセロトル「クワウテモク」の言葉と覚悟、テペウは他のディノスと共に主人公達から聞かされた汎人類史の世界と他の異聞帯における旅の物語に感銘を受け、何も残せなかった自分達が異聞帯のミクトランで生きていた証を残す為、それを教えてくれたカルデアという新たな友の為ORTに立ち向かい殉死した。
キャラクター設定
奈須は、「野蛮に見えて深い心理を持つ」というディノスの特徴を描くため、プレイヤーにディノスが原始的で頭の悪い種族だと誤認させる必要があったと新納と石川との対談の中で話している。ワクチャンはその種族の代表格として位置づけられており、奈須はデザイナーである中央東口に「恐竜をリアルに描きつつも、デフォルメしてほしい。[後略]」と発注した。奈須は無茶な頼みだったとしつつも、中央東口の仕上げたデザインに感銘を受け、シナリオにも良い影響があったという。
反響
ニュースサイト「電ファミニコゲーマー 」によると、ワクチャンはプレイアブルキャラクターではないものの、愛嬌のある性格からユーザ間の人気が高いという。
 イシュキック
イラスト - 中央東口
Lostbelt No.7に登場。第7層の観測所メツィティトランを拠点とする全長60mの巨大なディプロドクス。
正体は600万年前に誕生した南米異聞帯のアーキタイプ：アース。「観測者」という立場故にメツィティトランの天文台から外へ出る事が出来ず、友人は元同僚のテペウと、自分を見守っていたククルカンしかいない。中でも自分を等身大の目線で接してくれる彼の事は「テペウ兄」と呼んで慕っている。自身の結末についてもあらかた把握していたらしく、物怖じしないままORTの侵攻に呑まれていった。
オセロトル
Lostbelt No.7に登場。ディノスと対立する種族で、豹柄の服にジャガーの仮面を付けている。
元は真の異聞帯の王たるマィヤさえ認識していない、地下世界ミクトランで生まれた哺乳類から進化した類人猿である。また、独自の象形文字を用いて会話をするため、言語での意思疎通も不可能。その為当初は森でひっそり暮らしていたが、テスカトリポカから与えられた銃火器で武装し、イスカリによって兵士として鍛え上げられている。だがそれでも、戦闘力は武装した10人前後でようやくディノス一頭と相打ちに出来る程度しかない。
クワウテモク
オセロトルのうち、成長過程によって自力で一般の言葉を話せるようになっていた個体。名前を付けたのはイスカリであり、「降下する鷲」という意味がある。
ORT侵攻の際、保身目的でメヒコシティに逃げ込んで来たヴクブと対峙し、彼の人間性を認めると共に『戦うべき相手』として自分達を見てくれた事への感謝を告げ、皆と共にミクトランを守るべく殉死した。
キャラクター背景
オセロトル数体のキャラクターデザインは古海鐘一が担当した一方、武器のデザインはラセングルが手掛けた
イスカリ / アヴェンジャー
イラスト - 古海鐘一
Lostbelt No.7に登場。ディノスと対立するオセロトルの王。自身を選出したテスカトリポカの教えに忠実かつ、アステカ神話における戦士の流儀と在り方を頑なに守っており、テスカトリポカの化身・現人神として殉じる覚悟を持っている。その為汎人類史、とりわけカルデアの「仲間意識の強さ」については真っ向から否定的であり、それを試すべく態とネモ・マリーンを人質に取って、窮地の場では自分と仲間の命どちらを優先するか選ばせるといった卑劣な行為に出ている。
実はORTを再起動させ行動指針を刻むための「汎人類史への迷いなき明確な憎しみ（＝悪意）を持つ生贄」であったのだが、テスカトリポカからORT復活の未来を見せられた事で、釣り合いの為に汎人類史も異聞帯も両方滅ぼすという考えに迷いが生じる。そして、思案の末に繁栄を望むなら片方の世界の滅亡だけでこと足りる筈だとテスカトリポカに正論をぶつけた結果、彼からアステカ神話の教えに則り額を撃たれて死亡した。
その正体は、アステカ最後の王モテクソマ2世の魂と異聞帯の土から作り出された存在で、生前は民と国の存続を優先した結果裏切られて憤死した事へのテスカトリポカの同情から、二度目の生では何を選択するのかを見届けようと思ったのが復活させた理由である。また、現界・受肉したテスカトリポカの右肺が身体に埋め込まれており、これによってどんな事があっても死なない不死身の身体を獲得しているが、代償として不死性と寿命は誕生してから1年間しか機能しない。
恐竜王 / 青のテスカトリポカ
イラスト - 田島昭宇
Lostbelt No.7に登場。約1年前にチチェン・イツァーへとやってきてディノス達の王となった少年。
正体はテスカトリポカ4兄弟の一人で、青のテスカトリポカと言われる存在。所謂異聞帯のサーヴァントに該当するが、その特性から汎人類史のテスカトリポカの別側面としての性質も同時に併せ持っている。王に選ばれたのもククルカンから無理矢理祀り上げられた結果だが、当人は満更でもなかった模様。
オセロトルの襲撃に伴い、イスカリから銃撃を受け、あちらのテスカトリポカに身体を切り刻まれて死亡するも、時間をかけて復活。ヴクブやディノス達に発破をかけ、皆と共にORTに対して『最期の悪あがき』を見せるべく殉死した。

#### 奏章
アーユス
声 - 指出毬亜 / イラスト - pako
奏章Iに登場。ペーパームーンの内部世界における修理部（Repair）の筆頭AIで、AI聖杯戦争におけるバーサーカー・ドゥリーヨダナのマスター。
ラニ＝XII
声 - 真田アサミ / イラスト - ワダアルコ
奏章Iに登場。ペーパームーンの内部世界における総合統括AIであり、この世界で運用されているすべてのR.A.N.IシリーズAIは彼女をもとにして作られている。AI聖杯戦争におけるアーチャー・ドゥルガーのマスター。
DX
イラスト - ばん！
奏章Iに登場。ペーパームーンの内部世界における警防部（Defend）の筆頭AI。ただし、警防部の仕事に専念したいという意向から、AI聖杯戦争には参加していない。
正体はラニ＝XIIのサーヴァント・ドゥルガーがDXのテクスチャを纏って擬態したもの。
マキリ・ゾォルケン
奏章Iに登場。ペーパームーンの内部世界を構築する材料・マテリアルの加工を担う構築部（Build）の筆頭AIで、AI聖杯戦争におけるキャスター・青髭のマスター。他の管轄区のAIから魔力に相当するラニメントを奪って回っているほか、自分の管轄下にあるAIたちからもラニメントを搾取している。
初登場時は少年のような姿で登場するが、ライノールの砲撃魔術で身体を一度失った後再構築は、現実における間桐臓硯と同じ姿と人格になっている。
ライノール・グシオン
奏章Iに登場。ペーパームーンの内部世界で物資や情報の運搬を担う移送部（Transfer）の筆頭AIで、AI聖杯戦争におけるライダー・高長恭（蘭陵王）のマスター。
セレシェイラ
声 - 鎌倉有那 / イラスト - ReDrop
奏章Iに登場。ペーパームーンの内部世界において、AIを自然劣化から遠ざけるための部署・維持部（Keep）の筆頭AIで、AI聖杯戦争におけるランサー・ビーマのマスター。
基になった人物についてはその他のカルデア職員を参照。
サクラ
声 - 下屋則子 / イラスト - ホトソウカ
奏章Iにて登場。マテリアルの生産に特化した生産部（Grow）の筆頭AIで、AI聖杯戦争におけるセイバー・メドゥーサのマスター。
真白キリエ、刑部姫子、安藤リカルド、勝津女フーカ、天塚先輩、母、妹、叔母
声 - 高橋李依（キリエ）、関智一（天塚）、坂本真綾（母、妹）
奏章IIに登場。2015年東京の特異点における主人公の家族親戚、幼なじみ、学校の友人と先生たち。姿形はカルデアのサーヴァントになぞらえており、一部を除いてアヴェンジャーの適性が持つ者が選ばれている。そのため恩讐の炎に取り込まれるとアヴェンジャーのサーヴァントに変異する。
テオドリック〔オルタ〕、ラ・ベート・デュ・ジェヴォーダン
イラスト - 兎ろうと
奏章IIに登場。アヴェンジャー・ワイルドハントを名乗り第五・第六の試練として立ち塞がる人と獣。
巌窟王によると生前、試練として対峙したことが語られている。
エデ
声 - 千本木彩花 / イラスト - 兎ろうと
奏章IIに登場。『モンテ・クリスト伯』の登場人物。
アンソニー
奏章IIIに登場。アストルフォのマスターで第三世代のAI。
アンソニー・ベックマン
23世紀の投資家で、AIとしてのアンソニーの元になった人物でもある。2299年の人類とAIの戦争(となっているが正しくはAIにかこつけた人類対人類の最終戦争)を引き起こしており、人類のAI移行のきっかけを作った。
ラストスロット
奏章IIIに登場。BBドバイの正体であり、最後に製造された第二世代AI。
チャッカリム
奏章IIIに登場。エリアCの飲食店に勤務する第二世代AI。
ギャラハッド / シールダー
声 - 堀江瞬
奏章IV、「Moonlight/Lostroom」に登場。2010年にカルデアが召喚したギャラハッドとは別の個体。バーサーカー/リリスのマスター。

### イベントストーリー
ケイネス・エルメロイ・アーチボルト
声 - 山崎たくみ / イラスト - pako
「Fate/Accel Zero Order」に登場。『Fate/Zero』の登場人物。第四次聖杯戦争におけるランサー / ディルムッド・オディナのマスター。
立ち絵は概念礼装「月霊髄液」のイラストが使用されている。復刻版ではアイテム交換画面に登場する。
間桐雁夜（まとうかりや）
「Fate/Accel Zero Order」に登場。『Fate/Zero』の登場人物。第四次聖杯戦争におけるバーサーカー / ランスロットのマスター。
ドゥムジ
声 - 神尾晋一郎 / イラスト - huke（人間体）
「冥界のメリークリスマス」、「バトル・イン・ニューヨーク2019」、Lostbelt No.7に登場。シュメール神話の神の一人でイシュタルの夫。黄金の羊の姿でアルテラの前に現れサンタに任命した。
グッズ化
2020年秋には、ドゥムジのぬいぐるみが発売された。
ダーニック・プレストーン・ユグドミレニア
イラスト - 近衛乙嗣
「Apocrypha Inheritance of Glory」に登場。『Fate/Apocrypha』の登場人物。亜種聖杯戦争で黒のランサー / ヴラドIII世のマスターだった魔術師。
春日局（かすがのつぼね）
イラスト - 蒼月タカオ
「徳川廻天迷宮大奥」に登場。本名は斎藤福。徳川家光の乳母であり、大奥を作り上げた江戸初期の女傑。
病床に伏し生涯を終え消えかけていた魂を江戸城に引き寄せられたパールヴァティーに助けられ、一時的に体を共有することになり、主人公たちと共に大奥を襲った異変の解決に務める。
松平信綱（まつだいら のぶつな）
イラスト - 古海鐘一
「徳川廻天迷宮大奥」に登場。官位は伊豆守。春日局、柳生但馬守と共に家光を支えた鼎の脚の一人で「知恵伊豆」と徒名されている。
talkie（トーキー） / トキオミ教授
声 - 速水奨
「セイバーウォーズ2」に登場。サーヴァント・ユニヴァースにおける遠坂時臣に当たる人物でスペースイシュタルの養父。専攻は考古学で生前はサーヴァント・ユニヴァースの成り立ちを研究していた。
アイテム交換画面では概念礼装「優雅たれ」のイラストが使用されている。
クリストファー君
イラスト - 元村人
「カルデア・サマーアドベンチャー！」に登場。当初は少年期のコロンブスと思われていたが本人に自覚はない。ゴルドルフは『夢を追いかける少年』という概念をコロンブスの少年時代に当てはめたものと推測している。
カルデアのDOMAN(いい声)と組んでダ・ヴィンチが抱えたステゴザウルスのステくんを付け狙った。
コン
声 - 南央美 / イラスト - 竹
「水怪クライシス」に登場。純粋無垢な精霊。当初は徴姉妹に保護されていたものの、何も出来ないので水怪に襲われても為す術なくされるがままだったが、カルデアの支援により対抗する手段を持てるようになり、支援の方向次第ではパイルバンカーを持ったり車に乗ったりする等、退廃的だったり文化的な生活も送るようになる。そのうち謎のアルターエゴ・Λと心を通わせた一体が彼女から赤いリボンを貰い、「ファン一号」と名付けられた。
正体は特異点場所にあたる島『太歳』から生まれた分霊の一種で、サーヴァントや神霊が吸収すれば魔力源として応用もできる存在。
記憶や知識の共有能力も有しており、終盤でコン自身と皆がカルデアの仲間達と育んだ絆を触媒にして太歳星君が召喚されると、ラムダへの支援のため自ら犠牲になったファン一号の記憶とリボンもあちらに引き継がれた。
グッズ化
2022年秋にショップサンライズ(現バンダイナムコヌイ)からぬいぐるみが販売されていた。
吉田松陰（よしだ しょういん）
イラスト - TAKOLEGS
「カルデア重工物語」に登場。高杉晋作の師。
ジャック・ド・モレー / セイバー
声 - 中島ヨシキ（Arcade） / イラスト - 黒星紅白
「螺旋証明世界 リリムハーロット」に登場。『Arcade』における本来の第六模倣特異点で彼方のカルデアと敵対したサーヴァント。フロアガーディアンとして召喚されたモレー（フォーリナー）の暴走を止めるためティアマトに協力していた。
紅玉の書（こうぎょくのしょ）
イラスト - 渡れい
「盈月剣風帖」に登場。『Fate/Samurai Remnant』の登場キャラクター。宮本伊織の親代わりを自称する意志を持つ魔術書。
地右衛門（ちえもん） / ランサー
イラスト - 渡れい
「盈月剣風帖」に登場。『Fate/Samurai Remnant』の登場人物。盈月の儀ではランサー / ジャンヌ・ダルクのマスターだった男。今回もジャンヌを従える。
ジャンヌ・ダルク / ランサー
声 - 坂本真綾 / イラスト - 渡れい
「盈月剣風帖」に登場。『Fate/Samurai Remnant』の登場人物。地右衛門と共に盈月の儀へと参加しているサーヴァント。ジャンヌが地右衛門の影響により精神汚染を受けて変異した存在。
プレイアブルキャラクターであるジャンヌ、およびジャンヌ〔オルタ〕とは異なるイラスト・バトルグラフィックが使用されている。
土御門泰広（つちみかど やすひろ）
イラスト - 渡れい
「盈月剣風帖」に登場。『Fate/Samurai Remnant』の登場人物。盈月の儀ではキャスターのマスターだった男。安倍晴明の末裔を名乗る土御門家の現当主。
シナリオ内では亡霊のグラフィックとしてのみ登場するが、戦闘開始時の特殊演出でのみ『Samurai Remnant』でのイラストが使用されている。
カロン
声 - 大塚芳忠 / イラスト - 元村人
「バレンタイン2024 〜チョコレート・リバーのその先に〜」に登場。コロンブスに憑依する形で召喚されている。
シラノ・ド・ベルジュラック
イラスト - けーしん
「シャルルマーニュのモンジョワ・騎士道！」に登場。剣術家であり、作家としても知られる。彼を題材にした戯曲「シラノ・ド・ベルジュラック」でも有名。
自身が史実の存在ではなく戯曲の主役としてのシラノであり、そのためか霊基数値の低い幻霊として影のようなシルエット姿で召喚されていると語っていた。だが実際にはそれは偽りであり、正体は史実のシラノ本人である。劇中のシラノの方が自身よりも格上であると考えており、劇中の彼が幸福な結末を迎えられるよう聖杯に願っていた。
ロジェロ
「シャルルマーニュのモンジョワ・騎士道！」に登場。「狂えるオルランド」の登場人物でブラダマンテが探し続けていた最愛の人。召喚の事故で霊基が壊れており体や記憶が朧げな状態だったため、鎧を纏い顔を隠していた。
槻司鳶丸（つきじ とびまる）
イラスト - こやまひろかず
「隈乃温泉殺人事件」に登場。『魔法使いの夜』の登場人物。職業は興信所所長で既婚者。助手でサーヴァントではない方の静希草十郎と共に隈乃温泉に慰安旅行で来ていた。
有珠によると上京した後に草十郎を巻き込んで興信所を開いたが、なぜか物騒な事件に縁があるので探偵としての方が有名になったという。
静希草十郎（しずき そうじゅうろう）
イラスト - こやまひろかず
「隈乃温泉殺人事件」に登場。『魔法使いの夜』の主人公の一人。職業は興信所助手。彼と入れ替わる形で英霊としての草十郎が現れた。
隈乃院ヨシスケ（くまのいん ヨシスケ） / 木乃美芳助（きのみ ほうすけ）
イラスト - こやまひろかず
「隈乃温泉殺人事件」に登場。隈乃温泉の主人で怪異に悩まされているため霊能力者を集めている。
旧名は木乃美芳助。『魔法使いの夜』の登場人物。職業はお笑い芸人を経て現職。2年前に隈乃温泉の元主人と養子縁組をして現在の名前に改名した。現在の年齢は28歳。
両儀幹也（りょうぎ みきや）、両儀未那（りょうぎ まな）
「隈乃温泉殺人事件」に登場。『空の境界』の登場人物たち。
両儀式と共に家族3人で隈乃温泉へと訪れていた。幹也と未那はイベント本編には登場せず、エピローグのみ登場した。
水嶋まさご（みずしま まさご）
「隈乃温泉殺人事件」に登場。故人。芳助が上京してお笑い芸人としても成功していた90年代後半頃に人工透析を受けながらアイドル活動をしていた女性。
シーボルト
イラスト - 荒野
「踊るドラゴン・キャッスル！」に登場。長崎の出島に住むドイツ人医師で、カタコトの日本語で喋る。
楠本瀧、イネ
イラスト - 荒野
「踊るドラゴン・キャッスル！」に登場。シーボルトの妻と娘。娘のイネはシーボルトの背中に背負われている。
乙姫清姫 / バーサーカー
声 - 種田梨沙 / イラスト - BLACK
「踊るドラゴン・キャッスル！」に登場。『浦島太郎』の登場人物・乙姫が清姫の霊基を借りる形で召喚された存在。
海幸彦 / ライダー
イラスト - 岡崎武士
「踊るドラゴン・キャッスル！」に登場。
テオドルス・ヴァン・ゴッホ / バーサーカー
イラスト - きばどりリュー
「題材と〇〇の問題」より登場。ゴッホの弟。
外宇宙の邪神がゴッホとクリュティエを混ぜた際に機能不全を起こした時の安全装置として密かに仕込んでいた幻霊。
イベント「ミステリーハウス・クラフターズ」では、アポロンによってゴッホとの繋がりを解除され、独自に行動していた。アポロンの「疫病を司る神」としての側面を借りた姿「テオ＝アポロン」と、ツタンカーメンの霊基をのっとった「テオ＝ツタンカーメン」として敵対する。
ダイダロス & ナウクラテー / バーサーカー
声 - 大橋歩夕(ナウクラテー) / イラスト - 中山徹
「ミステリーハウス・クラフターズ」に登場。ギリシャ神話に登場する大工とその妻。本作において後者は英霊ではなく機械人形となっている。
ダイダロスは自分の腕以外は不要として英霊の座にも腕のみが登録されている。そのため会話ができないため顕界する度に機械人形のナウクラテーを組み立て、彼女を介すことで話をする。ナウクラテーは壊されると新しく作り直されているが、壊される直前までの記録を引き継いでいる。
ザッハーク
イラスト - しまどりる
「育て！マイ・リトル・ドラゴン」に登場。ペルシャ（イラン）の叙事詩「シャー・ナーメ」に登場する両肩に蛇を生やした王。
舞台となる大陸ほどの大きさを蛇の主であり、特異点の王でもある。
おみぃさん
「育て！マイ・リトル・ドラゴン」に登場。真名は蛇女房。異類婚姻譚の一つである蛇女房の逸話が集まって形となったもの。
チビーネ
イラスト - いみぎむる
「育て！マイ・リトル・ドラゴン」に登場。ビショーネが召喚された時からあった卵から孵化した竜。

#### ぐだぐだシリーズ
ちびノブ
声 - 釘宮理恵 他 / イラスト - 経験値
ぐだぐだシリーズに登場。織田信長の姿をした謎のナマモノ。イベントごとにバリエーションが増えていく。力そのものは一般人以上なのと味方にすれば有能かつ戦力として使えると評されている。
信勝の攻撃演出に出てくるのは邪馬台国時点での最新仕様のちびノブと説明されている。
グッズ化
グッドスマイルカンパニーのフィギュア「figma セイバー/沖田総司」にて、「金のちびノブ」と「銀のちびノブ」が付属している。
奄美（あまみ）少将 / 明智光秀（あけち みつひで） / キャスター
イラスト - 春野友矢
「ぐだぐだ帝都聖杯奇譚」、「ぐだぐだファイナル本能寺2019」に登場。当初は奄美少将を名乗っていたが、実際はキャスターのサーヴァント。織田四天王と織田五大将の一角にして、本能寺の変の首謀者。作中では信長を盲信的に崇拝し、南光坊天海を名乗り暗躍する。たとえ信長の話すことであってもサル（豊臣秀吉）の話は聞きたくないなど相当の秀吉嫌い。
柴田勝家（しばた かついえ）/ バーサーカー
イラスト - 黒瀬浩介
「ぐだぐだファイナル本能寺2019」に登場。織田四天王と織田五大将の一角にして、茶々の継父。
マックスウェルの悪魔（マックスウェルのあくま） / キャスター
イラスト - 池澤真
「ぐだぐだファイナル本能寺2019」に登場。ジェームズ・クラーク・マクスウェルが熱力学第二法則に疑問を抱いたことから始まる思考実験で提唱した存在。召喚された時代が現代より前ならば無類の強さを誇る。
芹沢鴨（せりざわ かも） / セイバー
イラスト - 下越
「ぐだぐだ邪馬台国2020」に登場。新選組の前局長。
邪馬台国に滅ぼされた狗奴国の怨念に召喚された反英雄で、彼らに協力すると同時に利用するつもりで行動していた。最終決戦では狗奴国の王・クコチヒコと同化して登場する。
クコチヒコ / セイバー
声 - 間宮康弘 / イラスト - 下越
「ぐだぐだ邪馬台国2020」に登場。芹沢鴨と同化した狗奴国の王。巨大な怨霊のような姿。卑弥呼に浄化され消滅した。
「ぐだぐだ新邪馬台国」では獣人の姿で登場。狗奴国の神・祖獣を蘇らせるために石田三成や千利休に協力していた。本来は卑弥呼に浄化されたことでそのまま消えるはずであったが、芹沢鴨か首から下の肉体を借り受けたことで現界に至った。
武市瑞山（たけち ずいざん）
イラスト - 小宮国春
「ぐだぐだ龍馬危機一髪」に登場。土佐勤王党の盟主。
田中新兵衛（たなか しんべえ） / アサシン
声 - 森田了介 / イラスト - 巖本英利
「ぐだぐだ龍馬危機一髪」に登場。幕末四大人斬りの一人。
石田三成（いしだ みつなり）
イラスト - pako
「ぐだぐだ新邪馬台国」に登場。豊臣五奉行の一人。
明里（あけさと）
イラスト - きばどりリュー
「ぐだぐだ新邪馬台国」に登場。山南敬助の馴染みの芸妓。有名な「格子戸の別れ」を交わさないまま別れているため、彼への未練から一人現世を彷徨っていた。
シュシャ
イラスト - 津留崎優
「ぐだぐだ新邪馬台国」に登場。記憶を失った謎の少年。
その正体は夭折した秀吉と茶々最初の子である捨（鶴丸）。
伊東甲子太郎（いとう かしたろう）
イラスト - 赤岸K
「ぐだぐだ超五稜郭」に登場。元新選組参謀で御陵衛士の盟主。
服部武雄（はっとり たけお） / セイバー
声 - 山野井仁 / イラスト - ケースワベ
「ぐだぐだ超五稜郭」に登場。元新選組隊士で御陵衛士の一人。伊東に忠義を尽くす武人。
今川義元（いまがわ よしもと） / 今川氏真（いまがわ うじざね） / アーチャー
声 - 千葉一伸 / イラスト - nあくた
「ぐだぐだ超五稜郭」に登場。今川家第11代当主。
義元を名乗っているが、その正体は息子である今川氏真。父の義元を概念として纏うことで真名を隠していた。
青岩院（せいがんいん）
「ぐだぐだ超五稜郭」に登場。長尾景虎の生母。特異点では北の軍神こと本来なるべきはずだった「戦の裁定者」上杉謙信の正体。

## サーヴァント
主人公が召喚し使役する「英霊」たち。本作オリジナル以外のキャラクターの詳細は、初出として示されている記事を参照。レア度は上からSSR・SR・R・UC・Cの5段階。ただし、アンリマユのみ例外的にレア度・なしとして表示される。レア度は星の数で表現されており、星1・星2といった呼び方も使用される。
キャラクターの立ち絵イラスト（セイントグラフ）はレベル上限解放（霊基再臨）を行うごとに変化していき（レベル上限解放は四段階、イラスト変化は三段階）、バトル中のキャラクターグラフィックもそれに合わせて変化する。最終再臨を行うことで立ち絵イラストから一枚絵のイラストに変化する。
第1部、第2部のサーヴァントたちは登場時にすでに真名が開示されている状態だが、1.5部に登場する新規サーヴァントは、それぞれ対応するメインシナリオの特定ステージをクリアするまで真名が伏せられた状態で登場する。伏せられた状態ではプロフィールが閲覧できず、ボイスも一部が専用のものに差し替えられた状態になるが、真名が判明するステージをクリアすることでプロフィールが解禁され、本来のボイスが用いられるようになる。2019年以降のイベントより方針が変わり真名は明かされている。
また、シナリオの都合上、実装済みのサーヴァントが本来とは別の名称・能力を持ったキャラクターとして登場する場合があるほか、シーズンイベントなどで別衣装に着替えることによってクラスチャンジしたサーヴァントとしても実装されていることがある。同じく実装済みキャラクターを別衣装グラフにすることができる特別アイテム「霊衣」と違って、クラスチェンジを伴う別衣装は呪術・薬・何らかのアクシデント・イベントの大任の委譲などによる「霊基の改変」がなされたという設定になっている。さらに、キャラクター元になっている歴史人物や神話・伝説人物が男性であっても女性として登場している場合があり、製作的には男性キャラクターへの数的な偏りを防ぐためだが、作中の物語の歴史では女性であったり、女性として存在する並行世界からの召喚、著名縁者男性から名前を借り受けた女性、活動を共にした親類縁者の女性や、同じ人物に向ける強い感情や、受けた仕打ちやが似通った存在である女性の複合であるといったように何らかの理由付けがなされており、原型となった一人物から男女双方のキャラクターが実装されているケースもある。同じく一人物の年齢・世代の違うキャラクターとして別々に実装されてもいる。
なお、北米版および簡中版ではセイントグラフなどが修正されている。特に後者は中華圏サーヴァントの真名も封印され別の名称に差し替えられている。
- 備考凡例
  - （別）：実装済み、または既存作品に登場するサーヴァントが別クラスまたは別状態の別個体として実装されたサーヴァント。
  - （異）：上記のうち、季節限定ガチャ・イベントなどで実装されたサーヴァント。設定上は衣装などのグラフィックとクラスを変えた体裁の同一個体で、毎年恒例となっているサマーイベントの水着姿や、ハロウィン、クリスマスイベントなどで主に女性キャラクターが対象となり実装される。
  - （疑）：Fateシリーズに登場した人間（オリジナル・キャラクター）を依り代とする疑似サーヴァント。備考欄に基となったキャラクターを記載。疑似サーヴァントについては作中用語を参照。
  - （配）：イベントもしくは一部のメインストーリーにおいてクエストクリア報酬として配布されるサーヴァント。さらにミッションクリアにより最大計5体配布され、レベル段階を上げるために報酬として当該イベントにおいてのみ獲得可能なアイテムが必要で、ガチャでは排出されない。また、再臨時のセイントグラフの変化がなく、初期イラストと最終再臨イラストの2枚のみとなっている。なお、アルトリア・ペンドラゴン〔リリィ〕は例外的にフレンドポイント召喚に追加実装されており、入手が可能。ハベトロットと岸波白野(男/女)は特定のメインクエストをクリアすることで1枚配布され、以後はフレンドポイント召喚でのみ入手可能。

### オリジナルサーヴァント
セイバー / アーチャー / ランサー / ライダー / キャスター / アサシン / バーサーカー / エクストラ

#### セイバー
| レア度 | 真名                                 | 声優                                      | イラスト       | 初登場シナリオ                                                  | 備考         |
| ------ | ------------------------------------ | ----------------------------------------- | -------------- | --------------------------------------------------------------- | ------------ |
| R      | ガイウス・ユリウス・カエサル         | 置鮎龍太郎                                | しまどりる     | 第二特異点 永続狂気帝国 セプテム                                |              |
| SSR    | アルテラ                             | 能登麻美子                                | huke           | 第二特異点 永続狂気帝国 セプテム                                |              |
| R      | ジル・ド・レェ                       | 鶴岡聡                                    | 真じろう       | 第一特異点 邪竜百年戦争 オルレアン                              | （別）       |
| SR     | シュヴァリエ・デオン                 | 斎藤千和                                  | 森山大輔       | 第一特異点 邪竜百年戦争 オルレアン                              |              |
| R      | フェルグス・マック・ロイ             | 黒田崇矢                                  | Bすけ          | スカサハ体験クエスト                                            |              |
| SR     | ラーマ                               | 沢城みゆき                                | 輪くすさが     | 第五特異点 北米神話大戦 イ・プルーリバス・ウナム                |              |
| SR     | ランスロット                         | 置鮎龍太郎                                | しまどりる     | 第六特異点 神聖円卓領域 キャメロット                            | （別）       |
| SR     | エリザベート・バートリー〔ブレイブ〕 | 大久保瑠美                                | ワダアルコ     | ハロウィン・カムバック！ 超極☆大かぼちゃ村 〜そして冒険へ……〜   | （異）（配） |
| SSR    | 宮本武蔵                             | 佐倉綾音                                  | こやまひろかず | 宮本武蔵体験クエスト                                            | [ 注 38 ]    |
| SR     | フランケンシュタイン                 | 野中藍                                    | 岡崎武士       | デッドヒート・サマーレース！ 〜夢と希望のイシュタルカップ2017〜 | （異）       |
| SR     | 柳生但馬守宗矩                       | 山路和弘                                  | 古海鐘一       | 宮本武蔵体験クエスト                                            |              |
| SR     | 女王メイヴ                           | 佐倉綾音                                  | 高山箕犀       | サーヴァント・サマー・フェスティバル！                          | （異）       |
| SR     | ディルムッド・オディナ               | 緑川光                                    | Azusa          | 双剣、来たる                                                    | （別）       |
| SR     | 蘭陵王                               | 森なな子                                  | hou            | Lostbelt No.3 人知統合真国 シン                                 |              |
| SSR    | 紅閻魔                               | 久野美咲                                  | 原田たけひと   | 雀のお宿の活動日誌 〜閻魔亭繁盛記〜                             | [ 注 39 ]    |
| SR     | ラクシュミー・バーイー               | 佐藤利奈                                  | 武内崇         | Lostbelt No.4 創世滅亡輪迴 ユガ・クシェートラ                   |              |
| C      | イアソン                             | 保志総一朗                                | BLACK          | 第三特異点 封鎖終局四海 オケアノス                              | [ 注 40 ]    |
| SR     | 葛飾北斎                             | ゆかな                                    | 黒星紅白       | 見参！ ラスベガス御前試合〜水着剣豪七色勝負！                   | （異）（配） |
| SSR    | アストルフォ                         | 大久保瑠美                                | 近衛乙嗣       | クリスマス2019 ナイチンゲールのクリスマスキャロル               | （別）       |
| SSR    | ディオスクロイ                       | 内田雄馬（カストロ） 内田真礼（ポルクス） | タイキ         | Lostbelt No.5 神代巨神海洋アトランティス                        | [ 注 42 ]    |
| SR     | 巴御前                               | 金元寿子                                  | しらび         | サーヴァント・サマーキャンプ！ 〜カルデア・スリラーナイト〜     | （異）       |
| SR     | 斎藤一                               | 石川界人                                  | 池澤真         | 超古代新選組列伝 ぐだぐだ邪馬台国2020                           |              |
| SR     | 渡辺綱                               | 赤羽根健治                                | 左             | 地獄界曼荼羅 平安京 轟雷一閃                                    |              |
| SSR    | 伊吹童子                             | 悠木碧                                    | 本庄雷太       | 地獄界曼荼羅 平安京 轟雷一閃                                    | （異）       |
| SR     | カルナ〔サンタ〕                     | 遊佐浩二                                  | pako           | 栄光のサンタクロース・ロード 〜封じられたクリスマスプレゼント〜 | （異）（配） |
| SSR    | 千子村正                             | 杉山紀彰                                  | 武内崇         | 亜種並行世界 屍山血河舞台 下総国                                | （疑）       |
| SR     | 妖精騎士ガウェイン / バーゲスト      | 井上麻里奈                                | めろん22       | Lostbelt No.6 妖精円卓領域 アヴァロン・ル・フェ                 | [ 注 45 ]    |
| SSR    | 沖田総司〔オルタ〕                   | 悠木碧                                    | 武内崇         | カルデア・サマーアドベンチャー！ 〜夢追う少年と夢見る少女〜     | （異）       |
| SSR    | 徴姉妹                               | 近藤玲奈（徴側） 伊藤かな恵（徴弐）       | 竹             | 水怪クライシス 無垢なる者たちの浮島                             | [ 注 48 ]    |
| SR     | ローラン                             | 寺島拓篤                                  | 坂本みねぢ     | ローランを待ちながら                                            |              |
| SR     | ガレス                               | 桑原由気                                  | ネコタワワ     | アークティック・サマーワールド！ 〜カルデア真夏の魔園観光〜     | （別）       |
| SR     | 山南敬助                             | 平川大輔                                  | きばどりリュー | 超古代新選組列伝 ぐだぐだ邪馬台国2020                           |              |
| SSR    | メドゥーサ                           | 浅川悠                                    | ホトソウカ     | 奏章I 虚数羅針内界 ペーパームーン                               | （別）       |
| R      | テセウス                             | 江越彬紀                                  | しまどりる     | 聖杯戦線 〜白天の城、黒夜の城〜                                 |              |
| SR     | 黒姫                                 | 黒木ほの香                                | マシマサキ     | 育て！マイ・リトル・ドラゴン 〜鱗ある者たちの見る幻想〜         |              |
| SSR    | パッションリップ                     | 小倉唯                                    | ワダアルコ     | カルデア・U-サマーアイランド 〜大統領は夏の夢を見るか？〜       | （異）       |

#### アーチャー
| レア度 | 真名                                             | 声優                                          | イラスト       | 初登場シナリオ                                                              | 備考                |
| ------ | ------------------------------------------------ | --------------------------------------------- | -------------- | --------------------------------------------------------------------------- | ------------------- |
| SSR    | オリオン                                         | 神奈延年（オリオン） 沢城みゆき（アルテミス） | I-IV           | 月の女神はお団子の夢を見るか？                                              | [ 注 49 ]           |
| SSR    | ニコラ・テスラ                                   | 稲田徹                                        | なまにくATK    | 第四特異点 死界魔霧都市 ロンドン                                            |                     |
| SSR    | アルジュナ                                       | 島﨑信長                                      | pako           | アルジュナ体験クエスト                                                      |                     |
| R      | ビリー・ザ・キッド                               | 高乃麗                                        | 縞うどん       | 第五特異点 北米神話大戦 イ・プルーリバス・ウナム                            |                     |
| SR     | トリスタン                                       | 内山昂輝                                      | 森井しづき     | 第六特異点 神聖円卓領域 キャメロット                                        |                     |
| R      | 俵藤太                                           | 鈴村健一                                      | 下越           | 第六特異点 神聖円卓領域 キャメロット                                        |                     |
| SSR    | アルトリア・ペンドラゴン                         | 川澄綾子                                      | 武内崇         | 夏だ！海だ！開拓だ！ FGO 2016 Summer                                        | （異）              |
| SR     | アン・ボニー & メアリー・リード                  | 野中藍（メアリー） 川澄綾子（アン）           | I-IV           | 夏だ！海だ！開拓だ！ FGO 2016 Summer                                        | （異）              |
| SSR    | イシュタル                                       | 植田佳奈                                      | 森井しづき     | 第七特異点 絶対魔獣戦線 バビロニア                                          | （疑）              |
| SSR    | 新宿のアーチャー / ジェームズ・モリアーティ      | 土師孝也                                      | 本庄雷太       | 亜種特異点I 悪性隔絶魔境 新宿                                               | [ 注 52 ]           |
| SR     | エミヤ〔オルタ〕                                 | 諏訪部順一                                    | 佐々木少年     | 亜種特異点I 悪性隔絶魔境 新宿                                               | （別）              |
| SR     | エレナ・ブラヴァツキー                           | 金元寿子                                      | 松竜           | デッドヒート・サマーレース！ 〜夢と希望のイシュタルカップ2017〜             | （異）              |
| SR     | アーチャー・インフェルノ / 巴御前                | 金元寿子                                      | しらび         | 亜種並行世界 屍山血河舞台 下総国                                            |                     |
| SR     | アルテラ・ザ・サン〔タ〕                         | 能登麻美子                                    | huke           | 冥界のメリークリスマス                                                      | （異）（配）        |
| SSR    | ナポレオン                                       | 日野聡                                        | Ryota-H        | Lostbelt No.2 無間氷焔世紀 ゲッテルデメルング                               |                     |
| SSR    | ジャンヌ・ダルク                                 | 坂本真綾                                      | 武内崇         | サーヴァント・サマー・フェスティバル！                                      | （異）              |
| R      | ウィリアム・テル                                 | 藤井隼                                        | 高橋慶太郎     | Lostbelt No.4 創世滅亡輪迴 ユガ・クシェートラ                               |                     |
| SR     | アシュヴァッターマン                             | 鈴木達央                                      | pako           | Lostbelt No.4 創世滅亡輪迴 ユガ・クシェートラ                               |                     |
| UC     | パリス                                           | 寺崎裕香                                      | 輪くすさが     | クリスマス2019 ナイチンゲールのクリスマスキャロル                           | [ 注 53 ]           |
| SR     | 刑部姫                                           | 福圓美里                                      | 森山大輔       | 見参！ ラスベガス御前試合〜水着剣豪七色勝負！                               | （異）              |
| SR     | カラミティ・ジェーン                             | 東山奈央                                      | Bすけ          | セイバーウォーズ2 〜始まりの宇宙へ〜                                        |                     |
| SR     | ナイチンゲール〔サンタ〕                         | 沢城みゆき                                    | 高橋慶太郎     | クリスマス2019 ナイチンゲールのクリスマスキャロル                           | （異）（配）        |
| SSR    | 超人オリオン                                     | 神奈延年                                      | I-IV           | Lostbelt No.5 神代巨神海洋アトランティス                                    | （別）              |
| SSR    | 清少納言                                         | ファイルーズあい                              | Mika Pikazo    | バレンタイン2020 いみじかりしバレンタイン 〜紫式部と5人のパリピギャル軍団〜 |                     |
| SR     | イリヤスフィール・フォン・アインツベルン         | 門脇舞以                                      | ひろやまひろし | サーヴァント・サマーキャンプ！ 〜カルデア・スリラーナイト〜                 | （異）              |
| C      | 織田信勝                                         | 山下大輝                                      | pako           | ぐだぐだ明治維新                                                            | [ 注 56 ] [ 注 57 ] |
| SR     | 妖精騎士トリスタン / バーヴァン・シー            | 和氣あず未                                    | 望月けい       | Lostbelt No.6 妖精円卓領域 アヴァロン・ル・フェ                             | [ 注 45 ]           |
| SR     | アナスタシア & ヴィイ                            | 原由実                                        | sime           | カルデア・サマーアドベンチャー！ 〜夢追う少年と夢見る少女〜                 | （異）              |
| SR     | ゼノビア                                         | 庄司宇芽香                                    | 西出ケンゴロー | ハロウィン・ライジング！ 〜砂塵の女王と暗黒の使者〜                         |                     |
| SSR    | 源為朝                                           | 乃村健次                                      | Dd             | 死想顕現界域 トラオム 或る幻想の生と死                                      |                     |
| SSR    | 高杉晋作                                         | 柿原徹也                                      | TAKOLEGS       | 昭和キ神計画 ぐだぐだ龍馬危機一髪！ 消えたノッブヘッドの謎                  |                     |
| SSR    | ドゥルガー / カーリー                            | 下屋則子                                      | STAR影法師     | 奏章I 虚数羅針内界 ペーパームーン                                           | （疑）              |
| SR     | UDK-バーゲスト / バーゲスト / 妖精騎士バーゲスト | 井上麻里奈                                    | めろん22       | サーヴァント・サマー・フェスティバル2023！                                  | （別）              |
| R      | 杉谷善住坊                                       | 後藤邑子                                      | 武中英雄       | 死想顕現界域 トラオム 或る幻想の生と死                                      |                     |
| SR     | 雑賀孫一                                         | 大空直美                                      | しらび         | 激走！川中島24時 ぐだぐだ超五稜郭 殺しのサインはM51                         | （配）              |
| SSR    | ツタンカーメン                                   | 阿部里果                                      | YOCO_N         | ぶち壊せ！ミステリーハウス・クラフターズ 〜星の鉱員と日の出の翼〜           |                     |

#### ランサー
| レア度 | 真名                                     | 声優                                                             | イラスト       | 初登場シナリオ                                                    | 備考         |
| ------ | ---------------------------------------- | ---------------------------------------------------------------- | -------------- | ----------------------------------------------------------------- | ------------ |
| UC     | レオニダス一世                           | 三木眞一郎                                                       | 縞うどん       | 第二特異点 永続狂気帝国 セプテム                                  |              |
| R      | ロムルス                                 | 置鮎龍太郎                                                       | こやまひろかず | 第二特異点 永続狂気帝国 セプテム                                  |              |
| R      | ヘクトール                               | 安井邦彦                                                         | BLACK          | 第三特異点 封鎖終局四海 オケアノス                                |              |
| SSR    | スカサハ                                 | 能登麻美子                                                       | こやまひろかず | スカサハ体験クエスト                                              |              |
| SR     | アルトリア・ペンドラゴン〔オルタ〕       | 川澄綾子                                                         | 石田あきら     | 第四特異点 死界魔霧都市 ロンドン                                  | （別）       |
| SR     | フィン・マックール                       | 三木眞一郎                                                       | 森山大輔       | ブリュンヒルデ体験クエスト                                        |              |
| SR     | 神槍 李書文                              | 安井邦彦                                                         | ワダアルコ     | 第五特異点 北米神話大戦 イ・プルーリバス・ウナム                  | （別）       |
| SSR    | アルトリア・ペンドラゴン                 | 川澄綾子                                                         | 石田あきら     | 第六特異点 神聖円卓領域 キャメロット                              | （別）       |
| SSR    | 玉藻の前                                 | 斎藤千和                                                         | ワダアルコ     | 夏だ！海だ！開拓だ！ FGO 2016 Summer                              | （異）       |
| SR     | 清姫                                     | 種田梨沙                                                         | BLACK          | 夏だ！海だ！開拓だ！ FGO 2016 Summer                              | （異）       |
| SR     | ジャンヌ・ダルク・オルタ・サンタ・リリィ | 坂本真綾                                                         | 武内崇         | 二代目はオルタちゃん 〜2016クリスマス〜                           | （異）       |
| SR     | メドゥーサ                               | 浅川悠                                                           | BLACK          | 第七特異点 絶対魔獣戦線 バビロニア                                | （別）       |
| R      | ジャガーマン                             | 伊藤美紀                                                         | 蒼月タカオ     | 第七特異点 絶対魔獣戦線 バビロニア                                | （疑）       |
| SR     | 源頼光                                   | 戸松遥                                                           | 本庄雷太       | デッドヒート・サマーレース！ 〜夢と希望のイシュタルカップ2017〜   | （異）       |
| SR     | パールヴァティー                         | 下屋則子                                                         | 蒼月タカオ     | パールヴァティー体験クエスト                                      | （疑）       |
| R      | 宝蔵院胤舜                               | 浪川大輔                                                         | 松竜           | 亜種並行世界 屍山血河舞台 下総国                                  |              |
| SR     | 哪吒                                     | 小倉唯                                                           | 蒼月タカオ     | 星の三蔵ちゃん、天竺に行く                                        |              |
| SSR    | エレシュキガル                           | 植田佳奈                                                         | 森井しづき     | 第七特異点 絶対魔獣戦線 バビロニア                                | （疑）       |
| SR     | ワルキューレ                             | 田中美海（オルトリンデ） 小松未可子（ヒルド） 雨宮天（スルーズ） | 武内崇         | Lostbelt No.2 無間氷焔世紀 ゲッテルデメルング                     | [ 注 62 ]    |
| SR     | 茨木童子                                 | 東山奈央                                                         | 左             | サーヴァント・サマー・フェスティバル！                            | （異）       |
| SR     | 秦良玉                                   | 下屋則子                                                         | しまどりる     | Lostbelt No.3 人知統合真国 シン                                   |              |
| SSR    | ブラダマンテ                             | 森永千才                                                         | saitom         | クリスマス2018 ホーリー・サンバ・ナイト〜雪降る遺跡と少女騎士〜   |              |
| UC     | ガレス                                   | 桑原由気                                                         | ネコタワワ     | サーヴァント・サマー・フェスティバル！                            |              |
| SR     | 謎のアルターエゴ・Λ                      | 早見沙織                                                         | ワダアルコ     | 見参！ ラスベガス御前試合〜水着剣豪七色勝負！                     | （異）       |
| SR     | カイニス                                 | 小松未可子                                                       | Azusa          | Lostbelt No.1 永久凍土帝国 アナスタシア                           |              |
| SSR    | ロムルス＝クィリヌス                     | 置鮎龍太郎                                                       | こやまひろかず | Lostbelt No.5 神代巨神海洋アトランティス                          | （別）       |
| SR     | 虞美人                                   | 伊瀬茉莉也                                                       | toi8           | サーヴァント・サマーキャンプ！ 〜カルデア・スリラーナイト〜       | （異）（配） |
| SSR    | ヴリトラ                                 | 朝日奈丸佳                                                       | La-na          | 栄光のサンタクロース・ロード 〜封じられたクリスマスプレゼント〜   |              |
| SSR    | 妖精騎士ランスロット / メリュジーヌ      | 高野麻里佳                                                       | CHOCO          | Lostbelt No.6 妖精円卓領域 アヴァロン・ル・フェ                   | [ 注 45 ]    |
| SR     | パーシヴァル                             | 松風雅也                                                         | 白峰           | Lostbelt No.6 妖精円卓領域 アヴァロン・ル・フェ                   |              |
| SSR    | 坂本龍馬                                 | 加瀬康之                                                         | pako           | 昭和キ神計画 ぐだぐだ龍馬危機一髪！ 消えたノッブヘッドの謎        | （別）       |
| SR     | ドン・キホーテ                           | 飛田展男                                                         | 村山竜大       | 死想顕現界域 トラオム 或る幻想の生と死                            | [ 注 66 ]    |
| SSR    | ブリトマート                             | 若林直美                                                         | 松竜           | カルデア妖精騎士杯 〜二代目の凱旋〜                               |              |
| SSR    | ビーマ                                   | 江口拓也                                                         | pako           | ヨハンナさんと未確認の愛 ぶっ壊せ☆ラブラブはぁと大石像            |              |
| SR     | ドブルイニャ・ニキチッチ                 | 峯田茉優                                                         | ろび〜な       | BBプレゼンツ☆セレブサマー・エクスペリエンス！ 〜逆襲のドバイ〜    | （異）       |
| SR     | ヴァン･ゴッホ〔マイナー〕                | 高橋花林                                                         | きばどりリュー | ぶち壊せ！ミステリーハウス・クラフターズ 〜星の鉱員と日の出の翼〜 | （配）（別） |
| SSR    | ビショーネ                               | 市ノ瀬加那                                                       | いみぎむる     | 育て！マイ・リトル・ドラゴン 〜鱗ある者たちの見る幻想〜           |              |
| SR     | アショカ王                               | 小西克幸                                                         | 古海鐘一       | 盈月剣風帖                                                        |              |
| SSR    | インドラ                                 | 井上和彦                                                         | pako           | インドラの大試練 〜巡るブロークン・スカイ〜                       | [ 注 67 ]    |
| SR     | 美遊・エーデルフェルト / 朔月美遊        | 名塚佳織                                                         | ひろやまひろし | カルデア・U-サマーアイランド 〜大統領は夏の夢を見るか？〜         | （異）       |

#### ライダー
| レア度 | 真名                                                | 声優                                | イラスト     | 初登場シナリオ                                                              | 備考               |
| ------ | --------------------------------------------------- | ----------------------------------- | ------------ | --------------------------------------------------------------------------- | ------------------ |
| UC     | エドワード・ティーチ                                | 西前忠久                            | Bすけ        | 第三特異点 封鎖終局四海 オケアノス                                          |                    |
| R      | ブーディカ                                          | 斎藤千和                            | 蒼月タカオ   | 第二特異点 永続狂気帝国 セプテム                                            |                    |
| R      | 牛若丸                                              | 早見沙織                            | 坂本みねぢ   | ぐだぐだ本能寺                                                              |                    |
| R      | アレキサンダー                                      | 坂本真綾                            | BUNBUN       | 第二特異点 永続狂気帝国 セプテム                                            | [ 注 69 ]          |
| SR     | マリー・アントワネット                              | 種田梨沙                            | ギンカ       | 第一特異点 邪竜百年戦争 オルレアン                                          |                    |
| SR     | マルタ                                              | 早見沙織                            | 坂本みねぢ   | 第一特異点 邪竜百年戦争 オルレアン                                          |                    |
| SR     | アン・ボニー & メアリー・リード                     | 野中藍（メアリー） 川澄綾子（アン） | I-IV         | 第三特異点 封鎖終局四海 オケアノス                                          | [ 注 50 ]          |
| SR     | アルトリア・ペンドラゴン〔サンタオルタ〕            | 川澄綾子                            | 武内崇       | ほぼ週間サンタオルタさん                                                    | （異）（配）       |
| SSR    | 女王メイヴ                                          | 佐倉綾音                            | 高山箕犀     | 第五特異点 北米神話大戦 イ・プルーリバス・ウナム                            |                    |
| SR     | 坂田金時                                            | 遊佐浩二                            | 本庄雷太     | 天魔御伽草子 鬼ヶ島                                                         | （別）             |
| SR     | モードレッド                                        | 沢城みゆき                          | 近衛乙嗣     | 夏だ！海だ！開拓だ！ FGO 2016 Summer                                        | （異）             |
| SSR    | ケツァル・コアトル                                  | 遠藤綾                              | 広江礼威     | 第七特異点 絶対魔獣戦線 バビロニア                                          |                    |
| R      | レジスタンスのライダー / クリストファー・コロンブス | 大塚芳忠                            | 元村人       | 亜種特異点II 伝承地底世界 アガルタ                                          |                    |
| SSR    | アルトリア・ペンドラゴン〔オルタ〕                  | 川澄綾子                            | 武内崇       | デッドヒート・サマーレース！ 〜夢と希望のイシュタルカップ2017〜             | （異）             |
| SR     | イシュタル                                          | 植田佳奈                            | 森井しづき   | デッドヒート・サマーレース！ 〜夢と希望のイシュタルカップ2017〜             | （異）（疑）（配） |
| SSR    | イヴァン雷帝                                        | 黒田崇矢                            | danciao      | Lostbelt No.1 永久凍土帝国 アナスタシア                                     |                    |
| SSR    | ネモ                                                | 花守ゆみり                          | DANGERDROP   | Lostbelt No.3 人知統合真国 シン                                             | [ 注 70 ]          |
| R      | 赤兎馬                                              | 緑川光                              | 緑川美帆     | Lostbelt No.3 人知統合真国 シン                                             |                    |
| SSR    | 司馬懿〔ライネス〕                                  | 水瀬いのり                          | 坂本みねぢ   | レディ・ライネスの事件簿                                                    | （疑）             |
| SSR    | レオナルド・ダ・ヴィンチ                            | 坂本真綾                            | 下越         | プロローグ「序/2017年 12月26日」                                            | （別）             |
| C      | バーソロミュー・ロバーツ                            | 小林千晃                            | また         | 惑う鳴鳳荘の考察                                                            |                    |
| SR     | カーミラ                                            | 田中敦子                            | okojo        | 見参！ ラスベガス御前試合〜水着剣豪七色勝負！                               | （異）             |
| R      | マンドリカルド                                      | 増田俊樹                            | ギンカ       | Lostbelt No.5 神代巨神海洋アトランティス                                    |                    |
| SSR    | エウロペ                                            | M・A・O                             | redjuice     | バレンタイン2020 いみじかりしバレンタイン 〜紫式部と5人のパリピギャル軍団〜 |                    |
| SSR    | オデュッセウス                                      | 桐本拓哉                            | redjuice     | Lostbelt No.5 神代巨神海洋アトランティス                                    |                    |
| SR     | 紫式部                                              | 茅野愛衣                            | 本庄雷太     | サーヴァント・サマーキャンプ！ 〜カルデア・スリラーナイト〜                 | （異）             |
| SR     | ハベトロット                                        | 伊藤彩沙                            | ヒライユキオ | Lostbelt No.6 妖精円卓領域 アヴァロン・ル・フェ                             | （配）             |
| SR     | カイニス                                            | 小松未可子                          | Azusa        | カルデア・サマーアドベンチャー！ 〜夢追う少年と夢見る少女〜                 | （異）             |
| SR     | エリザベート・バートリー〔シンデレラ〕              | 大久保瑠美                          | ワダアルコ   | ハロウィン・ライジング！ 〜砂塵の女王と暗黒の使者〜                         | （異）             |
| SSR    | 太公望                                              | 前野智昭                            | およ         | 非霊長生存圏 ツングースカ・サンクチュアリ                                   |                    |
| SR     | ドブルイニャ・ニキチッチ                            | 峯田茉優                            | ろび〜な     | 非霊長生存圏 ツングースカ・サンクチュアリ                                   |                    |
| SSR    | コンスタンティノス11世                              | 神尾晋一郎                          | 倉花千夏     | 15人の理知的なメガネたち                                                    |                    |
| SSR    | 曲亭馬琴                                            | 芹澤優                              | TAKOLEGS     | 南溟弓張八犬伝                                                              | [ 注 73 ]          |
| SR     | 黄飛虎                                              | 笠間淳                              | 荒屋         | 108人のハロウィン・リベリオン！ 〜小竜娘水滸演義〜                          | [ 注 74 ]          |
| SR     | 鈴鹿御前〔サマバケ〕                                | 東山奈央                            | たけのこ星人 | サーヴァント・サマー・フェスティバル2023！                                  | （異）             |
| SSR    | 武田晴信 / 武田信玄                                 | 梅原裕一郎                          | toi8         | 激走！川中島24時 ぐだぐだ超五稜郭 殺しのサインはM51                         |                    |
| SR     | ネモ〔サンタ〕                                      | 花守ゆみり                          | DANGERDROP   | 雪原のメリー・クリスマス2023 〜7days / 8years Snow Carol〜                  | （異）             |
| SSR    | アンドロメダ                                        | 鈴代紗弓                            | lack         | バレンタイン2024 〜チョコレート・リバーのその先に〜                         |                    |
| SR     | クリームヒルト                                      | 古賀葵                              | 近衛乙嗣     | カルデア・U-サマーアイランド 〜大統領は夏の夢を見るか？〜                   | （異）             |

#### キャスター
| レア度 | 真名                                             | 声優       | イラスト       | 初登場シナリオ                                                                          | 備考         |
| ------ | ------------------------------------------------ | ---------- | -------------- | --------------------------------------------------------------------------------------- | ------------ |
| R      | メフィストフェレス                               | 子安武人   | 下越           | 第四特異点 死界魔霧都市 ロンドン                                                        |              |
| C      | ヴォルフガング・アマデウス・モーツァルト         | 関智一     | PFALZ          | 第一特異点 邪竜百年戦争 オルレアン                                                      |              |
| SSR    | 諸葛孔明〔エルメロイII世〕                       | 浪川大輔   | 武内崇         | 第二特異点 永続狂気帝国 セプテム                                                        | （疑）       |
| R      | クー・フーリン                                   | 神奈延年   | また           | 特異点F 炎上汚染都市 冬木                                                               | （別）       |
| SR     | エリザベート・バートリー〔ハロウィン〕           | 大久保瑠美 | ワダアルコ     | 歌うカボチャ城の冒険                                                                    | （異）（配） |
| SR     | メディア〔リリィ〕                               | 野中藍     | こやまひろかず | 第三特異点 封鎖終局四海 オケアノス                                                      | （別）       |
| R      | チャールズ・バベッジ                             | 稲田徹     | I-IV           | 第四特異点 死界魔霧都市 ロンドン                                                        |              |
| SR     | エレナ・ブラヴァツキー                           | 金元寿子   | 松竜           | 第五特異点 北米神話大戦 イ・プルーリバス・ウナム                                        |              |
| SR     | トーマス・エジソン                               | 寺島拓篤   | pako           | 第五特異点 北米神話大戦 イ・プルーリバス・ウナム                                        |              |
| R      | ジェロニモ                                       | 江川央生   | 坂本みねぢ     | 第五特異点 北米神話大戦 イ・プルーリバス・ウナム                                        |              |
| SSR    | 玄奘三蔵                                         | 小松未可子 | 岡崎武士       | 星の三蔵ちゃん、天竺に行く                                                              |              |
| SR     | ニトクリス                                       | 田中美海   | 縞うどん       | 第六特異点 神聖円卓領域 キャメロット                                                    |              |
| SSR    | レオナルド・ダ・ヴィンチ                         | 坂本真綾   | 下越           | 特異点F 炎上汚染都市 冬木                                                               |              |
| SR     | マリー・アントワネット                           | 種田梨沙   | ギンカ         | 夏だ！海だ！開拓だ！ FGO 2016 Summer                                                    | （異）       |
| SR     | ギルガメッシュ                                   | 関智一     | ギンカ         | 第七特異点 絶対魔獣戦線 バビロニア                                                      | （別）       |
| SSR    | 不夜城のキャスター / シェヘラザード              | 井上喜久子 | なまにくATK    | 亜種特異点II 伝承地底世界 アガルタ                                                      |              |
| SSR    | ネロ・クラウディウス                             | 丹下桜     | ワダアルコ     | デッドヒート・サマーレース！ 〜夢と希望のイシュタルカップ2017〜                         | （異）       |
| SR     | オケアノスのキャスター / キルケー                | 茜屋日海夏 | 左             | 亜種特異点IV 禁忌降臨庭園 セイレム                                                      |              |
| SR     | ミドラーシュのキャスター / シバの女王            | 佐藤聡美   | 加藤いつわ     | 亜種特異点IV 禁忌降臨庭園 セイレム                                                      |              |
| SSR    | アナスタシア                                     | 原由実     | sime           | 序/2017年 12月31日                                                                      |              |
| SSR    | スカサハ＝スカディ                               | 能登麻美子 | こやまひろかず | Lostbelt No.2 無間氷焔世紀 ゲッテルデメルング                                           | [ 注 76 ]    |
| SR     | 酒呑童子                                         | 悠木碧     | 本庄雷太       | 神秘の国のONILAND!! 〜鬼の王とカムイの黄金〜                                            | （異）（配） |
| SSR    | 紫式部                                           | 茅野愛衣   | 本庄雷太       | バレンタイン2019 ボイス&レター・これくしょん！〜紫式部と7つの呪本〜                     |              |
| R      | アスクレピオス                                   | 鈴木崚汰   | 悌太           | Lostbelt No.4 創世滅亡輪迴 ユガ・クシェートラ                                           |              |
| SSR    | アルトリア・キャスター                           | 川澄綾子   | 武内崇         | 愛の伝道師アムールちゃんのサン・バレンティーノ！ 〜カルデア・ビター・バレンタイン2021〜 |              |
| SR     | シャルロット・コルデー                           | 堀江由衣   | 蒼月タカオ     | カルデア・サマーアドベンチャー！ 〜夢追う少年と夢見る少女〜                             | （異）       |
| SSR    | 出雲阿国                                         | 上坂すみれ | NOCO           | 昭和キ神計画 ぐだぐだ龍馬危機一髪！ 消えたノッブヘッドの謎                              | [ 注 77 ]    |
| SR     | マルタ〔サンタ〕                                 | 早見沙織   | 坂本みねぢ     | メイキング・クリスマス・パーティー！                                                    | （異）       |
| R      | 張角                                             | 千葉繁     | カワグチタケシ | 死想顕現界域 トラオム 或る幻想の生と死                                                  |              |
| SR     | 武則天                                           | 井澤詩織   | 原田たけひと   | アークティック・サマーワールド！ カルデア真夏の魔園観光〜                               | （別）       |
| SSR    | 雨の魔女トネリコ / 救世主トネリコ / 水妃モルガン | 石川由依   | 武内崇         | サーヴァント・サマー・フェスティバル2023！                                              | （別）       |
| SSR    | 小野小町                                         | 木村珠莉   | 兎ろうと       | 小野小町古今抄 〜雪消月のキラキラ蓮華〜                                                 | [ 注 79 ]    |

#### アサシン
| レア度 | 真名                            | 声優       | イラスト       | 初登場シナリオ                                                  | 備考         |
| ------ | ------------------------------- | ---------- | -------------- | --------------------------------------------------------------- | ------------ |
| R      | 荊軻                            | 田中敦子   | 高橋慶太郎     | 第二特異点 永続狂気帝国 セプテム                                |              |
| UC     | シャルル＝アンリ・サンソン      | 宮野真守   | しまどりる     | 第一特異点 邪竜百年戦争 オルレアン                              |              |
| UC     | ファントム・オブ・ジ・オペラ    | 置鮎龍太郎 | 縞うどん       | 第一特異点 邪竜百年戦争 オルレアン                              |              |
| C      | マタ・ハリ                      | 種田梨沙   | こやまひろかず | 歌うカボチャ城の冒険                                            |              |
| SR     | カーミラ                        | 田中敦子   | okojo          | 第一特異点 邪竜百年戦争 オルレアン                              | [ 注 80 ]    |
| R      | ヘンリー・ジキル&ハイド         | 宮野真守   | 中原           | 第四特異点 死界魔霧都市 ロンドン                                | （別）       |
| SR     | エミヤ〔アサシン〕              | 小山力也   | AKIRA          | Fate/Accel Zero Order                                           | [ 注 81 ]    |
| SSR    | 酒呑童子                        | 悠木碧     | 本庄雷太       | 鬼哭酔夢魔京 羅生門                                             | （規）       |
| R      | 風魔小太郎                      | 花江夏樹   | 佐々木少年     | 天魔御伽草子 鬼ヶ島                                             |              |
| SR     | スカサハ                        | 能登麻美子 | こやまひろかず | 夏だ！海だ！開拓だ！ FGO 2016 Summer                            | （異）（配） |
| SSR    | クレオパトラ                    | 釘宮理恵   | 小松崎類       | ハロウィン・カムバック！ 超極☆大かぼちゃ村 〜そして冒険へ……〜   |              |
| SSR    | “山の翁”                        | 中田譲治   | Ryota-H        | 第六特異点 神聖円卓領域 キャメロット                            |              |
| SR     | 新宿のアサシン / 燕青           | 岡本信彦   | 縞うどん       | 亜種特異点I 悪性隔絶魔境 新宿                                   | [ 注 82 ]    |
| SR     | 不夜城のアサシン / 武則天       | 井澤詩織   | 原田たけひと   | 亜種特異点II 伝承地底世界 アガルタ                              |              |
| SR     | ニトクリス                      | 田中美海   | 縞うどん       | デッドヒート・サマーレース！ 〜夢と希望のイシュタルカップ2017〜 | （異）       |
| SR     | アサシン・パライソ / 望月千代女 | 佐倉綾音   | ひろやまひろし | 亜種並行世界 屍山血河舞台 下総国                                |              |
| SR     | 加藤段蔵                        | 明坂聡美   | 曽我誠         | 亜種並行世界 屍山血河舞台 下総国                                |              |
| SSR    | 刑部姫                          | 福圓美里   | 森山大輔       | ハロウィン・ストライク！ 魔のビルドクライマー/姫路城大決戦      |              |
| SR     | 牛若丸                          | 早見沙織   | 坂本みねぢ     | サーヴァント・サマー・フェスティバル！                          | （異）       |
| SR     | 虞美人                          | 伊瀬茉莉也 | toi8           | Lostbelt No.3 人知統合真国 シン                                 |              |
| SSR    | 李書文                          | 安井邦彦   | ワダアルコ     | Lostbelt No.3 人知統合真国 シン                                 | （別）       |
| SSR    | カーマ                          | 下屋則子   | ReDrop         | 徳川廻天迷宮 大奥                                               | （疑）       |
| C      | シャルロット・コルデー          | 堀江由衣   | 蒼月タカオ     | 見参！ ラスベガス御前試合〜水着剣豪七色勝負！                   |              |
| SR     | オキタ・J・ソウジ / 沖田総司    | 悠木碧     | 武内崇         | 見参！ ラスベガス御前試合〜水着剣豪七色勝負！                   | （異）       |
| SR     | 鬼一法眼                        | 加隈亜衣   | 大森葵         | いざ鎌倉にさよならを 〜Little Big Tengu〜                       | （配）       |
| SSR    | 光のコヤンスカヤ                | 斎藤千和   | ワダアルコ     | マナナン・スーベニア・バレンタイン 〜チョコの樹と女神の選択〜   |              |
| SR     | スルーズ                        | 雨宮天     | 武内崇         | アークティック・サマーワールド！ 〜カルデア真夏の魔園観光〜     | （別）（配） |
| SR     | ヒルド                          | 小松未可子 | 武内崇         | アークティック・サマーワールド！ 〜カルデア真夏の魔園観光〜     | （別）（配） |
| SR     | オルトリンデ                    | 田中美海   | 武内崇         | アークティック・サマーワールド！ 〜カルデア真夏の魔園観光〜     | （別）（配） |
| SSR    | 呼延灼                          | 石見舞菜香 | トリダモノ     | 108人のハロウィン・リベリオン！ 〜小竜娘水滸演義〜              | [ 注 86 ]    |
| SSR    | テスカトリポカ                  | 三上哲     | 田島昭宇       | Lostbelt No.7 黄金樹海紀行 ナウイ・ミクトラン                   |              |
| SR     | ロクスタ                        | 紡木吏佐   | BLACK          | 螺旋証明世界 リリムハーロット 〜喝采なき薔薇〜                  |              |
| SSR    | 果心居士                        | 瀬戸麻沙美 | 米山舞         | 風雲からくりイリヤ城 〜果心居士のささやかな野望〜               |              |
| SR     | 耀星のハサン                    | KENN       | タスクオーナ   | 奏章II 不可逆廃棄孔 イド                                        |              |

#### バーサーカー
| レア度 | 真名                                      | 声優                   | イラスト       | 初登場シナリオ                                                      | 備考         |
| ------ | ----------------------------------------- | ---------------------- | -------------- | ------------------------------------------------------------------- | ------------ |
| SSR    | ヴラド三世                                | 置鮎龍太郎             | 前田浩孝       | 第一特異点 邪竜百年戦争 オルレアン                                  | （別）       |
| C      | アステリオス                              | 鳥海浩輔               | しまどりる     | 第三特異点 封鎖終局四海 オケアノス                                  |              |
| UC     | カリギュラ                                | 鶴岡聡                 | BLACK          | 第二特異点 永続狂気帝国 セプテム                                    |              |
| R      | ダレイオス三世                            | 安井邦彦               | PFALZ          | 第二特異点 永続狂気帝国 セプテム                                    |              |
| R      | 清姫                                      | 種田梨沙               | BLACK          | 第一特異点 邪竜百年戦争 オルレアン                                  |              |
| UC     | エイリーク・ブラッドアクス                | 安井邦彦               | 蒼月タカオ     | 第三特異点 封鎖終局四海 オケアノス                                  |              |
| SR     | タマモキャット                            | 斎藤千和               | ワダアルコ     | 第二特異点 永続狂気帝国 セプテム                                    |              |
| SR     | ベオウルフ                                | 中井和哉               | 下越           | 第五特異点 北米神話大戦 イ・プルーリバス・ウナム                    |              |
| SSR    | ナイチンゲール                            | 沢城みゆき             | 高橋慶太郎     | 監獄塔に復讐鬼は哭く                                                |              |
| SSR    | クー・フーリン〔オルタ〕                  | 神奈延年               | しまどりる     | 第五特異点 北米神話大戦 イ・プルーリバス・ウナム                    | （別）       |
| SSR    | 源頼光                                    | 戸松遥                 | 本庄雷太       | 天魔御伽草子 鬼ヶ島                                                 |              |
| SR     | 茨木童子                                  | 東山奈央               | 左             | 鬼哭酔夢魔京 羅生門                                                 |              |
| SSR    | 謎のヒロインX〔オルタ〕                   | 川澄綾子               | BUNBUN         | 復刻：チョコレート・レディの空騒ぎ -Valentine 2016- 拡大版          | [ 注 88 ]    |
| SSR    | 土方歳三                                  | 星野貴紀               | 余湖裕輝       | ぐだぐだ明治維新                                                    |              |
| SR     | 茶々                                      | 阿澄佳奈               | pako           | ぐだぐだ明治維新                                                    | （配）       |
| SR     | エルドラドのバーサーカー / ペンテシレイア | 嶋村侑                 | 真じろう       | 亜種特異点II 伝承地底世界 アガルタ                                  |              |
| SR     | 織田信長                                  | 釘宮理恵               | pako           | デッドヒート・サマーレース！ 〜夢と希望のイシュタルカップ2017〜     | （異）       |
| SR     | ジャンヌ・ダルク〔オルタ〕                | 坂本真綾               | 武内崇         | サーヴァント・サマー・フェスティバル！                              | （異）（配） |
| SSR    | 項羽                                      | 山寺宏一               | danciao        | Lostbelt No.3 人知統合真国 シン                                     |              |
| SSR    | アルジュナ〔オルタ〕                      | 島﨑信長               | pako           | Lostbelt No.4 創世滅亡輪迴 ユガ・クシェートラ                       | （別）       |
| UC     | サロメ                                    | ブリドカットセーラ恵美 | 下越           | 画竜点睛を欠くべしと人は言う Die Walküre                            |              |
| SSR    | 宮本武蔵                                  | 佐倉綾音               | こやまひろかず | 見参！ ラスベガス御前試合〜水着剣豪七色勝負！                       | （異）       |
| SR     | ブリュンヒルデ                            | 能登麻美子             | 三輪士郎       | サーヴァント・サマーキャンプ！ 〜カルデア・スリラーナイト〜         | （異）       |
| SSR    | ガラテア                                  | 末柄里恵               | 島田フミカネ   | アキハバラ・エクスプロージョン！ 〜願いの街と愛を刻まれた彫像たち〜 |              |
| SSR    | モルガン                                  | 石川由依               | 武内崇         | Lostbelt No.6 妖精円卓領域 アヴァロン・ル・フェ                     |              |
| SR     | 清少納言                                  | ファイルーズあい       | Mika Pikazo    | カルデア・サマーアドベンチャー！ 〜夢追う少年と夢見る少女〜         | （異）       |
| SR     | クリームヒルト                            | 古賀葵                 | 近衛乙嗣       | 死想顕現界域 トラオム 或る幻想の生と死                              |              |
| SSR    | 伊吹童子                                  | 悠木碧                 | 本庄雷太       | アークティック・サマーワールド！ 〜カルデア真夏の魔園観光〜         | （別）       |
| SSR    | 千利休 / 駒姫                             | 園崎未恵               | 色素           | ぶっちぎり茶の湯バトル ぐだぐだ新邪馬台国 〜地獄から帰ってきた男〜  | [ 注 90 ]    |
| SR     | ドゥリーヨダナ                            | 藤沼建人               | pako           | 奏章I 虚数羅針内界 ペーパームーン                                   | [ 注 91 ]    |
| SSR    | アルトリア・キャスター                    | 川澄綾子               | 武内崇         | サーヴァント・サマー・フェスティバル2023！                          | （別）       |
| SR     | 永倉新八                                  | 福西勝也               | 平野稜二       | 激走！川中島24時 ぐだぐだ超五稜郭 殺しのサインはM51                 |              |
| SSR    | ロウヒ                                    | 小原好美               | ぶくろて       | ポホヨラのクリスマス･イブ 夢見るサンタとくるみ割り人形              |              |
| SSR    | リリス                                    | 諸星すみれ             | nipi           | 人類裁決法廷 トリニティ・メタトロス                                 | [ 注 92 ]    |
| SR     | 呼延灼                                    | 石見舞菜香             | トリダモノ     | カルデア・U-サマーアイランド 〜大統領は夏の夢を見るか？〜           | （配）（異） |

#### エクストラ
| レア度   | 真名                 | 声優                | イラスト | 初登場シナリオ            | 備考                |
| -------- | -------------------- | ------------------- | -------- | ------------------------- | ------------------- |
| R SR SSR | マシュ・キリエライト | 種田梨沙 → 高橋李依 | 武内崇   | 特異点F 炎上汚染都市 冬木 | [ 注 93 ] [ 注 94 ] |

| レア度 | 真名                                                        | 声優       | イラスト       | 初登場シナリオ                                                                          | 備考         |
| ------ | ----------------------------------------------------------- | ---------- | -------------- | --------------------------------------------------------------------------------------- | ------------ |
| SR     | マルタ                                                      | 早見沙織   | 坂本みねぢ     | 夏だ！海だ！開拓だ！ FGO 2016 Summer                                                    | （異）       |
| SSR    | シャーロック・ホームズ                                      | 水島大宙   | 山中虎鉄       | 第六特異点 神聖円卓領域 キャメロット                                                    |              |
| SSR    | 始皇帝                                                      | 福山潤     | 東冬           | Lostbelt No.3 人知統合真国 シン                                                         |              |
| SR     | ケツァル・コアトル〔サンバ/サンタ〕                         | 遠藤綾     | 広江礼威       | クリスマス2018 ホーリー・サンバ・ナイト 〜雪降る遺跡と少女騎士〜                        | （異）（配） |
| SR     | アストライア                                                | 伊藤静     | 東冬           | レディ・ライネスの事件簿                                                                | （疑）       |
| SSR    | アルトリア・ペンドラゴン                                    | 川澄綾子   | 石田あきら     | 見参！ ラスベガス御前試合〜水着剣豪七色勝負！                                           | （異）       |
| SSR    | 卑弥呼                                                      | 田村ゆかり | toi8           | 超古代新選組列伝 ぐだぐだ邪馬台国2020                                                   |              |
| SSR    | アムール〔カレン〕 / カレン・C・オルテンシア / ゴッドカレン | 小清水亜美 | 森井しづき     | 愛の伝道師アムールちゃんのサン・バレンティーノ！ 〜カルデア・ビター・バレンタイン2021〜 | （疑）       |
| SR     | レオナルド・ダ・ヴィンチ                                    | 坂本真綾   | 下越           | カルデア・サマーアドベンチャー！ 〜夢追う少年と夢見る少女〜                             | （異）（配） |
| SSR    | ジェームズ・モリアーティ                                    | 伊東健人   | 本庄雷太       | 死想顕現界域 トラオム 或る幻想の生と死                                                  | （別）       |
| SSR    | スカサハ＝スカディ                                          | 能登麻美子 | こやまひろかず | アークティック・サマーワールド！ 〜カルデア真夏の魔園観光〜                             | （別）       |
| SR     | 壱与                                                        | 小澤亜李   | toi8           | 超古代新選組列伝 ぐだぐだ邪馬台国2020                                                   | （配）       |
| SSR    | 女教皇ヨハンナ                                              | 日岡なつみ | 武梨えり       | 死想顕現界域 トラオム 或る幻想の生と死                                                  |              |
| SSR    | メリュジーヌ / メリュジーヌ・オンディーヌ                   | 高野麻里佳 | CHOCO          | サーヴァント・サマー・フェスティバル2023！                                              | （別）       |
| SSR    | 上杉謙信                                                    | 水樹奈々   | 武内崇         | 激走！川中島24時 ぐだぐだ超五稜郭 殺しのサインはM51                                     | （別）       |
| SSR    | メタトロン・ジャンヌ                                        | 坂本真綾   | 近衛乙嗣       | 人類裁決法廷 トリニティ・メタトロス                                                     | （別）       |

| レア度 | 真名                                  | 声優       | イラスト       | 初登場シナリオ                                                 | 備考       |
| ------ | ------------------------------------- | ---------- | -------------- | -------------------------------------------------------------- | ---------- |
| SSR    | 巌窟王 エドモン・ダンテス             | 島﨑信長   | 小松崎類       | 空の境界/the Garden of Order                                   |            |
| SSR    | ジャンヌ・ダルク〔オルタ〕            | 坂本真綾   | 武内崇         | 第一特異点 邪竜百年戦争 オルレアン                             | （別）     |
| SR     | ゴルゴーン                            | 浅川悠     | 下越           | 第七特異点 絶対魔獣戦線 バビロニア                             | [ 注 100 ] |
| SR     | 新宿のアヴェンジャー / ヘシアン・ロボ | 竹内良太   | 下越           | 亜種特異点I 悪性隔絶魔境 新宿                                  | [ 注 101 ] |
| R      | アントニオ・サリエリ                  | 関俊彦     | PFALZ          | Lostbelt No.1 永久凍土帝国 アナスタシア                        |            |
| SSR    | 織田信長 / 織田吉法師 / 魔王信長      | 釘宮理恵   | pako           | ぐだぐだファイナル本能寺2019 オール信長総進撃                  | （別）     |
| SSR    | スペース・イシュタル                  | 植田佳奈   | 森井しづき     | バトル・イン・ニューヨーク2019                                 | [ 注 102 ] |
| SSR    | 平景清                                | 早見沙織   | 坂本みねぢ     | 地獄界曼荼羅 平安京 轟雷一閃                                   | [ 注 103 ] |
| SSR    | カーマ                                | 下屋則子   | ReDrop         | カルデア・サマーアドベンチャー！ 〜夢追う少年と夢見る少女〜    | （異）     |
| SR     | 謎の蘭丸X                             | Machico    | Mika Pikazo    | 昭和キ神計画 ぐだぐだ龍馬危機一髪！ 消えたノッブヘッドの謎     | （配）     |
| SR     | 宇津見エリセ                          | 鬼頭明里   | NOCO           | アークティック・サマーワールド！ 〜カルデア真夏の魔園観光〜    | （別）     |
| SSR    | ニトクリス〔オルタ〕                  | 田中美海   | 縞うどん       | Lostbelt No.7 黄金樹海紀行 ナウイ・ミクトラン                  | （別）     |
| SR     | クロエ・フォン・アインツベルン        | 斎藤千和   | ひろやまひろし | サーヴァント・サマー・フェスティバル2023！                     | （別）     |
| SSR    | 源頼光/丑御前                         | 戸松遥     | 本庄雷太       | 盈月剣風帖                                                     | （別）     |
| SSR    | マリー・アントワネット〔オルタ〕      | 種田梨沙   | ギンカ         | 奏章II 不可逆廃棄孔 イド                                       | （別）     |
| SSR    | 巌窟王 モンテ・クリスト               | 島崎信長   | 兎ろうと       | 奏章II 不可逆廃棄孔 イド                                       | （別）     |
| SR     | 徐福                                  | 和多田美咲 | TAKOLEGS       | BBプレゼンツ☆セレブサマー・エクスペリエンス！ 〜逆襲のドバイ〜 | （別）     |

| レア度 | 真名                                           | 声優                                | イラスト   | 初登場シナリオ                                                | 備考   |
| ------ | ---------------------------------------------- | ----------------------------------- | ---------- | ------------------------------------------------------------- | ------ |
| SR     | メカエリチャン                                 | 大久保瑠美                          | ワダアルコ | ハロウィン・ストライク！ 魔のビルドクライマー/姫路城大決戦    | （配） |
| SR     | メカエリチャンII号機                           | 大久保瑠美                          | ワダアルコ | ハロウィン・ストライク！ 魔のビルドクライマー/姫路城大決戦    | （配） |
| SSR    | シトナイ                                       | 門脇舞以                            | BLACK      | Lostbelt No.2 無限氷焔世紀 ゲッテルデメルング                 | （疑） |
| SSR    | 蘆屋道満                                       | 森川智之                            | 古海鐘一   | 亜種並行世界 屍山血河舞台 下総国                              |        |
| SSR    | マナナン・マク・リール〔バゼット〕             | 生天目仁美                          | 林けゐ     | マナナン・スーベニア・バレンタイン 〜チョコの樹と女神の選択〜 | （疑） |
| SR     | 太歳星君                                       | 南央美（少年） 河西健吾（青年）     | 竹         | 水怪クライシス 無垢なる者たちの浮島                           | （配） |
| SSR    | スーパーバニヤン                               | 小見川千明                          | リヨ       | 連続活劇神話 ミシシッピ★ミササイザーズ                        | （別） |
| R      | 徐福                                           | 和多田美咲                          | TAKOLEGS   | サーヴァント・サマーキャンプ！ 〜カルデア・スリラーナイト〜   |        |
| SSR    | グレゴリー・ラスプーチン / 言峰神父 / 言峰綺礼 | 中田譲治                            | 武内崇     | 序/2017年12月26日                                             | （疑） |
| SSR    | ひびき&千鍵 / 阿曇磯良 / シリウス              | 本多陽子（ひびき） 仙台エリ（千鍵） | Anmi       | 踊るドラゴン・キャッスル！ 〜深海の姫君とふたつの宝玉〜       | （疑） |

| レア度 | 真名                               | 声優       | イラスト   | 初登場シナリオ                                                 | 備考   |
| ------ | ---------------------------------- | ---------- | ---------- | -------------------------------------------------------------- | ------ |
| SSR    | BB                                 | 下屋則子   | ワダアルコ | サーヴァント・サマー・フェスティバル！                         | （異） |
| SSR    | 大いなる石像神 / ジナコ＝カリギリ  | 悠木碧     | ワダアルコ | Lostbelt No.4 創世滅亡輪迴 ユガ・クシェートラ                  | （疑） |
| SSR    | 殺生院キアラ                       | 田中理恵   | ワダアルコ | サーヴァント・サマーキャンプ！ 〜カルデア・スリラーナイト〜    | （異） |
| SSR    | BBドバイ / BBコスモ / ゴールデンBB | 下屋則子   | ワダアルコ | BBプレゼンツ☆セレブサマー・エクスペリエンス！ 〜逆襲のドバイ〜 | （異） |
| SR     | テノチティトラン                   | 本多真梨子 | 西藤浩樹   | BBプレゼンツ☆セレブサマー・エクスペリエンス！ 〜逆襲のドバイ〜 | （異） |
| SSR    | 玉兎 / 両儀式 / 玉兎輝夜           | 坂本真綾   | 武内崇     | カルデア・U-サマーアイランド 〜大統領は夏の夢を見るか？〜      | （異） |

| レア度 | 真名                           | 声優       | イラスト       | 初登場シナリオ                                                              | 備考         |
| ------ | ------------------------------ | ---------- | -------------- | --------------------------------------------------------------------------- | ------------ |
| SSR    | アビゲイル・ウィリアムズ       | 大和田仁美 | 黒星紅白       | 亜種特異点IV 禁忌降臨庭園 セイレム                                          |              |
| SSR    | 葛飾北斎                       | ゆかな     | 黒星紅白       | 葛飾北斎体験クエスト                                                        | [ 注 41 ]    |
| SR     | 謎のヒロインXX                 | 川澄綾子   | BUNBUN         | サーヴァント・サマー・フェスティバル！                                      | （異）       |
| SSR    | 楊貴妃                         | 佳村はるか | 黒星紅白       | バレンタイン2020 いみじかりしバレンタイン 〜紫式部と5人のパリピギャル軍団〜 |              |
| SSR    | ボイジャー                     | 井口裕香   | NOCO           | Fate/Requiem 盤上遊戯黙示録                                                 | （別）       |
| SSR    | アビゲイル・ウィリアムズ〔夏〕 | 大和田仁美 | 黒星紅白       | サーヴァント・サマーキャンプ！ 〜カルデア・スリラーナイト〜                 | （異）       |
| SSR    | ヴァン・ゴッホ                 | 高橋花林   | きばどりリュー | 虚数大海戦イマジナリ･スクランブル 〜ノーチラス浮上せよ〜                    | [ 注 114 ]   |
| SR     | 謎のアイドルX〔オルタ〕        | 川澄綾子   | BUNBUN         | 輝け！グレイルライブ!! 〜鶴のアイドル恩返し〜                               | （異）（配） |
| SSR    | ジャック・ド・モレー           | 青木志貴   | 黒星紅白       | ハロウィン・ライジング！ 〜砂塵の女王と暗黒の使者〜                         | [ 注 116 ]   |
| SSR    | 闇のコヤンスカヤ               | 斎藤千和   | ワダアルコ     | マナナン・スーベニア・バレンタイン 〜チョコの樹と女神の選択〜               |              |
| SSR    | ククルカン                     | 諏訪彩花   | 広江礼威       | Lostbelt No.7 黄金樹海紀行 ナウイ・ミクトラン                               |              |
| SR     | ノクナレア・ヤラアーンドゥ     | 佐倉綾音   | 高山箕犀       | Lostbelt No.6 妖精円卓領域 アヴァロン・ル・フェ                             | [ 注 117 ]   |
| SSR    | ワンジナ                       | 春野杏     | 小梅けいと     | サーヴァント・サマー・フェスティバル2023！                                  |              |
| SR     | 謎のヒロインXX〔オルタ〕       | 川澄綾子   | BUNBUN         | BBプレゼンツ☆セレブサマー・エクスペリエンス！ 〜逆襲のドバイ〜              | （異）       |

| レア度 | 真名                                                           | 声優       | イラスト   | 初登場シナリオ                                              | 備考       |
| ------ | -------------------------------------------------------------- | ---------- | ---------- | ----------------------------------------------------------- | ---------- |
| SSR    | オベロン                                                       | 豊永利行   | 羽海野チカ | Lostbelt No.6 妖精円卓領域 アヴァロン・ル・フェ             | [ 注 119 ] |
| SR     | ヘファイスティオン                                             | 大地葉     | 坂本みねぢ | 復刻版：レディ・ライネスの事件簿 -Plus Episode-             | （別）     |
| SSR    | レディ・アヴァロン                                             | 川澄綾子   | タイキ     | アークティック・サマーワールド！ 〜カルデア真夏の魔園観光〜 | [ 注 121 ] |
| SR     | 九紋竜エリザ                                                   | 大久保瑠美 | ワダアルコ | 108人のハロウィン・リベリオン！ 〜小竜娘水滸演義〜          | （配）     |
| SR     | トラロック / ウィツィロポチトリ / テノチティトラン             | 本多真梨子 | 西藤浩樹   | Lostbelt No.7 黄金樹海紀行 ナウイ・ミクトラン               | [ 注 124 ] |
| SR     | ケット・クー・ミコケル / バーヴァン・シー / 妖精騎士トリスタン | 和氣あず未 | 望月けい   | サーヴァント・サマー・フェスティバル2023！                  | （別）     |
| SR     | アレッサンドロ・ディ・カリオストロ                             | 竹内良太   | 兎ろうと   | 奏章II 不可逆廃棄孔 イド                                    |            |
| SR     | アビゲイル・ウィリアムズ〔サンタ〕                             | 大和田仁美 | 黒星紅白   | ポホヨラのクリスマス･イブ 夢見るサンタとくるみ割り人形      | （配）     |
| SSR    | ダンテ・アリギエーリ                                           | 千葉翔也   | 白浜鴎     | 彼の名はダンテ 〜ホテル・デノヴォのコンシェルジュ〜         |            |
| SSR    | テュフォン・エフェメロス                                       | 山根綺     | ホトソウカ | 聖杯戦線 〜白天の城、黒夜の城〜                             |            |

| レア度 | 真名                                                               | 声優     | イラスト   | 初登場シナリオ                                                 | 備考       |
| ------ | ------------------------------------------------------------------ | -------- | ---------- | -------------------------------------------------------------- | ---------- |
| SSR    | エレシュキガル / アンキ・エレシュキガル / スペース・エレシュキガル | 植田佳奈 | 森井しづき | BBプレゼンツ☆セレブサマー・エクスペリエンス！ 〜逆襲のドバイ〜 | （別）     |
| SSR    | U-オルガマリー / オルガマリー・アニムスフィア                      | 米澤円   | 武内崇     | Lostbelt No.5 星間都市山脈 オリュンポス                        | [ 注 125 ] |

### 既存キャラクター
『Fate/stay night』を始めとする、TYPE-MOONの関連作品を初出とするキャラクター。没キャラクターやイラストのみの企画キャラクターなど、実質的に本作が初登場となっているキャラクターも一部含む。
| レア度 | クラス名     | 真名                               | 声優       | イラスト     | 初登場シナリオ                       | 備考 |
| ------ | ------------ | ---------------------------------- | ---------- | ------------ | ------------------------------------ | ---- |
| SSR    | セイバー     | アルトリア・ペンドラゴン           | 川澄綾子   | 武内崇       | ぐだぐだ本能寺                       |      |
| SR     | セイバー     | アルトリア・ペンドラゴン〔オルタ〕 | 川澄綾子   | 武内崇       | 特異点F 炎上汚染都市 冬木            |      |
| SR     | アーチャー   | エミヤ                             | 諏訪部順一 | 武内崇       | ぐだぐだ本能寺                       |      |
| SSR    | アーチャー   | ギルガメッシュ                     | 関智一     | 武内崇       | ぐだぐだ本能寺                       |      |
| R      | ランサー     | クー・フーリン                     | 神奈延年   | 武内崇       | ぐだぐだ本能寺                       |      |
| R      | ライダー     | メドゥーサ                         | 浅川悠     | 武内崇       | ぐだぐだ本能寺                       |      |
| R      | キャスター   | メディア                           | 田中敦子   | ネコタワワ   | ぐだぐだ本能寺                       |      |
| C      | アサシン     | 佐々木小次郎                       | 三木眞一郎 | また         | 月の女神はお団子の夢を見るか？       |      |
| UC     | アサシン     | 呪腕のハサン                       | 稲田徹     | タスクオーナ | 第六特異点 神聖円卓領域 キャメロット |      |
| SR     | バーサーカー | ヘラクレス                         | 西前忠久   | Azusa        | 第三特異点 封鎖終局四海 オケアノス   |      |

| レア度 | クラス名   | 真名             | 声優     | イラスト     | 初登場シナリオ                                   | 備考       |
| ------ | ---------- | ---------------- | -------- | ------------ | ------------------------------------------------ | ---------- |
| R      | セイバー   | ベディヴィエール | 宮野真守 | 天空すふぃあ | 第六特異点 神聖円卓領域 キャメロット             |            |
| SSR    | キャスター | マーリン         | 櫻井孝宏 | タイキ       | 第五特異点 北米神話大戦 イ・プルーリバス・ウナム | [ 注 126 ] |

| レア度 | クラス名       | 真名         | 声優     | イラスト     | 初登場シナリオ                     | 備考 |
| ------ | -------------- | ------------ | -------- | ------------ | ---------------------------------- | ---- |
| R      | アーチャー     | エウリュアレ | 浅川悠   | AKIRA        | 第三特異点 封鎖終局四海 オケアノス |      |
| SR     | アサシン       | ステンノ     | 浅川悠   | AKIRA        | 第二特異点 永続狂気帝国 セプテム   |      |
| R      | アーチャー     | 子ギル       | 遠藤綾   | 天空すふぃあ | 天草四郎体験クエスト               |      |
| －     | アヴェンジャー | アンリマユ   | 寺島拓篤 | ネコタワワ   | Fate/Accel Zero Order              |      |

| レア度 | クラス名 | 真名                               | 声優     | イラスト | 初登場シナリオ                        | 備考   |
| ------ | -------- | ---------------------------------- | -------- | -------- | ------------------------------------- | ------ |
| SR     | セイバー | アルトリア・ペンドラゴン〔リリィ〕 | 川澄綾子 | 武内崇   | SABER WARS 〜リリィのコスモ武者修行〜 | （配） |

| レア度 | クラス名     | 真名                       | 声優       | イラスト       | 初登場シナリオ                     | 備考   |
| ------ | ------------ | -------------------------- | ---------- | -------------- | ---------------------------------- | ------ |
| R      | キャスター   | ジル・ド・レェ             | 鶴岡聡     | Azusa          | 第一特異点 邪竜百年戦争 オルレアン |        |
| SR     | バーサーカー | ランスロット               | 置鮎龍太郎 | こやまひろかず | 第一特異点 邪竜百年戦争 オルレアン |        |
| R      | ランサー     | ディルムッド・オディナ     | 緑川光     | また           | スカサハ体験クエスト               |        |
| SSR    | ライダー     | イスカンダル               | 大塚明夫   | 武内崇         | Fate/Accel Zero Order              |        |
| R      | アサシン     | 百貌のハサン               | 阿部彬名   | タスクオーナ   | Fate/Accel Zero Order              |        |
| SR     | キャスター   | アイリスフィール〔天の衣〕 | 大原さやか | 縞うどん       | Fate/Accel Zero Order              | （配） |

| レア度 | クラス名         | 真名                 | 声優           | イラスト   | 初登場シナリオ                                                 | 備考   |
| ------ | ---------------- | -------------------- | -------------- | ---------- | -------------------------------------------------------------- | ------ |
| SR     | セイバー         | ネロ・クラウディウス | 丹下桜         | ワダアルコ | 第二特異点 永続狂気帝国 セプテム                               |        |
| R      | アーチャー       | ロビンフッド         | 鳥海浩輔       | ワダアルコ | 第五特異点 北米神話大戦 イ・プルーリバス・ウナム               |        |
| R      | バーサーカー     | 呂布奉先             | 安井邦彦       | ワダアルコ | 第二特異点 永続狂気帝国 セプテム                               |        |
| SSR    | キャスター       | 玉藻の前             | 斎藤千和       | ワダアルコ | 第四特異点 死界魔霧都市 ロンドン                               |        |
| SSR    | ライダー         | フランシス・ドレイク | 高乃麗         | ワダアルコ | 第三特異点 封鎖終局四海 オケアノス                             |        |
| SR     | キャスター       | ナーサリー・ライム   | 野中藍         | ワダアルコ | ほぼ週間サンタオルタさん                                       |        |
| SR     | セイバー         | ガウェイン           | 水島大宙       | ワダアルコ | 第六特異点 神聖円卓領域 キャメロット                           |        |
| SR     | ランサー         | ヴラド三世〔EXTRA〕  | 江川央生       | ワダアルコ | ハロウィン・カムバック！ 超極☆大かぼちゃ村 〜そして冒険へ……〜  |        |
| SR     | ムーンキャンサー | 岸波白野             | 阿部敦（男）   | ワダアルコ | BBプレゼンツ☆セレブサマー・エクスペリエンス！ 〜逆襲のドバイ〜 | （配） |
| SR     | ムーンキャンサー | 岸波白野             | 石川由依（女） | ワダアルコ | BBプレゼンツ☆セレブサマー・エクスペリエンス！ 〜逆襲のドバイ〜 | （配） |

| レア度 | クラス名         | 真名                               | 声優       | イラスト   | 初登場シナリオ                                   | 備考   |
| ------ | ---------------- | ---------------------------------- | ---------- | ---------- | ------------------------------------------------ | ------ |
| SR     | ランサー         | エリザベート・バートリー           | 大久保瑠美 | ワダアルコ | 第一特異点 邪竜百年戦争 オルレアン               |        |
| UC     | キャスター       | ハンス・クリスチャン・アンデルセン | 子安武人   | ワダアルコ | 第四特異点 死界魔霧都市 ロンドン                 |        |
| SSR    | セイバー         | ネロ・クラウディウス〔ブライド〕   | 丹下桜     | ワダアルコ | 第五特異点 北米神話大戦 イ・プルーリバス・ウナム |        |
| SSR    | アルターエゴ     | メルトリリス                       | 早見沙織   | ワダアルコ | 深海電脳楽土 SE.RA.PH                            |        |
| SR     | アルターエゴ     | パッションリップ                   | 小倉唯     | ワダアルコ | 深海電脳楽土 SE.RA.PH                            |        |
| SR     | ムーンキャンサー | BB                                 | 下屋則子   | ワダアルコ | 深海電脳楽土 SE.RA.PH                            | （配） |
| SSR    | アルターエゴ     | 殺生院キアラ                       | 田中理恵   | ワダアルコ | 深海電脳楽土 SE.RA.PH                            |        |

| レア度 | クラス名     | 真名           | 声優     | イラスト     | 初登場シナリオ                                                 | 備考                  |
| ------ | ------------ | -------------- | -------- | ------------ | -------------------------------------------------------------- | --------------------- |
| SR     | セイバー     | 鈴鹿御前       | 東山奈央 | たけのこ星人 | 深海電脳楽土 SE.RA.PH                                          |                       |
| SSR    | アルターエゴ | キングプロテア | 潘めぐみ | ワダアルコ   | 復刻版：深海電脳楽土 SE.RA.PH -Second Ballet-                  |                       |
| SSR    | アルターエゴ | カズラドロップ | 山下七海 | ワダアルコ   | BBプレゼンツ☆セレブサマー・エクスペリエンス！ 〜逆襲のドバイ〜 | [ 注 130 ] [ 注 131 ] |

| レア度 | クラス名   | 真名 | 声優     | イラスト   | 初登場シナリオ                  | 備考       |
| ------ | ---------- | ---- | -------- | ---------- | ------------------------------- | ---------- |
| UC     | キャスター | 陳宮 | 真殿光昭 | ワダアルコ | Lostbelt No.3 人智統合真国 シン | [ 注 132 ] |

| レア度 | クラス名 | 真名             | 声優     | イラスト   | 初登場シナリオ                         | 備考 |
| ------ | -------- | ---------------- | -------- | ---------- | -------------------------------------- | ---- |
| SSR    | セイバー | シャルルマーニュ | 木村良平 | ワダアルコ | 死想顕現界域 トラオム 或る幻想の生と死 |      |

| レア度 | クラス名     | 真名                       | 声優       | イラスト   | 初登場シナリオ                                                        | 備考   |
| ------ | ------------ | -------------------------- | ---------- | ---------- | --------------------------------------------------------------------- | ------ |
| SR     | セイバー     | ジークフリート             | 諏訪部順一 | 近衛乙嗣   | 第一特異点 邪竜百年戦争 オルレアン                                    |        |
| SR     | アーチャー   | アタランテ                 | 早見沙織   | 輪くすさが | 第一特異点 邪竜百年戦争 オルレアン                                    |        |
| UC     | キャスター   | ウィリアム・シェイクスピア | 稲田徹     | 近衛乙嗣   | 第四特異点 死界魔霧都市 ロンドン                                      |        |
| C      | バーサーカー | スパルタクス               | 鶴岡聡     | 近衛乙嗣   | 第二特異点 永続狂気帝国 セプテム                                      |        |
| SSR    | ルーラー     | ジャンヌ・ダルク           | 坂本真綾   | 武内崇     | 第一特異点 邪竜百年戦争 オルレアン                                    |        |
| SSR    | アサシン     | ジャック・ザ・リッパー     | 丹下桜     | 近衛乙嗣   | ほぼ週間サンタオルタさん                                              |        |
| SSR    | セイバー     | モードレッド               | 沢城みゆき | 近衛乙嗣   | 第四特異点 死界魔霧都市 ロンドン                                      |        |
| SR     | バーサーカー | フランケンシュタイン       | 野中藍     | 岡崎武士   | 第四特異点 死界魔霧都市 ロンドン                                      |        |
| SSR    | ランサー     | カルナ                     | 遊佐浩二   | pako       | アルジュナ体験クエスト                                                |        |
| SSR    | ルーラー     | 天草四郎                   | 内山昂輝   | 近衛乙嗣   | 天草四郎体験クエスト                                                  |        |
| SR     | ライダー     | アストルフォ               | 大久保瑠美 | 近衛乙嗣   | ほぼ週間サンタオルタさん                                              |        |
| SSR    | アサシン     | セミラミス                 | 真堂圭     | 近衛乙嗣   | バレンタイン2018 〜繁栄のチョコレートガーデンズ・オブ・バレンタイン〜 |        |
| SR     | バーサーカー | アタランテ〔オルタ〕       | 早見沙織   | 近衛乙嗣   | Lostbelt No.1 永久凍土帝国 アナスタシア                               |        |
| R      | キャスター   | アヴィケブロン             | 宮本充     | 近衛乙嗣   | Lostbelt No.1 永久凍土帝国 アナスタシア                               |        |
| SSR    | ライダー     | アキレウス                 | 古川慎     | 近衛乙嗣   | 駆け抜ける、始まりの蹂躙制覇                                          |        |
| SR     | アーチャー   | ケイローン                 | 武内駿輔   | 近衛乙嗣   | Apocrypha/Inheritance of Glory                                        |        |
| SR     | キャスター   | ジーク                     | 花江夏樹   | 近衛乙嗣   | Apocrypha/Inheritance of Glory                                        | （配） |

| レア度 | クラス名     | 真名         | 声優     | イラスト | 初登場シナリオ                     | 備考 |
| ------ | ------------ | ------------ | -------- | -------- | ---------------------------------- | ---- |
| UC     | ランサー     | 武蔵坊弁慶   | 稲田徹   | 真じろう | ぐだぐだ本能寺                     |      |
| UC     | ライダー     | ゲオルギウス | 西前忠久 | 中央東口 | 第一特異点 邪竜百年戦争 オルレアン |      |
| SSR    | バーサーカー | 坂田金時     | 遊佐浩二 | 本庄雷太 | 第四特異点 死界魔霧都市 ロンドン   |      |
| R      | アーチャー   | ダビデ       | 中村悠一 | ギンカ   | 第三特異点 封鎖終局四海 オケアノス |      |

| レア度 | クラス名 | 真名                                   | 声優     | イラスト | 初登場シナリオ                                     | 備考       |
| ------ | -------- | -------------------------------------- | -------- | -------- | -------------------------------------------------- | ---------- |
| R      | ランサー | クー・フーリン〔プロトタイプ〕         | 中井和哉 | 中原     | ネロ祭再び 〜2016 Autumn〜                         |            |
| SSR    | セイバー | アーサー・ペンドラゴン〔プロトタイプ〕 | 櫻井孝宏 | 中原     | アーサー・ペンドラゴン〔プロトタイプ〕体験クエスト | [ 注 134 ] |

| レア度 | クラス名   | 真名                                 | 声優       | イラスト | 初登場シナリオ                                | 備考 |
| ------ | ---------- | ------------------------------------ | ---------- | -------- | --------------------------------------------- | ---- |
| C      | アーチャー | アーラシュ                           | 鶴岡聡     | BLACK    | ぐだぐだ本能寺                                |      |
| R      | キャスター | ヴァン・ホーエンハイム・パラケルスス | 三木眞一郎 | 中原     | 第四特異点 死界魔霧都市 ロンドン              |      |
| SSR    | ランサー   | ブリュンヒルデ                       | 能登麻美子 | 三輪士郎 | ブリュンヒルデ体験クエスト                    |      |
| SSR    | ライダー   | オジマンディアス                     | 子安武人   | 中原     | 第六特異点 神聖円卓領域 キャメロット          |      |
| R      | アサシン   | 静謐のハサン                         | 千本木彩花 | 中原     | 第六特異点 神聖円卓領域 キャメロット          |      |
| SSR    | セイバー   | シグルド                             | 津田健次郎 | 三輪士郎 | Lostbelt No.2 無間氷焔世紀 ゲッテルデメルング |      |

| レア度 | クラス名 | 真名                               | 声優     | イラスト   | 初登場シナリオ                     | 備考       |
| ------ | -------- | ---------------------------------- | -------- | ---------- | ---------------------------------- | ---------- |
| SSR    | ランサー | エルキドゥ                         | 小林ゆう | 森井しづき | 第七特異点 絶対魔獣戦線 バビロニア |            |
| SSR    | セイバー | リチャードI世 / 獅子心王リチャード | 小野友樹 | 森井しづき |                                    | [ 注 135 ] |

| レア度 | クラス名     | 真名         | 声優     | イラスト | 初登場シナリオ              | 備考   |
| ------ | ------------ | ------------ | -------- | -------- | --------------------------- | ------ |
| SR     | バーサーカー | 鬼女紅葉     | 日笠陽子 | NOCO     | Fate/Requiem 盤上遊戯黙示録 |        |
| SR     | ランサー     | 宇津見エリセ | 鬼頭明里 | NOCO     | Fate/Requiem 盤上遊戯黙示録 | （配） |

| レア度 | クラス名   | 真名         | 声優     | イラスト | 初登場シナリオ | 備考   |
| ------ | ---------- | ------------ | -------- | -------- | -------------- | ------ |
| SSR    | セイバー   | ヤマトタケル | 山村響   | 渡れい   | 盈月剣風帖     |        |
| SR     | キャスター | 由井正雪     | 田村睦心 | 渡れい   | 盈月剣風帖     |        |
| SR     | セイバー   | 宮本伊織     | 河西健吾 | 渡れい   | 盈月剣風帖     | （配） |

| レア度 | クラス名   | 真名                                     | 声優     | イラスト       | 初登場シナリオ                    | 備考      |
| ------ | ---------- | ---------------------------------------- | -------- | -------------- | --------------------------------- | --------- |
| SSR    | キャスター | イリヤスフィール・フォン・アインツベルン | 門脇舞以 | ひろやまひろし | 魔法少女紀行 〜プリズマ・コーズ〜 | [ 注 55 ] |
| SR     | アーチャー | クロエ・フォン・アインツベルン           | 斎藤千和 | ひろやまひろし | 魔法少女紀行 〜プリズマ・コーズ〜 | （配）    |
| SR     | キャスター | 美遊・エーデルフェルト / 朔月美遊        | 名塚佳織 | ひろやまひろし | 魔法少女紀行 〜プリズマ・コーズ〜 | [ 注 68 ] |

| レア度 | クラス名 | 真名   | 声優     | イラスト   | 初登場シナリオ           | 備考   |
| ------ | -------- | ------ | -------- | ---------- | ------------------------ | ------ |
| SR     | アサシン | グレイ | 上田麗奈 | 坂本みねぢ | レディ・ライネスの事件簿 | （配） |

| レア度 | クラス名   | 真名           | 声優                              | イラスト   | 初登場シナリオ                  | 備考       |
| ------ | ---------- | -------------- | --------------------------------- | ---------- | ------------------------------- | ---------- |
| SSR    | アーチャー | プトレマイオス | 小野賢章（青年） 堀内賢雄（老年） | 森井しづき | 聖杯戦線 〜白天の城、黒夜の城〜 | [ 注 137 ] |

| レア度 | クラス名     | 真名               | 声優       | イラスト | 初登場シナリオ                                            | 備考   |
| ------ | ------------ | ------------------ | ---------- | -------- | --------------------------------------------------------- | ------ |
| C      | バーサーカー | ポール・バニヤン   | 小見川千明 | リヨ     | オール・ザ・ステイツメン！ 〜マンガで分かる合衆国開拓史〜 | （配） |
| SR     | キャスター   | 大黒天             | 武田華     | リヨ     | 連続活劇神話 ミシシッピ★ミササイザーズ                    |        |
| C      | ランサー     | メアリー・アニング | 長縄まりあ | リヨ     | 連続活劇神話 ミシシッピ★ミササイザーズ                    |        |

| レア度 | クラス名   | 真名           | 声優       | イラスト  | 初登場シナリオ                                | 備考 |
| ------ | ---------- | -------------- | ---------- | --------- | --------------------------------------------- | ---- |
| SSR    | キャスター | ミス・クレーン | 水橋かおり | シャカP） | 輝け！グレイルライブ!! 〜鶴のアイドル恩返し〜 |      |

| レア度 | クラス名     | 真名                      | 声優   | イラスト   | 初登場シナリオ                                 | 備考   |
| ------ | ------------ | ------------------------- | ------ | ---------- | ---------------------------------------------- | ------ |
| SSR    | アルターエゴ | ラーヴァ/ティアマト       | 悠木碧 | 山中虎鉄   | 螺旋証明世界 リリムハーロット 〜喝采なき薔薇〜 |        |
| SSR    | ビースト     | ソドムズビースト/ドラコー | 丹下桜 | ワダアルコ | 螺旋証明世界 リリムハーロット 〜喝采なき薔薇〜 |        |
| SR     | セイバー     | セタンタ                  | 村瀬歩 | lack       | 螺旋証明世界 リリムハーロット 〜喝采なき薔薇〜 | （配） |

| レア度 | クラス名     | 真名               | 声優     | イラスト | 初登場シナリオ                                | 備考                 |
| ------ | ------------ | ------------------ | -------- | -------- | --------------------------------------------- | -------------------- |
| SSR    | セイバー     | 沖田総司           | 悠木碧   | 武内崇   | ぐだぐだ本能寺                                |                      |
| SR     | アーチャー   | 織田信長           | 釘宮理恵 | pako     | ぐだぐだ本能寺                                | （配）               |
| SSR    | アルターエゴ | 沖田総司〔オルタ〕 | 悠木碧   | 武内崇   | ぐだぐだ帝都聖杯奇譚 -極東魔神戦線1945-       | [ 注 46 ] [ 注 139 ] |
| SR     | ライダー     | 坂本龍馬           | 加瀬康之 | pako     | ぐだぐだ帝都聖杯奇譚 -極東魔神戦線1945-       | （配）               |
| R      | アサシン     | 岡田以蔵           | 吉野裕行 | lack     | ぐだぐだ帝都聖杯奇譚 -極東魔神戦線1945-       |                      |
| R      | バーサーカー | 森長可             | 谷山紀章 | Dd       | ぐだぐだファイナル本能寺2019 オール信長総進撃 |                      |

| レア度 | クラス名 | 真名     | 声優     | イラスト | 初登場シナリオ                                | 備考   |
| ------ | -------- | -------- | -------- | -------- | --------------------------------------------- | ------ |
| SR     | ランサー | 長尾景虎 | 水樹奈々 | 武内崇   | ぐだぐだファイナル本能寺2019 オール信長総進撃 | （配） |

| レア度 | クラス名 | 真名          | 声優     | イラスト | 初登場シナリオ                        | 備考 |
| ------ | -------- | ------------- | -------- | -------- | ------------------------------------- | ---- |
| SSR    | アサシン | 謎のヒロインX | 川澄綾子 | BUNBUN   | SABER WARS 〜リリィのコスモ武者修行〜 |      |

| レア度 | クラス名   | 真名     | 声優       | イラスト | 初登場シナリオ                                                      | 備考   |
| ------ | ---------- | -------- | ---------- | -------- | ------------------------------------------------------------------- | ------ |
| SSR    | セイバー   | 両儀式   | 坂本真綾   | 武内崇   | 空の境界/the Garden of Order                                        |        |
| SR     | アサシン   | 両儀式   | 坂本真綾   | 武内崇   | 空の境界/the Garden of Order                                        | （配） |
| SR     | アーチャー | 浅上藤乃 | 能登麻美子 | 武内崇   | バレンタイン2019 ボイス&レター・これくしょん！〜紫式部と7つの呪本〜 |        |

| レア度 | クラス名         | 真名                                                  | 声優       | イラスト | 初登場シナリオ                                                 | 備考       |
| ------ | ---------------- | ----------------------------------------------------- | ---------- | -------- | -------------------------------------------------------------- | ---------- |
| SSR    | ムーンキャンサー | アーキタイプ：アース / アルクェイド・ブリュンスタッド | 長谷川育美 | 武内崇   | ヨハンナさんと未確認の愛 ぶっ壊せ☆らぶらぶはぁと大石像         | [ 注 140 ] |
| SSR    | ムーンキャンサー | 謎の代行者C.I.E.L / 教えて！シエル先生 / スターシエル | 本渡楓     | 武内崇   | BBプレゼンツ☆セレブサマー・エクスペリエンス！ 〜逆襲のドバイ〜 | [ 注 141 ] |

| レア度 | クラス名     | 真名       | 声優     | イラスト       | 初登場シナリオ                                      | 備考       |
| ------ | ------------ | ---------- | -------- | -------------- | --------------------------------------------------- | ---------- |
| SSR    | フォーリナー | 蒼崎青子   | 戸松遥   | こやまひろかず | 隈乃温泉殺人事件 〜駒鳥は見た！魔法使いは二度死ぬ〜 |            |
| SR     | バーサーカー | 静希草十郎 | 小林裕介 | こやまひろかず | 隈乃温泉殺人事件 〜駒鳥は見た！魔法使いは二度死ぬ〜 | （配）     |
| SSR    | キャスター   | 久遠寺有珠 | 花澤香菜 | こやまひろかず | 隈乃温泉殺人事件 〜駒鳥は見た！魔法使いは二度死ぬ〜 | [ 注 143 ] |

| レア度 | クラス名     | 真名                                                            | 声優       | イラスト | 初登場シナリオ                                                     | 備考 |
| ------ | ------------ | --------------------------------------------------------------- | ---------- | -------- | ------------------------------------------------------------------ | ---- |
| SSR    | プリテンダー | ファンタズムーン / スペース・ファンタズムーンV / サンタズムーン | 長谷川育美 | 武梨えり | スペース･ファンタズムーン アナザー･クリスマス 真夜中のこんふぁんた |      |

## キャラクター制作

### セッティング
キャラクターのセッティングにおいては、基本的に奈須が提案し、設定担当者が題材となる人物を調べる。奈須のゴーサインが出た後、デザイナーが割り当てられ、ラフ設定を描いてもらう。その後、武内が検証し、ゴーサインが出ればデザインを調整し、仕上げへと移行する。セッティングが終わった後は、ディライトワークス側でバトルキャラクターの作成へと進む。武内は、2020年のファミ通とのインタビューの中で、ローンチの時点はたくさんサーヴァントを用意しないといけなかったとしつつも、インタビューを受けた2020年の時点では、ニーズを把握してからセッティングをすると話している。一方で、歴史や神話などにおける人物は男性が多いが、ゲーム内における男女の比率を調整する観点からも、史実と異なる性別で登場するケースも多い。
また、キャラクターの中には、最初の構想から大きく変化したケースや、構想から実装まで時間が空いたケースも存在しており、前者の例としては超人オリオンが該当する。当初の超人オリオンは筋肉質な強面の男という設定であり、レアリティやクラスも異なっていた。だが、このデザインで女好きという設定ではユーザーが親しみを持てないということで、昭和時代の漫画に出てくるような団子鼻の三枚目の男性に変更された。その後、奈須の判断により、超人オリオンは第2部第5章にてグランドアーチャーとして登場した。後者の例としては、カラミティ・ジェーン、赤兎馬、ローランが該当する。このうち、カラミティ・ジェーンは、開発初期から設定があったものの実装の機会が得られず、イベントシナリオ「セイバーウォーズ2」にて登場した。また、ローランはアストルフォの幕間の物語「ローランを待ちながら」にてNPCとして登場したが、プレイアブルユニットとしての登場は、このシナリオの5年後に実装された第2部6.5章「死想顕現界域 トラオム」である。
さらに、本作の登場キャラクターの中には、Fateシリーズを含む他のTYPE-MOON作品に登場した（あるいは登場する予定だった）キャラクターをもとにした者も登場する。
たとえば、主人公のパートナーであるマシュ・キリエライトは、スタジオディーンによる「stay night」のアニメ化の際、オリジナルストーリー用にデザインされたキャラクターを発展させる形で生み出された。
また、ナイチンゲールは元々『Fate/Extra CCC』の敵キャラクターの候補に挙がっていたキャラクターであり、本作の第1部第5章の舞台がアメリカに決まったことから、同シナリオへの登場が確定した
1.5部では、特定のシナリオをクリアするまで一部のプレイアブルユニットの真名を伏せるという施策がとられた。塩川はこのタイミングでこの施策が取られた理由として、1.5部が1部の延長でありながらも、ストーリーおよびシステムの観点で新しい差を出すためということを挙げており、今後も必要なタイミングでこの施策を取るだろうと電撃オンラインの読者質問に答える形で話している。第2部制作に当たっては、十二機神の端末を含めた名前のあるNPCはしっかりとしたデザインにするという方針が立てられた。また、本作に登場する神話体系の特徴づけは『Fate/EXTRA』の開発期間中から行われており、たとえば、ギリシャ神話の場合、古代に栄えた先進文明というイメージをもとに、オリュンポス十二神の正体が地球外から飛来した移民船団の遺産であるという大まかな設定に発展した。その後、本作の開発に際して、これらの十二神がロボットであるという設定に突き詰められ、第1部に先行して登場したアルテミスのデザインに伏線として組み込んだ。その後、第2部第5章の開発が始まる段階で、アルテミスのデザイナーであるI-IVに、オリュンポスの十二機神が合体して巨大なロボットになるといった設定をもとにデザイン原案を発注した。

### バトルキャラクター作成
本作は3DCGで描かれた背景の中で、バトルキャラクターが動く仕組みをとっており、実際のゲームにおいては3D空間の中にある複数の仮想カメラの映像を組み合わせる形で2Dに見せている。
バトルキャラクターはTYPE-MOONの監修の元、複数の工程を経て制作され、完成までには約半年の時間が費やされた。キャラクターの制作に当たっては、ディティールを省略しない方針を立てていることに加え、アニメーション制作チームは「TYPE-MOONの表現したいことを再現する」「実装チームが動かしやすいよう形を作る」「エフェクトチームが作業できる環境設定を行う」の3つの条件のもとで制作を行っており、納期上の都合で工程が前後することもある。
キャラクターの制作の手順は、まずTYPE-MOONが作成した絵コンテや別のFate作品の素材をもとに、バトルキャラクター用のラフ画が描き起こされる。このラフ画をバトルキャラ制作チームが線画にし、基本となる待機ポーズとアクション用の差分を作る。その後、絵コンテをもとに、3Dモデルの範囲や細かな動きを指定し、バトルキャラクターのイラストをMayaで3Dアニメーション化する。キャラクターのアニメーションを作った後に宝具や攻撃などのアニメーションを作成する。
キャラクターが一通り出来上がった後に、キャラクターのデータをモーションデータに変換する。モーションデータの量は霊基の再臨段階による動作の違いによって異なり、たとえばレオナルド・ダ・ヴィンチ（ライダー）の場合は霊基再臨第1段階目の動きが他の段階と異なるため、キャラクター2体分のモーションデータを2人で制作している。一方、魔王信長はすべての段階で動作が異なるため、キャラクター3体分のモーションデータが作成された。また、段階によって動きが異なる場合、戦闘中のカメラのデータもそれに合わせて作られる。さらに、呪腕のハサンのように、左右の向きに特徴があるキャラクターについては、敵として登場した時のパターンが用意される。モーションデータやカメラデータ等が出来上がった後は、効果音の選定とサウンドチームへの発注が行われる。
なお、塩川は、ユーザーから宝具演出のスキップの要望が寄せられている上に『マンわか』でも取り上げられていることを理解しているとしたうえで、「技術的には可能であるが、本作は効率を求めるゲームではない」として、あえて実装していないことを電撃オンライン読者の質問に答える形で明かしている。

## 反響
本作ではサーヴァント以外のキャラクターにも人気が集まるケースがあり、例えば1.5部亜種特異点IV「異端なるセイレム」に登場したラヴィニア・ウェイトリーの場合、2019年のワンダーフェスティバルでは彼女を題材としたフィギュアが出展された ほか、2020年3月にはホビージャパンから期間限定でフィギュアが発売された。また、「冥界のメリークリスマス」、「バトル・イン・ニューヨーク2019」に登場したドゥムジの場合、2020年にはぬいぐるみが発売された。
国によっては、特定のキャラクターに対して反響が集まるケースもある。
ディライトワークスの第4制作部の代表を務める浅沼拓志が、2018年のインタビューの中で語ったところによると、アメリカにおいてはクー・フーリン（キャスター）の人気が高いとされていた。
小説「Fate/Grand Order 英霊伝承 〜荊軻〜」における始皇帝の描写は中国のファンの間で議論を巻き起こし、本作の関係者のアカウントに中国から意見や批判が寄せられることもあった。
それに対し、同じく始皇帝が登場するLostbelt No.3「人智統合真国 シン」は中国のファンに受け入れられており、ライターの百元籠羊はアキバ総研に連載しているコラムの中で、中国のFate人気のきっかけとなった虚淵玄がシナリオを手掛けていたことでよい評価を得られたのではないかと推測している。
一方、百元は同シナリオには現代中国を風刺する内容が含まれていたため、本作の中国版で実装できるか不安だという声が中国国内で聞かれたと話している。
また、百元はこれまでの中国における反応から、中国において「現在の中国の感覚で正しい中華要素、中華系キャラクターが描かれるべきだ」という要求が高まっていること、外国人の描く中国（および中華要素）に対する基準が厳しいことが明らかになってきたとも話しており、同シナリオに登場した秦良玉のデザインがステレオタイプ的だったため、中国ではあまり評判がよくなかったとも語っている。